# Kathedrale von Barcelona

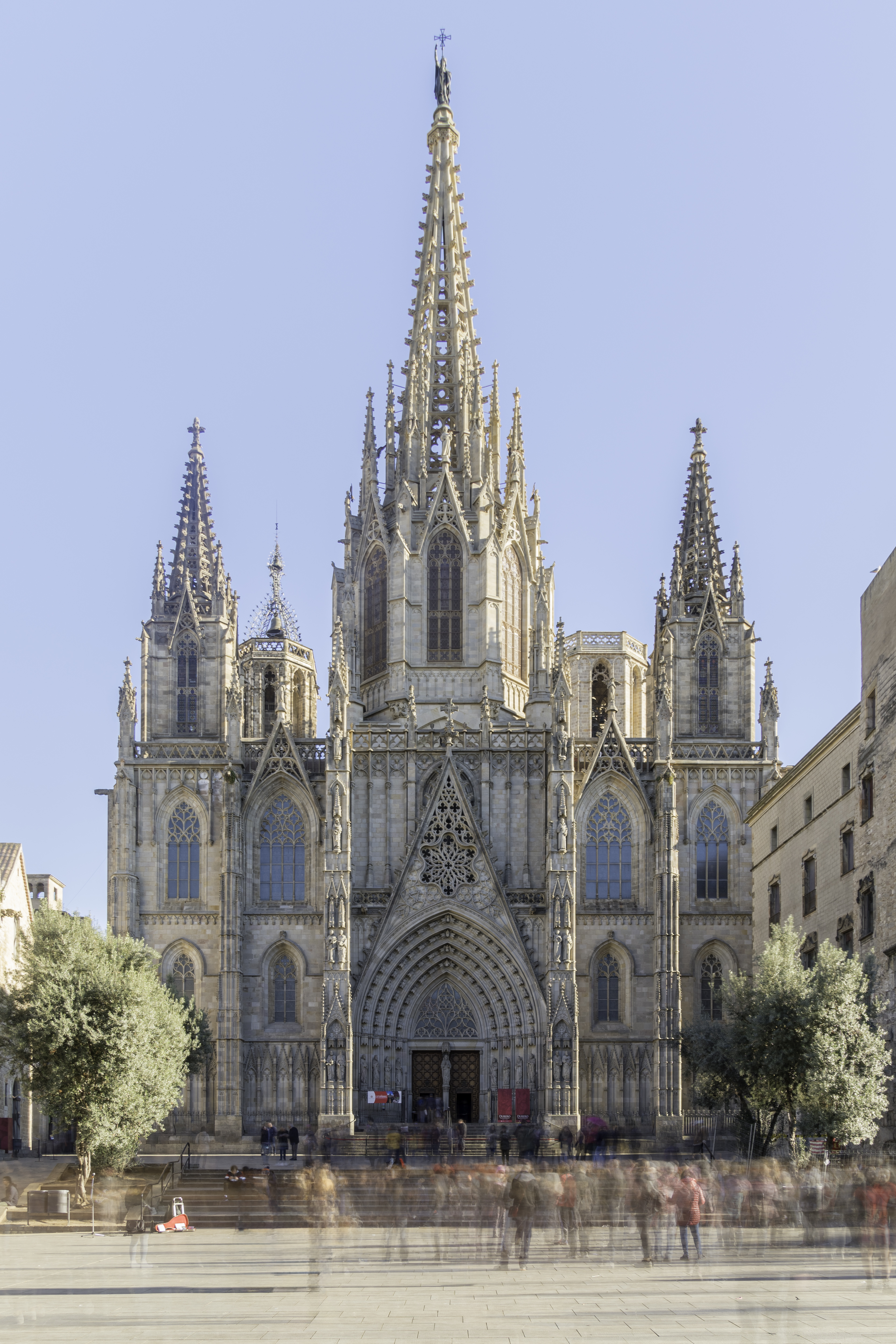
Kathedrale von Barcelona

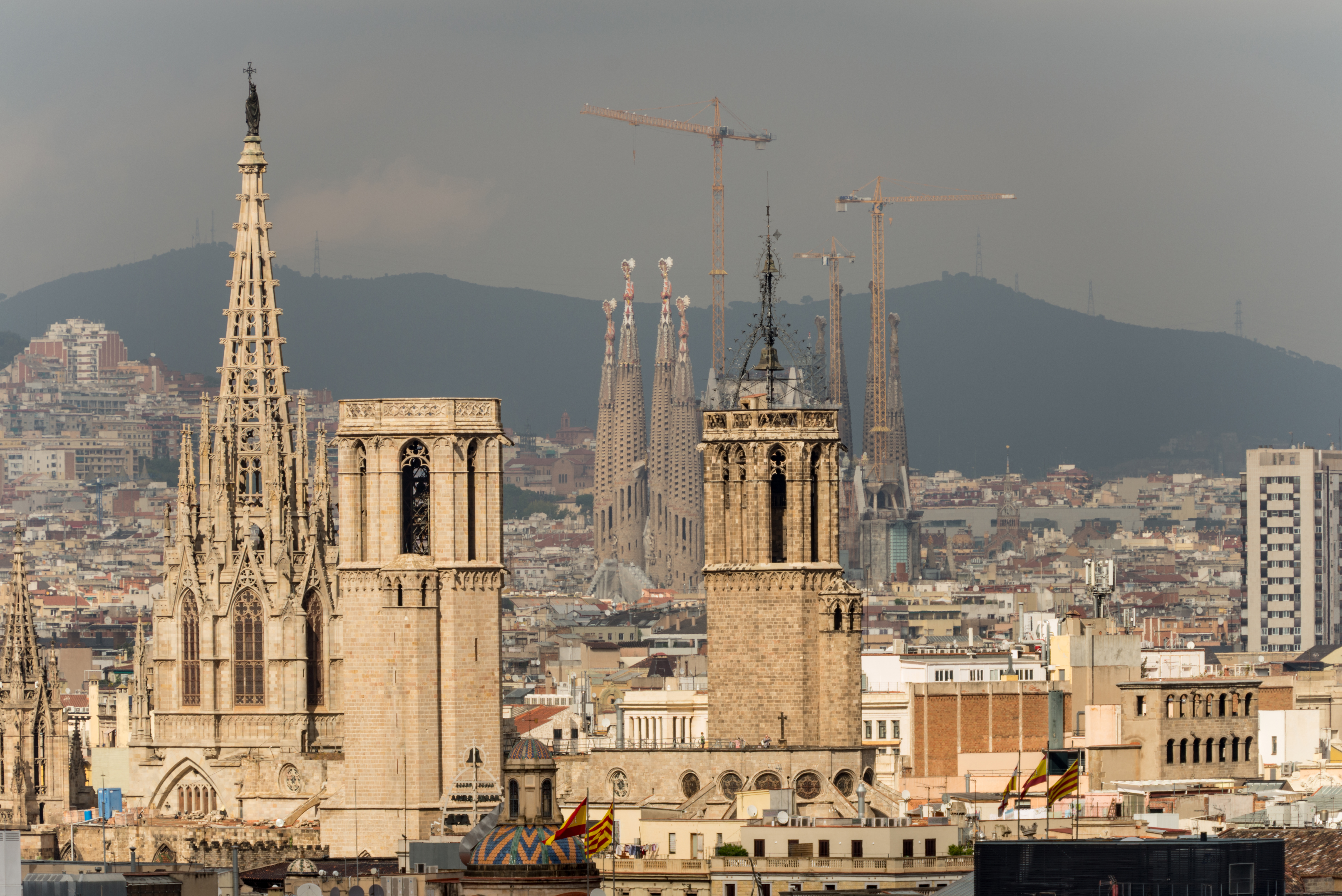
Kathedrale; im Hintergrund die Sagrada Familia

Die Kathedrale Heilig Kreuz und St. Eulalia zu Barcelona (katalanisch Catedral de la Santa Creu i Santa Eulàlia de Barcelona), kurz Kathedrale von Barcelona (Catedral de Barcelona), ist die römisch-katholische Kathedrale des Erzbistums Barcelona. Sie befindet sich am Platz Pla de la Seu im Stadtviertel Barri Gòtic der katalanischen Hauptstadt Barcelona. Der gotische Sakralbau wurde vom 13. bis ins 15. Jahrhundert errichtet und ist die dritte Kirche am gleichen Ort. Ihre Vorgänger waren die alte romanische Kathedrale und zuunterst eine frühchristliche Basilika aus der Zeit vor der westgotischen Herrschaft. Das heutige Erscheinungsbild mit der beeindruckenden Fassade und dem Mittelturm ist viel jünger und stammt von 1886–1913. Das Bauwerk ist als Bien de Interés Cultural und seit dem 2. November 1929 als kunstgeschichtliches Denkmal von nationaler Bedeutung eingestuft.
Seit dem Jahr 599 steht die Kathedrale unter dem Patrozinium Heilig Kreuz. Dieses ungewöhnliche Patrozinium ist eines der ältesten in der christlichen Welt. Seit dem Jahr 877 trat zusätzlich das Patrozinium der Heiligen Eulalia hinzu, der Stadtpatronin von Barcelona (derzeit wird eher die Virgen de la Merced als solche gefeiert, diese ist aber in strengem Sinn die Patronin der Erzdiözese Barcelona und nicht der Stadt). Die Kathedrale besitzt einen gotischen Kreuzgang, in dem 13 weiße Gänse leben, da die Legende besagt, dass Eulalia bei ihrem Martyrium um das Jahr 290 dreizehn Jahre alt war und auf dem Anwesen ihrer Eltern in Sarrià Gänse hütete.

## Baugeschichte

### Die frühchristliche Basilika
An der Stelle der Kathedrale befand sich bereits ein römischer Tempel. Ausgrabungen in der Carrer dels Comtes de Barcelona, die direkt an der östlichen Außenwand der heutigen Kathedrale verläuft, brachten die Reste einer dreischiffigen Basilika ans Licht, deren Schiffe durch zwei Reihen weißer Marmorsäulen voneinander getrennt waren. Dabei handelt es sich zweifellos um die frühchristliche Basilika, die im 4. Jahrhundert erbaut wurde und knapp 700 Jahre überdauert hat. Den ältesten Nachweis eines Bischofs von Barcelona findet man 343 als Bischof Pretextat mit fünf anderen spanischen Bischöfen am Konzil von Serdica (heute Sofia in Bulgarien) teilgenommen hat, um seine Zustimmung von den Beschlüssen des ersten Konzils von Nicäa zu bekunden. Sein Nachfolger war 390 der Heilige Pacianus.
599 berichtet der Chronist Joan de Bíclar vom zweiten Konzil von Tarragona in seinem Protokoll, dass die frühchristliche Kathedrale unter dem Patrozinium ‚Sanctae Crucis‘ steht. Angebaut an die Basilika war ein quadratisches Baptisterium, in dem sich ein achteckiges Taufbecken befand. Diese Basilika blieb bis in die westgotische Zeit erhalten und wurde dann möglicherweise während der muslimischen Besetzung der Stadt (718–801) in eine Moschee umgewandelt. Sie wurde um 877 auf Initiative von Bischof Frodoí restauriert, als die Gebeine der Heiligen Eulalia, die in der Kirche Santa Maria de las Arenas aufgefunden worden waren, in die Krypta der Kathedrale übertragen wurden.
Eulalia war ein junges Mädchen, das gemäß der katholischen Überlieferung zur Märtyrerin wurde, als sie den römischen Statthalter über die Verfolgung der Christen informierte. Statt ihr zu helfen, bestrafte der Statthalter auch sie, weil sie Christin war. Die Legende besagt, dass sie nackt auf dem Forum der Stadt zur Schau gestellt wurde, worauf wie durch ein Wunder im Frühling Schneefall ihre Nackthait bedeckte. Die erzürnten Römer steckten sie darauf in ein Fass, in dem Glasscherben und Nägel steckten und warfen das Fass einen Hügel hinunter (es soll sich um die heutige Baixada de Santa Eulàlia gehandelt haben). Schließlich wurde ihr Leichnam an ein Andreaskreuz geschlagen, welches das Emblem der Diözese und das ikonographische Symbol Eulalias ist.
Die frühchristliche Basilika überstand die Zerstörung Barcelonas durch den maurischen Herrscher Almansor im Jahr 985 schwer beschädigt. In den unterirdischen Räume des Museums für Geschichte der Stadt Barcelona können Überreste des Baptisteriums und der frühchristlichen Basilika (unter der Chorapsis der heutigen Kathedrale) besichtigt werden. Das Baptisterium wurde 1965–1968 vom Archäologen Frederic-Pau Verrié i Faget (* 24. August 1920; † 11. Februar 2017) ausgegraben.

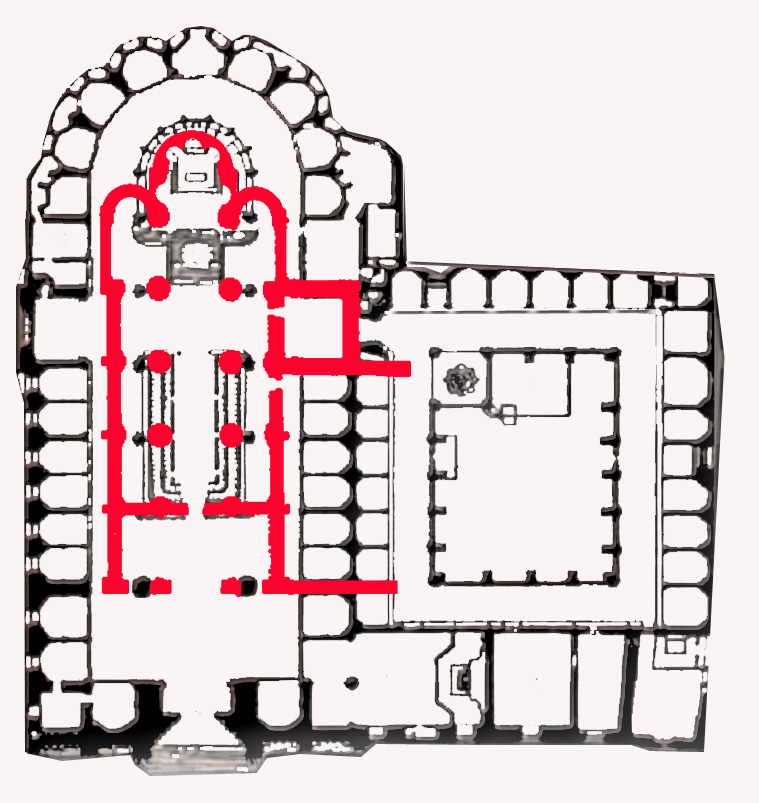
Lage der romanischen Kathedrale (in Rot) im Vergleich zur heutigen gotischen Kathedrale (in Schwarz)

### Die romanische Kathedrale
Um das Jahr 1046 wurde auf Betreiben von Bischof Guislabert mit Unterstützung des Grafen von Barcelona, Ramon Berenguer I., und seiner zweiten Frau Almodis de la Marche eine neue Kathedrale im romanischen Stil errichtet. Sie wurde am 18. November 1058 vom Erzbischof von Narbonne Guifré de Cerdanya eingeweiht.
Viel kleiner als der heutige Bau wies sie drei Schiffe mit drei Apsiden ohne Querschiff auf. Ihr Glockenturm stand in der Nähe des heutigen Kreuzgangs. Die Ausrichtung fällt mit der der heutigen Kathedrale zusammen, wobei der Hochchor an genau derselben Stelle liegt. Sie hatte ein Atrium, das die Hälfte des heutigen Raumes des Chors einnahm, und die drei Schiffe reichten nur bis zum heutigen Beginn des Hochchors. Ein Teil des Sockels des Hauptportals wurde gefunden, der auch im Museum für Geschichte der Stadt Barcelona zu sehen ist. Weitere Teile des Hauptportals könnten im Zugangsportal zum Kreuzgang wieder aufgetaucht sein. Aus dieser Zeit stammen auch die beiden großen korinthischen Kapitelle, die das Joch des Hochaltars tragen.

### Die gotische Kathedrale
Die Grundsteinlegung für den Bau der heutigen Kathedrale erfolgte am 5. Mai 1298 unter Bischof Bernat Pelegrí (1288 – 1300) und König Jakob II. von Aragón. Baubeginn war am Chorhaupt, wobei gleichzeitig die alte romanische Kathedrale demontiert wurde, von der einige Elemente wieder benutzt wurden. Dabei handelt es hauptsächlich um Skulpturen und möglicherweise auch um die Säulen des Portals von Sant Ivó, das das älteste der heutigen Kathedrale ist.
Die Arbeiten waren nicht als Bau einer neuen Kathedrale geplant, sondern als ein Umbau und eine Erweiterung des romanischen Doms (. . . extensione et ampliatione nostre catedralis ecclesie. . .), die in Phasen durchgeführt wurde, ohne den vorherigen Kirchenbau jemals vollständig abzureißen. In ihm wurde während der gesamten Dauer der Arbeiten Gottesdienst gehalten, ja einige Teile der romanischen Kathedrale dienten sogar als Gerüst für den Bau der gotischen. So behielt die gotische Kathedrale die gleiche Achse wie die romanische und ihr Chorumgang wurde um die romanische Apsis herumgebaut.
In der ersten Bauphase wurden die Apsis, die radialen Kapellen und die Krypta des Chors gebaut. Am 23. Juni 1317 unterzeichnete Baumeister Jaume Fabre, der erste Architekt dessen Name bekannt ist, seinen Vertrag. 1338 wurden die Arbeiten der ersten Phase während der Amtszeit von Bischof Ferrer d’Abella (1335–1344) fertiggestellt, der den neuen Hochaltar weihte.
Die zweite Bauphase bestand in der Verlängerung der drei Kirchenschiffe mit ihren jeweiligen Kapellen, der Errichtung der mit einer Holzkassettendecke gedeckten Kuppel und den beiden Kapellen beiderseits des Hauptportals. Nach Jaume Fabre war Bertrán Riquer ab 1344 Baumeister und im Jahr 1358 baute Bernat Roca bereits die ersten Abschnitte der Gewölbe der Hauptschiffes und der Galerien über den Kapellen. Dieser Baumeister war es auch, der mit dem Bau des Kreuzgangs begann. Als er 1388 starb, setzte der Steinmetz Pere Viader die Arbeiten bis zum Jahr 1397 fort, als der Architekt Arnau Bargués, der Erbauer des Kapitelsaals, zum Baumeister ernannt wurde. Sein Assistent Jaume Solá hatte dann dieses Amt von 1407 bis 1412 inne. Ihm folgte Bartolomé Gual, der lange Zeit bis 1441 im Amt blieb. Er errichtete die Mauer, mit der die Kirche 1420 geschlossen wurde und die hölzerne Kuppel; es ist überliefert, dass er nach Valencia reiste, um die dortige Kuppel zu studieren. Abschluss dieser Bauphase war 1448. Anschließend begann das Warten auf die Errichtung der Fassade, für die die Pläne bereits am 27. April 1408 von Carles Galtés aus Rouen in der Normandie gezeichnet worden waren. Der Glockenturm wurde um das Jahr 1500 hinzugefügt.

### Die neugotische Fassade mit Mittelturm

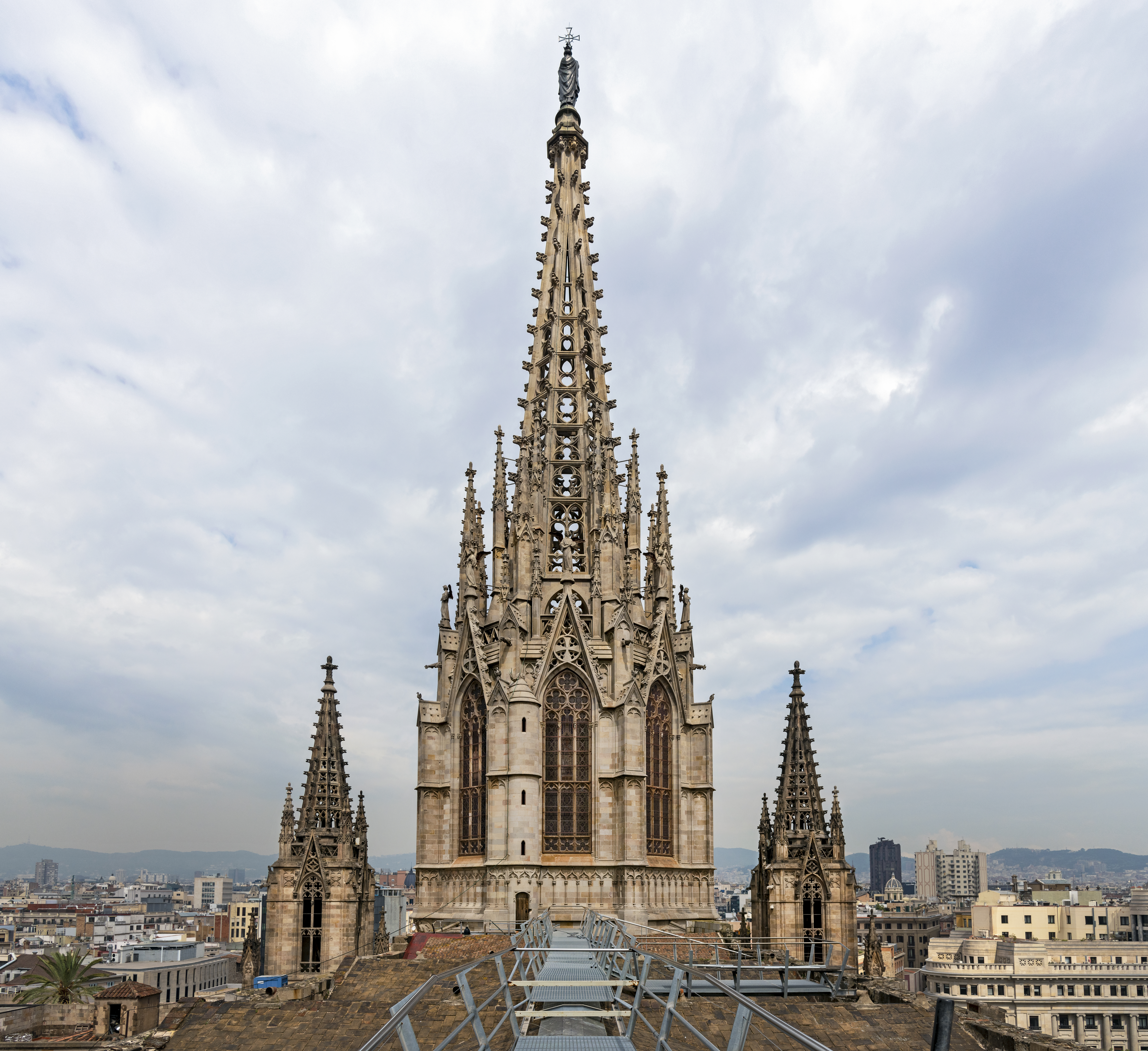
Der 80 m hohe Mittelturm mit der Statue der hl. Helena

Im Jahr 1882 wurde anlässlich der für 1888 nach Barcelona einberufenen Weltausstellung nach fast vierhundert Jahren ohne größere Arbeiten an der Kathedrale dank des Bauunternehmers Manuel Girona i Agrafel und seiner Brüder ein Wettbewerb für den Bau der fehlenden Fassade ausgerufen. Als Kriterium wurde festgelegt, dass dem gotischen Stil des übrigen Gebäudes Rechnung getragen würde. Der Bau wurde Josep Oriol Mestres übertragen, seit 1855 Architekt der Kathedrale, der sich von den 1408 angefertigten Plänen inspirieren ließ.
Die Fassade ist 40 Meter breit und wird von zwei 53 Meter hohen Glockentürmen mit zahlreichen Fialen gekrönt. Sie ist mit zahlreichen gotischen Stilelementen und einer großen Fülle von Bildern von Engeln und Heiligen verziert. Acht Buntglasfenster sind Teil der Fassade, wovon die meisten modernistisch gestaltet sind, aber auch das berühmte Renaissancefenster ‚Noli me tangere‘, gemalt 1493–1495 von Bartolomé Bermejo, findet sich hier unten links.
Der vom Architekten August Font i Carreres entworfene Mittelturm hat eine Höhe von 80 Metern und wurde zwischen 1906 und 1913 ausgeführt. Auf seiner obersten Spitze erhebt sich das 4,5 m hohe Standbild der Heiligen Helena, Mutter Kaiser Konstantins I., die das Kreuz Christi emporhebt. Der Überlieferung nach fand sie 326 in Jerusalem die Überreste des Heiligen Kreuzes, unter dessen Patrozinium die Kathedrale steht. Diese Skulptur wurde vom Künstler Eduard Alentorn 1910 geschaffen und während des Spanischen Bürgerkriegs beschossen.

## Die Dimensionen des Gebäudes
Die Kathedrale ist an der Außenseite 93 Meter lang und 40 Meter breit, die Höhe des Hauptschiffs beträgt 28 Meter. Der angebaute Kreuzgang hat eine Seitenlänge von 25 Meter und jede seiner vier Galerien ist 6 Meter breit. Der Mittelturm ragt 80 Meter hoch auf und die innere Höhe seiner Kuppel beträgt 41 Meter vom Boden bis zum Schlussstein. Innen ist die Kathedrale, welche aus drei gleich hohen Schiffen besteht, 79 Meter lang und insgesamt 25 Meter breit, wobei das Mittelschiff doppelt so breit ist wie die Seitenschiffe. Dazu kommen auf jeder Seite noch je 6 Meter Breite für die Tiefe der Seitenkapellen hinzu.

## Die Portale
Die Kathedrale von Barcelona besitzt fünf Zugangsportale:

### Das Hauptportal
Das Hauptportal inmitten der neogotischen Westfassade wird von einer Christusskulptur am Mittelpfeiler dominiert, einem Werk des Bildhauers Agapit Vallmitjana i Barbany. Beiderseits der Türflügel finden sich je vier Apostelfiguren des gleichen Künstlers. In den Archivolten des Portals befinden sich insgesamt 76 Skulpturen von Engeln, Propheten und Königen, die vom Bildhauer Joan Roig i Solé angefertigt wurden. Die Innenseite des Portals stammt hingegen aus dem fünfzehnten Jahrhundert, und hier findet man die in Stein gehauenen Medaillons des Künstlers Antoni Claperós, welche Christi Himmelfahrt und das Pfingstereignis darstellen.

### Das Portal des hl. Ivó
Das Portal de Sant Ivó befindet sich in der Nordfassade der Kirche und es bietet Zugang zum Querschiff. Es ist das älteste der Portale und war fünfhundert Jahre lang der Haupteingang zur Kathedrale. Seine Widmung an den hl. Ivo Hélory hat es dem ihm gegenüberliegenden Gebäude zu verdanken, das viele Jahre lang den Anwälten gehörte, deren Schutzpatron Ivo Hélory (katalanisch auch Sant Iu genannt) ist. Aus Stein vom Berg Montjuïc gefertigt, begann seine Errichtung 1298. Dieses Datum ist in den zwei großen Inschriftentafeln an den Türpfosten belegt. Einige Bauteile stammen noch von dem romanischen Vorgängerbau aus dem 12. Jahrhundert. Es stellt einen der ersten Versuche des Spitzbogens in der katalanischen Gotik dar und enthält einige recht originelle Elemente innerhalb der Gotik, die beispielhaft für die Anfänge dieses Stils sind. So gibt es über den Säulen musizierende Engel, die ihre Köpfe so weit aus dem Bogen strecken, als ob sie die Wand verlassen wollten. Die Arkaturen über der Tür sind durch Elemente getrennt, die an Bischofsstäbe erinnern, deren oberes Ende nach außen gebogen ist, anstelle von Säulen, wie es üblicher ist (siehe zum Beispiel an der Fassade der 1319 begonnenen Kirche Santa Maria del Pi, von sehr ähnlichem Aufbau).
Im Tympanon befindet sich unter einem Baldachin eine Statue der Heiligen Eulalia, das der Schule Jaume Cascalls des späten 14. Jahrhunderts zugeschrieben wird. Im Maßwerk der oberen Portalecken finden sich musizierende Engelchen. Beiderseits des Portals finden sich alte Marmorreliefs (wahrscheinlich aus dem 12. Jahrhundert), die als Kämpfer dienen und in der Tradition mittelalterlicher Bestiarien zwei Themen abbilden: Den Kampf des Menschen gegen wilde Tiere und die Interpretation der Natur auf symbolhaft religiöse Art. Von links nach rechts sind dargestellt:
- ein Greif, der ein Lamm in seinen Klauen gefangen hält (Symbol für einen Dämon, der die Seele des Sünders gefangen hält)
- ein wilder, vollkommen mit Haaren bedckter Mann in einer kurzen Hose, der eine Keule oder eine ähnliche Waffe gegen etwas schwingt, das sich außerhalb des Reliefstücks befindet (Symbol für die lustvollen Triebe des Mannes)
- der Kampf eines als Soldaten gekleideten Mannes, der mit Schwert und Schild mit einem Kreuzzeichen mit einem Greif kämpft (Symbol für den Kampf gegen den Teufel)
- ein in ein weites Gewand gekleideter Mann, der mit einem Löwen kämpft, dem er einen Dolch ins Maul sticht (soll Samson darstellen, der in der Bibel den Löwen aber mit den Händen tötete)
- ein junges Reh oder Hirschkalb unter Bäumen (symbolisiert die Sehnsucht der Seele, Gott näher zukommen [vgl. Psalm 42])
- eine Löwin, die zwei Junge säugt und ein drittes zwischen ihren Tatzen beschützt (Interpretation nicht gesichert)

Obwohl stilistische Merkmale darauf hinweisen, dass sie aus der Hand desselben Künstlers oder aus derselben Werkstatt stammen, scheinen die Reliefs nicht mit einem einheitlichen Programm konzipiert worden zu sein. Selbst Forscher haben angenommen, dass ihre heutige Anordnung nicht der vorgesehenen des/der Bildhauer/s entspricht.

### Das Portal de la Pietat
Dieses Portal im Südosten führt zum Kreuzgang, von wo aus man ins südliche Querschiff gelangen kann. Teile des Portals zwischen der Kirche und dem Kreuzgang entstanden schon im 11. Jahrhundert. Das Portal de la Pietat besitzt einen Kielbogen, der von hohen Pinakeln flankiert ist, die mit großer Finesse gestaltet sind. Im Tympanon befindet sich ein Holzrelief mit einer Darstellung der Pietà (d. h. eine Schmerzhafte Muttergottes mit dem Leichnam des toten Jesu auf dem Schoß) umgeben von den Leidenswerkzeugen wie der Geißelsäule, den Geißeln, dem Stock mit dem Essigschwamm etc. Das Originalwerk des deutschen Bildhauers Michael Lochner, der seit 1483 in Barcelona ansässig war und 1490 dort gestorben ist, befindet sich mittlerweile im Museum der Kathedrale, am Portal de la Pietat befindet sich eine Kunstharzkopie. Das Werk wurde vom Kanoniker Berenguer Vila gestiftet, der unteren rechten Ecke des Reliefs als kleine Person dargestellt ist.

### Das Portal der hl. Eulalia
Das Portal der hl. Eulalia befindet sich in der Carrer del Bisbe an der Südseite des Kreuzgangs. Es besitzt ebenfalls einen Kielbogen und seine Archivolten sind mit feinem Laubwerk geschmückt. Im Tympanon befindet sich eine Skulptur der Heiligen mit Märtyrerpalme und Andreaskreuz, die Reproduktion des Originals des Bildhauers Antoni Claperós, die auch im Museum der Kathedrale aufbewahrt wird. Zu beiden Seiten der Skulptur befinden sich die gemeißelten Wappen des Domkapitels und das von Bischof Francesc Climent Sapera, der der Stifter der Westgalerie des Kreuzgangs war. Die Archivolten sind mit feinem Laubwerk geschmückt.

### Das Portal der hl. Lucia
Das Portal der hl. Lucia an der Südwestecke des Gebäudekomplexes bildet den Eingang zur Kapelle dieser Heiligen und die dritte Zugangsmöglichkeit in den Kreuzgang. Die Portal ist romanisch mit halbkreisförmigen Archivolten, getragen von drei viereckigen Pfeilern und zwei dünnen kreisförmigen Säulen mit glattem Schaft zu beiden Seiten der Tür. Die Kapitelle sind mit gemeißelten Figuren von Tieren und Personen verziert, die von dreißig Pflanzen sechs häufiger Arten begleitet werden: Eichenlaub, Anemonen, Odermennige (Agrimonia sp.), Fingerkraut (Potentilla sp.), Wedel von Tüpfelfarn (Polypodium sp.) und einem unbestimmten Gras.
Die Pflanzen sind mit so viel Realismus ausgearbeitet, um sie identifizieren zu können, was bedeutet, dass der Bildhauer die Pflanzen vor sich hatte. Ihre Anwesenheit auf den Kapitellen wurde mit einer Mode in Verbindung gebracht, die zu Beginn des 13. Jahrhunderts in Nordfrankreich auftauchte und darin bestand, den idealisierten Akanthus, den die Romanik von der korinthischen Säulenordnung der klassischen Architektur übernommen hatte, aufzugeben und durch naturalistische Darstellungen der lokalen Flora zu ersetzen. Neben Pflanzenmotiven finden sich in einigen Archivolten und im oberen Streifen der Kämpfer auch geometrische Motive. Von den vier Kapitellen der kreisrunden Säulen tragen die beiden inneren nur Pflanzenmotive, auf der äußeren rechten sind zwei Vierbeiner abgebildet (einer auf jeder Seite, die sich aber den Mund teilen) und auf der äußeren linken die Szenen der Verkündigung und der Heimsuchung. Ein Teil der Verzierungen des Portals musste 1842 nach der Explosion einer Bombe beim Aufstand gegen den Regenten, General Espartero, wieder aufgebaut werden. Das Tympanon trägt ein nicht sehr gut erhaltenes Gemälde der hl. Lucia von Joan Llimona aus dem Jahr 1901.

## Die Glockentürme und die Glocken

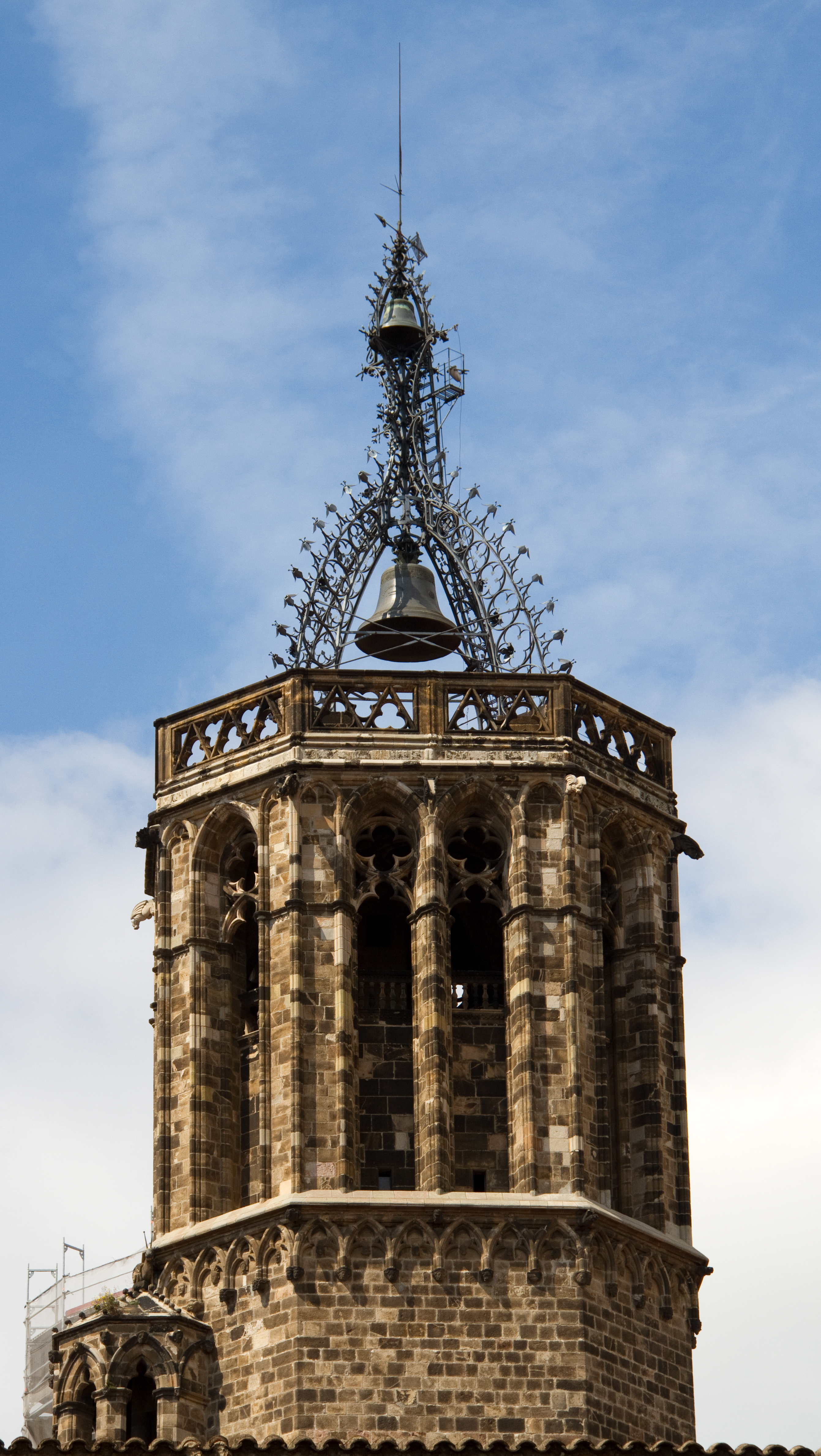
Glockenstuhl am Uhrturm der Kathedrale

Seit dem Ende des 13. Jahrhunderts erheben sich die beiden Glockentürme der gotischen Kathedrale an den beiden Enden des Querschiffs. Sie sind 53 Meter hoch und von achteckigem Grundriss. Der eine der beiden Türme, Stunden- oder Uhrturm genannt, steht über dem Portal des hl. Ivó. Er wurde in der Amtszeit des Bischofs Ramon d’Escales (1386–1398) vollendet. An der Spitze dieses Turms befand sich auf Initiative des Gemeinderats von Barcelona seit damals die Referenzuhr der gesamten Stadt. Nacheinander waren dies zunächst die von Bernat Desplà aus dem Jahr 1401, dann diejenige von Bernat Vidal 1464–1466, gefolgt von derjenigen von Jaume Ferrer 1490–1494 und vor allem dann von der sogenannten Flämischen Uhr. Sie wurde 1576 von den niederländischen Uhrmachern Simon Nicholau und Climent Osser aus Utrecht gefertigt und war zwischen 1577 und 1864 auf dem Turm in Betrieb. Sie befindet sich jetzt im Museum der Geschichte der Stadt Barcelona. Am Eingang der Uhrenstube erinnert eine Inschrift daran, dass sie 1577 eingebaut wurde, und ein weiterer Gedenkstein erwähnt die Namen der Ratsherren dieses Jahres. Schließlich folgte 1864 das vom Schweizer Uhrmacher Albert Billeter gebaute Uhrwerk, das noch heute in Betrieb ist.
In diesem Turm hängt die Glocke Eulàlia, die mit einem Gewicht von 7 Tonnen die größte der Glocken ist und jeweils die Stunden schlägt. Die über ihr hängende Glocke, die den Namen Honorata trägt, schlägt die Viertelstunden. Der Glockenstuhl, der beide Glocken trägt, besteht aus prächtig verziertem Eisen und wurde Ende des 19. Jahrhunderts im modernistischen Stil gestaltet. Die Vorgängerversion der Honorata war 1714 von den bourbonischen Behörden zusammen mit der Pyramide del Bòrn in einem Prozess der Zerstörung nationaler Symbole eingeschmolzen worden. Das Geläut der Glocke hatte in den vorangegangenen 14 Monaten der Belagerung im Spanischen Erbfolgekrieg als toc de sometement (Klang der Unterwerfung) gedient, um die Bevölkerung gegen die Bourbonen zu mobilisieren. Mit dem Metall wurden Kanonen für die Festung Ciutadella gegossen.
Der andere Turm ist für das kirchliche Geläut zuständig. In ihm hängen elf Glocken, die sämtlich weibliche Namen tragen unterschiedlicher Herkunft und Epochen. Am Ende des Spanischen Bürgerkriegs verblieben im Glockenturm nur fünf Glocken, von denen zwei noch heute verwendet werden. Diese sind „L’Angèlica“, eine kleine Glocke aus dem frühen 18. Jahrhundert und „La Tomasa“, eine der bekanntesten Glocken in Katalonien. Sie ist eine sehr große Glocke mit einem sehr schönen Klang, die von der Straße her völlig unsichtbar ist. La Tomasa ist sehr dick gegossen, was ihren Ton schärfer macht als bei kleineren Glocken. Nach dem Bürgerkrieg wurden vier neue Glocken gegossen, um das Geläute zu bereichern. In den 1970er Jahren brachte die Glockengießerei Guixà dann vier weitere Glocken im Turm an. Die Töne der somit vorhandenen Glocken boten die Möglichkeit, einen Satz auf der diatonischen Tonleiter in B-Dur zu erstellen. Drei der alten Glocken aus dem 14. bis 16. Jahrhundert wurden abgenommen und werden seitdem in einer Kammer in der Mitte des Turms aufbewahrt. Das ab 1975 bestehende Geläute ließ das Projekt entstehen, noch eine größere Glocke gestimmt in Sib herzustellen, dem tragenden Ton des Geläutes. 1998 wurde diese neue Glocke namens „Montserrat“ aus der Grube gehoben, ein Geschenk der Stadtverwaltung von Barcelona und der Bank Crédito y Caución. Diese Glocke war die größte und auch die letzte, die die Firma Guixà herstellte. Sie ist die sechstgrößte Glocke Kataloniens und trägt folgende Inschrift: „SANTA ESGLÉSIA CATEDRAL BARCELONA - 7 SEGLES DE LA PRIMERA PEDRA GÒTICA - 1298 - 1998 - 700 ANYS“. Der Satz von nunmehr elf Glocken ist der größte in Katalonien.
| Volkstümlicher Name | Wirklicher Name                                                     | Glockengießer           | Jahr des Gusses | Durchmesser (cm) | Gewicht (kg) | Intonation |
| ------------------- | ------------------------------------------------------------------- | ----------------------- | --------------- | ---------------- | ------------ | ---------- |
| L’Oleguera          | -                                                                   | Guixà                   | 1975            | 60               | 125          | Mib 4      |
| La Severa           | -                                                                   | Guixà                   | 1975            | 64               | 152          | Re 4       |
| L’Angèlica          | Ave Maria                                                           | Ioan Andrev             | 1709            | 72               | 216          | Do 4       |
| La Paciana          | -                                                                   | Guixà                   | 1975            | 84               | 343          | Sib 3      |
| La Narcisa          | -                                                                   | Guixà                   | 1975            | 90               | 422          | La 3       |
| La Gregòria         | Gregoria, Josefa und Johanna                                        | Hijo de Esteban Barberí | 1943            | 94               | 481          | Sol 3      |
| La Dolors           | Muttergottes der Barmherzigkeit, Sieben Schmerzen Mariä und Narcisa | Barberí                 | 1958            | 114              | 858          | Fa 3       |
| L’Antònia           | Amadea, Antonia und Johanna                                         | Barberí                 | 1949            | 119              | 951          | Mib 3      |
| La Mercè            | Muttergottes der Barmherzigkeit, Josefa und Johanna                 | Hijo de Esteban Barberí | 1946            | 137              | 1489         | Do 3       |
| La Tomasa           | Allmächtiger Gott, Heilige Maria und Heiliger Thomas von Canterbury | Josephvs Barnola        | 1758            | 157              | 2241         | Re 3       |
| La Montserrat       | -                                                                   | Guixà                   | 1998            | 175              | 3103         | Sib 2      |
|                     | Ehemalige Glocken                                                   |                         |                 |                  |              |            |
| L’Oleguera antiga   | Ave Maria                                                           | Antoni Fenodi           | 1529            | 57               | 127          | ?          |
| L’Esquella Xica     | -                                                                   | ?                       | 1545            | 72               | 235          | ?          |
| L’Esquella de Prima | La Veu del Senyor                                                   | ?                       | 1321            | 83               | 331          | ?          |

## Das Innere der Kirche

### Die Schlusssteine des Gewölbes
Eine 1970 durchgeführte Restaurierung ermöglicht, die Vielfarbigkeit der Schlusssteine wieder zu entdecken, die im Laufe der Jahrhunderte verdunkelt worden war. Die Kathedrale hat insgesamt 215 Schlusssteine, von denen die größten diejenigen im Hauptschiff sind. Sie haben einen Durchmesser von zwei Metern und wiegen jeder etwa 5 Tonnen. Die Schlusssteine des Hauptschiffgewölbes zeigen beginnend mit dem Presbyterium am Hochaltar folgende Motive:
- Der gekreuzigte Christus zwischen der Jungfrau Maria und dem Evangelisten Johannes mit den Symbolen von Sonne und Mond.
- Die Heilige Eulalia mit dem Wappen von Blanka von Neapel, Ehefrau von König Jakob II. 1295–1310, datiert 1320.
- Die Muttergottes der Barmherzigkeit, die unter ihrem Mantel auf der einen Seite einen Papst, einen König, einen Kardinal, einen Bischof und einen Kanoniker birgt; auf der anderen Seite die Königin, eine Ordensfrau und drei weitere weibliche Figuren, datiert 1379.
- Die Verkündigung des Erzengels Gabriel an die Jungfrau Maria, datiert 1379.
- Ein Bischof mit Diakonen. Man nimmt an, dass es sich um Bischof Pere Planella (1371–1385) handelt, weil sein Wappen auf der Seite des Schlusssteins zu sehen ist.
- Der ewige Vater umgeben von Engeln, geschaffen im Jahr 1418 vom Bildhauer Pere Joan.

Beim Portal des hl. Ivó stellt ein Schlussstein den Heiligen Petrus dar und ist von vier weiteren kleineren in dreilappiger Form umgeben. Derjenige am Portal zum Kreuzgang, auf der gegenüberliegenden Seite, stellt den Heiligen Johannes Evangelist mit seinem Adlersymbol dar. Auch er ist von vier kleineren Steinen umgeben.

### Chor
Er liegt in der geometrischen Mitte der Kathedrale und besteht aus drei zu unterschiedlichen Zeiten gefertigten Elementen, den äußeren Seitenmauern, deren Bauarbeiten unter Bischof Ramon d’Escales 1390 begannen, dem Chorgestühl mit Kanzel (1403) und Baldachinen (1497 vollendet) und schließlich der Chorschranke zwischen Chor und Kirche.

#### Seitenmauern
Die Dekoration der beiden Seitenmauern sind das Werk des in Messina geborenen Bildhauers Jordi de Déu († 1418). Die Kragsteine bilden alttestamentliche Propheten ab. Auf der linken Chorseite fertigte der gleiche Künstler die Treppe, die zum Hochstuhl hinaufführt, und an deren Eingangspfosten zwei kleine Skulpturen, die die Verkündigung an Maria darstellen.

#### Chorgestühl
1394 wurde der Bildhauer Pere Ça Anglada († 11. März 1408) beauftragt, das Chorgestühl anzufertigen. Im Auftrag des Domkapitels reiste er nach Girona, Elne und Carcassonne, um dortige Chorgestühle zu studieren, und schließlich bis nach Brügge in Flandern, wo er das Eichenholz für seine Arbeiten einkaufte. Er umgab sich mit guten Assistenten wie Pere Oller und Antoni Canet und begann die erste Phase des Chores mit den Sitzreihen, den Medaillons der Armlehnen und den Miserikordien, in denen sich die wichtigsten skulpturalen Elemente konzentrieren. Von den verschiedenen Themen sind religiöse am wenigsten vertreten, eher sind es die Szenen von Tanz, Spiel und Musik, die die meiste Aufmerksamkeit auf sich ziehen.
Nachdem er das Chorgestühl im Jahr 1399 vollendet hatte, wurde Pere Ça Anglada auch mit der Anfertigung der Kanzel, ebenfalls aus Eichenholz, beauftragt. Sie weist eine sechseckige Form auf und ist mit fünfzehn Statuen unter mit Maßwerk und Fialen versehenen Baldachinen geschmückt. Darunter sind Statuen Christi mit den Aposteln Petrus und Paulus oder der Muttergottes begleitet von der hl. Eulalia und der hl. Katharina. Unter der Kanzel befinden sich Bögen mit geschnitzten Schlusssteinen, die diejenigen des Gewölbes widerspiegeln. Die Kanzel wurde 1403 fertiggestellt und der Künstler erhielt 100 Florin für sein Werk ausbezahlt: „Pro operando tronam dicte Sedis ubi predicatur et ymagines que existunt eadem“. Da das Gestühl etwa 50 Jahre später nicht mehr für alle Chorherren ausreichte, schnitzte Macià Bonafè 1456 bis 1462 weitere 48 Stühle, die vor den anderen auf einer etwas tieferen Ebene aufgestellt wurden. Bonafés Arbeiten sind etwas anspruchsloser und erreichen nicht die Qualität Ça Angladas.
Die herrlichen Überdachungen gaben dann dem Chorgestühl seine Vollendung. Diese sind ein Werk von Michael Lochner, der auch das Relief der Pietà am entsprechenden Portal schuf. Er arbeitete daran von 1483 bis zu seinem Tod 1490. Danach führte sein Schüler Johann Friedrich, der wahrscheinlich aus Kassel stammte, die Arbeiten bis zum Abschluss 1497 weiter. Im Jahr 1517 entwarf der Bildhauer Bartolomé Ordóñez aus Burgos die Trennwände aus Eichenholz für den Zugang zum Chorgestühl und versah sie mit Reliefszenen aus dem Alten Testament und der Passion Christi, einem der skulpturalen Hauptwerke der spanischen Renaissance. Auch Diego de Siloé arbeitete daran mit.
König Karl I. beschloss, dass die Feier des XIX. Kapitels des Ordens vom Goldenen Vlies in Barcelona stattfinden sollte und ordnete deshalb an, dass der Chor der Kathedrale für das Datum des 5. März 1519 entsprechend eingerichtet würde. Johann von Burgund wurde beauftragt, die entsprechende Heraldik auf die 64 Rückenlehnen der Stühle zu malen, die folgendem entsprechen mussten:
- den 50 Ordensrittern, darunter die Könige von Dänemark, Frankreich, Polen, Portugal und Ungarn,
- einem Stuhl für König Karl I., König von Spanien, selbst,
- einem Stuhl für Maximilian I., Kaiser des Heiligen Römischen Reichs[30],
- sechs Rückenlehnen mit lobenden Sprüchen,
- vier Rückenlehnen mit Devisen in burgundischer Sprache,
- zwei Rückenlehnen mit den Daten der Feier.

Dies war das einzige Kapitel des Ordens außerhalb von Flanderns bzw. Nordfrankreichs.

#### Chorschranke
Um 1519 begann nach der Vollendung des Chors Bartolomé Ordóñez mit der künstlerischen Gestaltung der Chorschranke. Es handelt sich um eine dorische Kolonnade mit je zwei Paneelen zwischen den Säulen beiderseits der Türe. Von Ordóñez stammen die beiden Abbildungen der Verteidigung des christlichen Glaubens durch die hl. Eulalia vor dem Statthalter und ihr Märtyrertod. Als Mitarbeiter standen ihm Simone de Bellalana aus Mantua und Vittorio de Cogone aus Florenz zur Seite. Nach dem Tod von Ordóñez 1520 in Carrara, wo er weiteren Marmor kaufen wollte, wurde die Arbeit erst 1563/64 durch Pedro Vilar wieder aufgenommen und mit den Reliefs der Geißelung und der Kreuzigung Eulalias vollendet. „Die Reliefs sind gut gemacht, aber kalt, wie das Werk eines Nachahmers“. Neuere Forschungen zeigen, dass das Relief der Geißelung nicht von Vilar, sondern erst deutlich später, nämlich 1619–1621 durch Claude Perret angefertigt wurde.

Von den vier großen Statuen der Chorschranke stammen die des hl. Severus von Barcelona und der hl. Eulalia von Ordóñez, die des hl. Oleguer und des hl. Raimund von Penyafort von einem anonymen Meister des späten 17. Jahrhunderts, da Oleguer Bonestruga erst 1675 heiliggesprochen wurde und die Statue Raimunds von ähnlichem Stil und Maßstab ist.

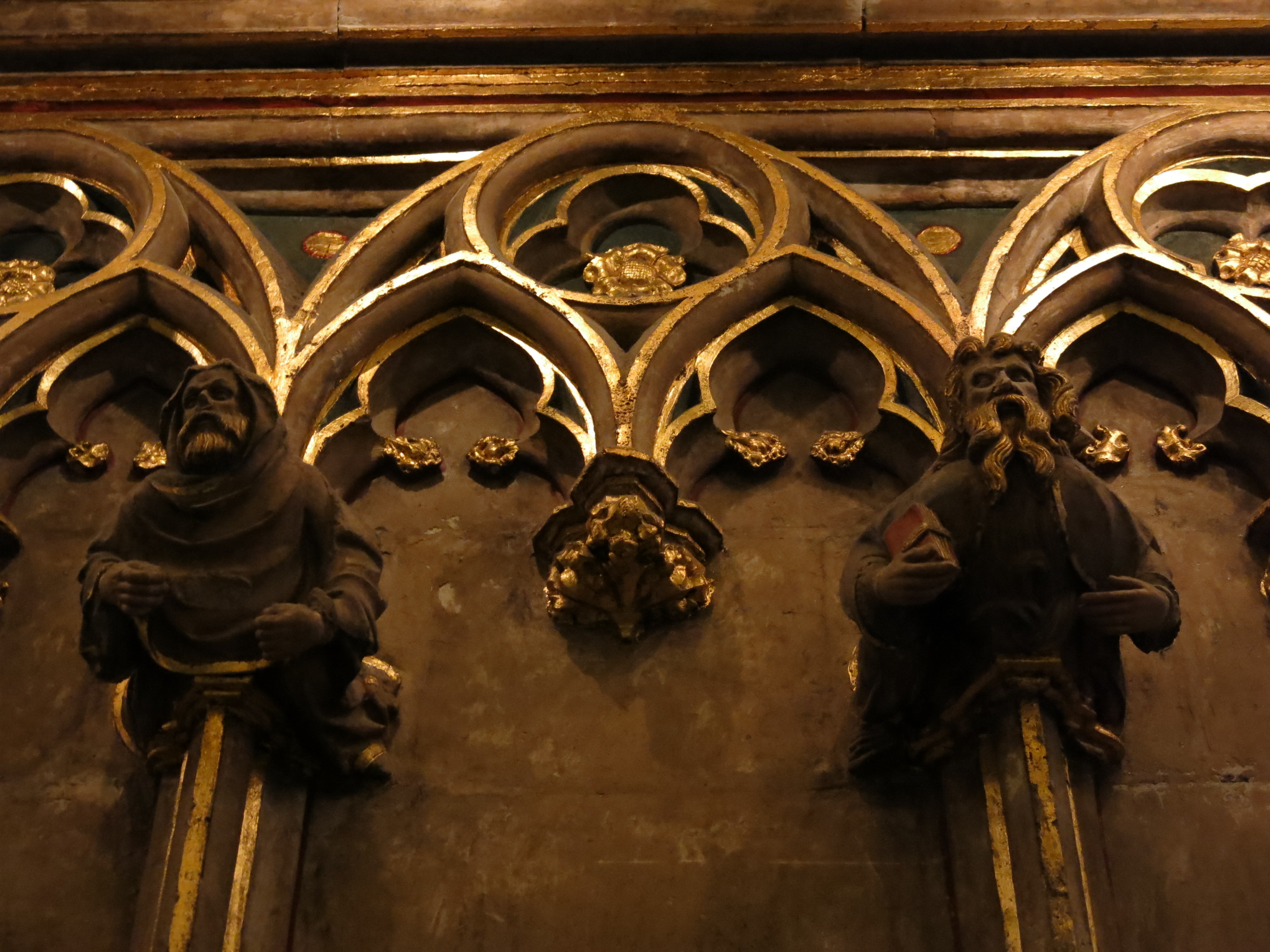
Seitliche Chorwand mit Köpfen alttestamentlicher Propheten (Jordi de Déu)
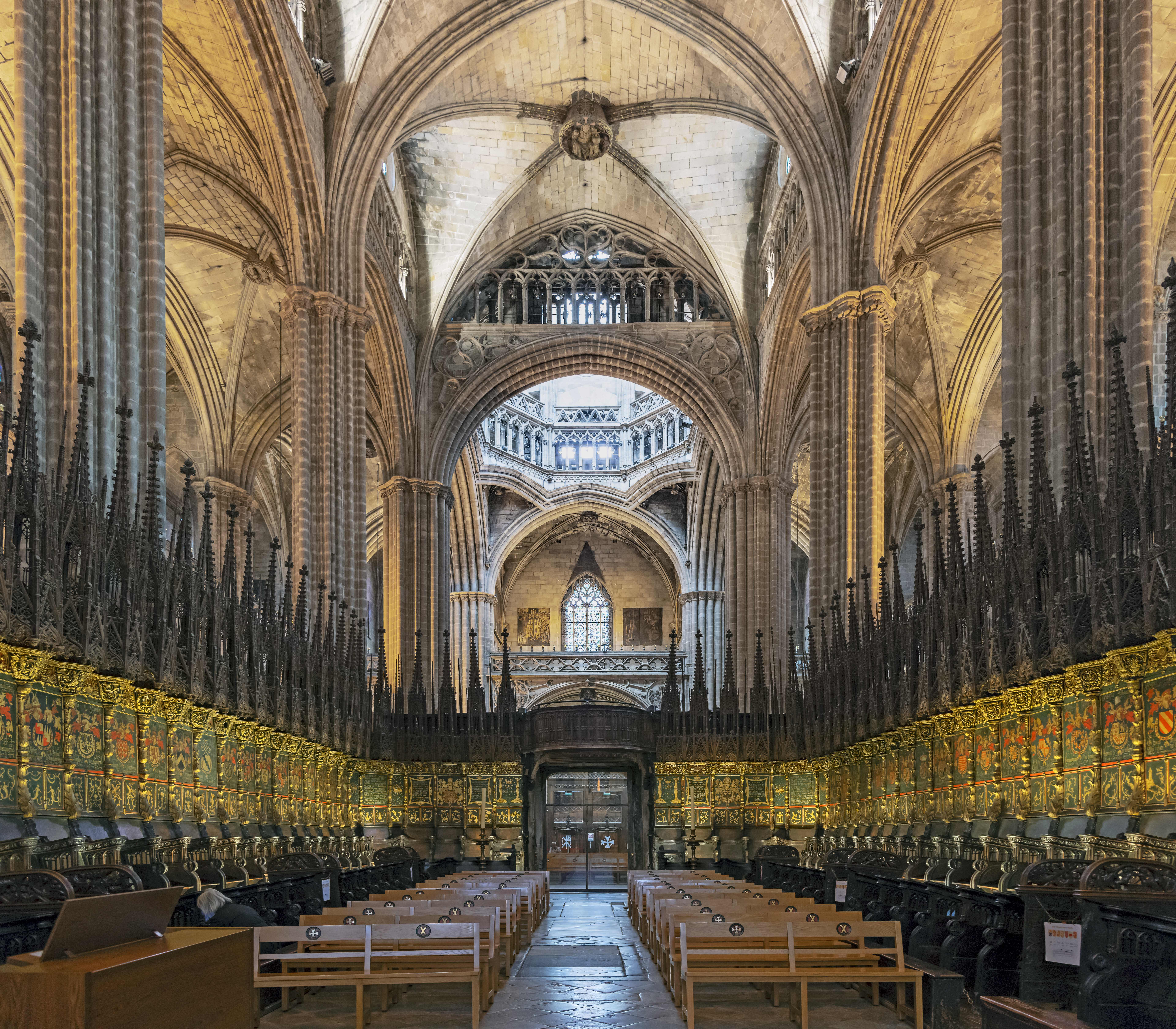
Chorgestühl von Pere Ça Anglada (1399) und Überdachungen von Michael Lochner und Johann Friedrich (1483-1497)
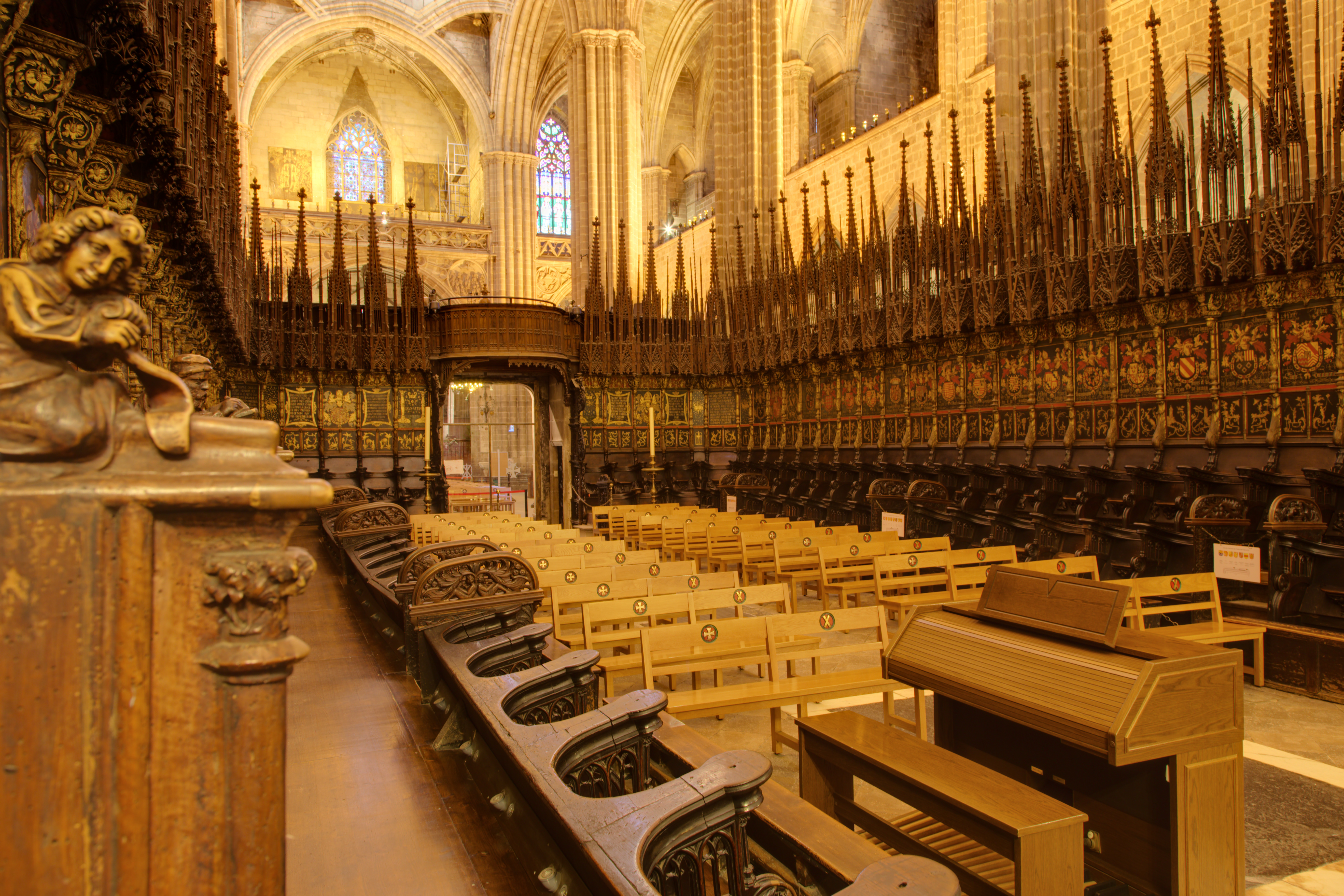
Detail der Schnitzereien von Pere Ça Anglada
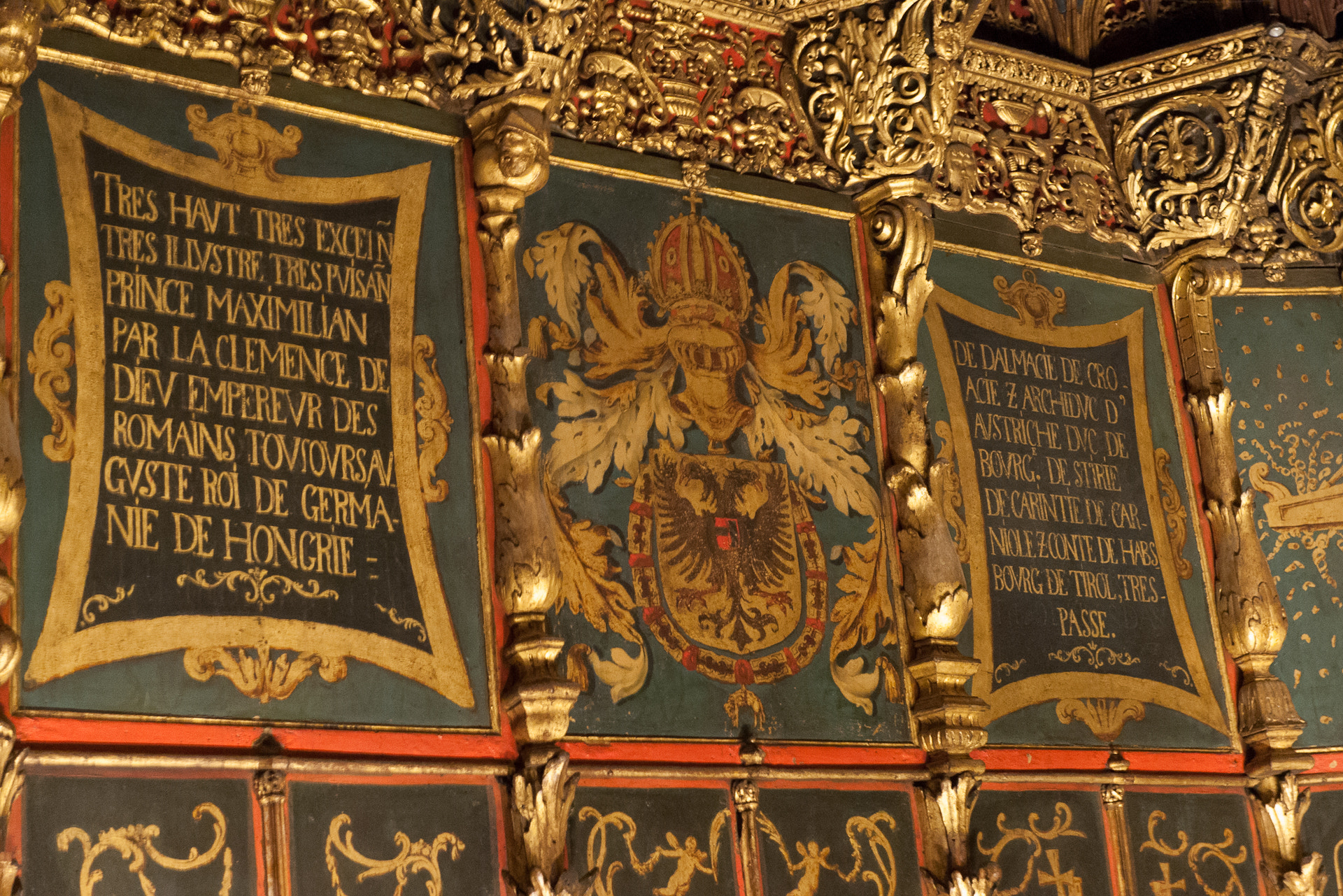
Der für Kaiser Maximilian I. vorgesehene Sitz (Johann von Burgund)
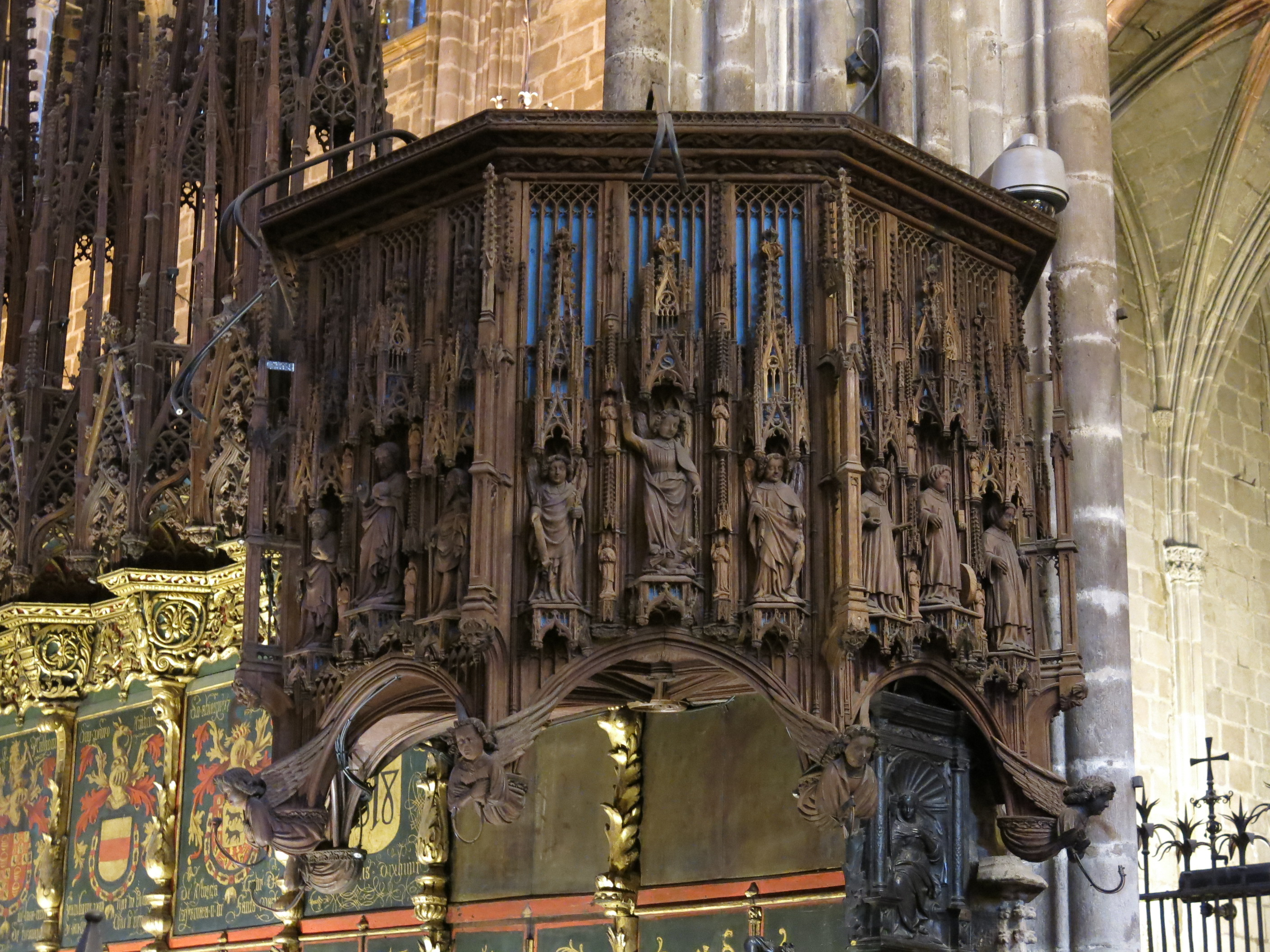
Kanzel von Pere Ça Anglada (1403)
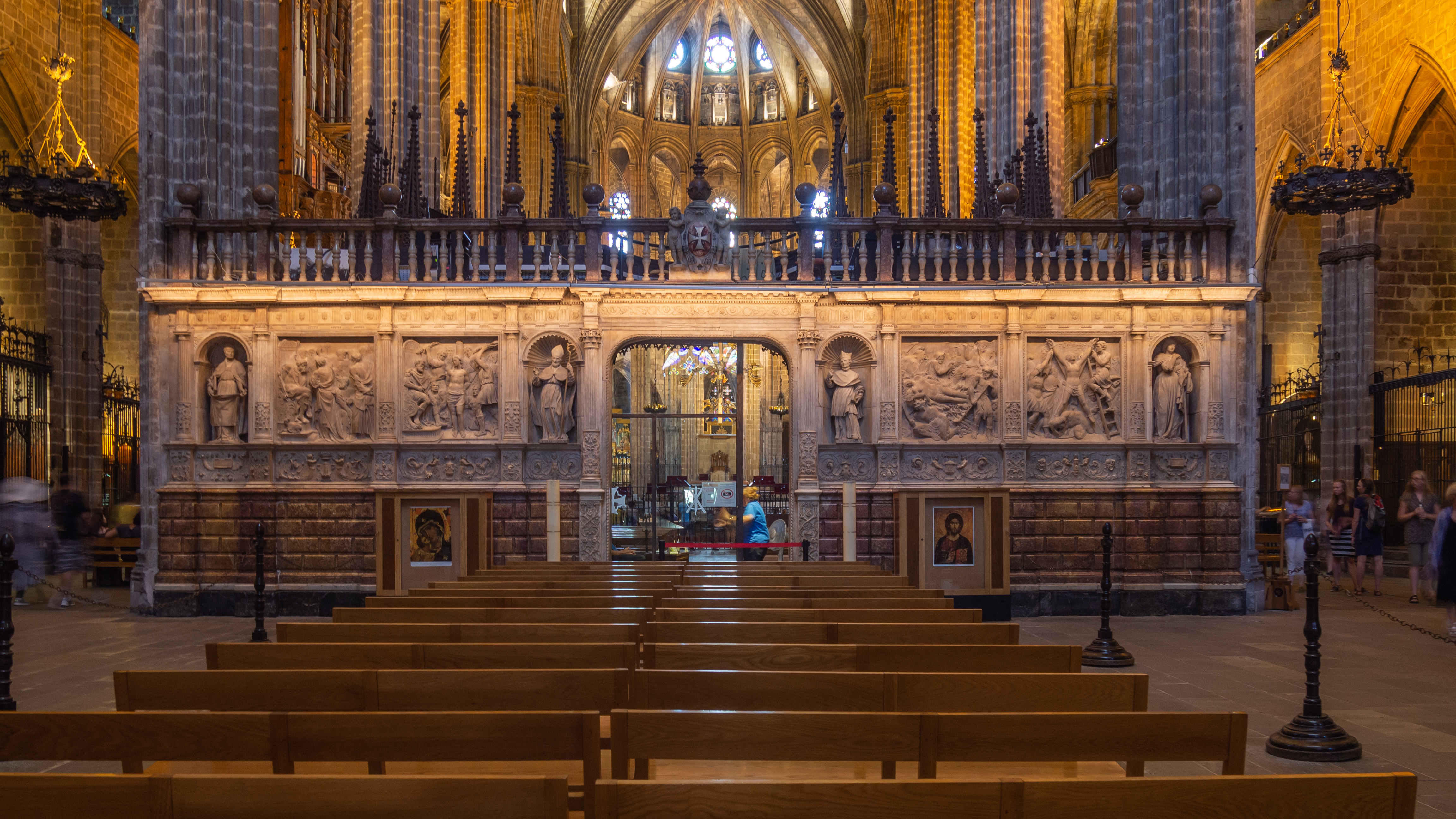
Chorschranke von Bartolomé Ordóñez (1519/20) und Pedro Vilar (1563/64)
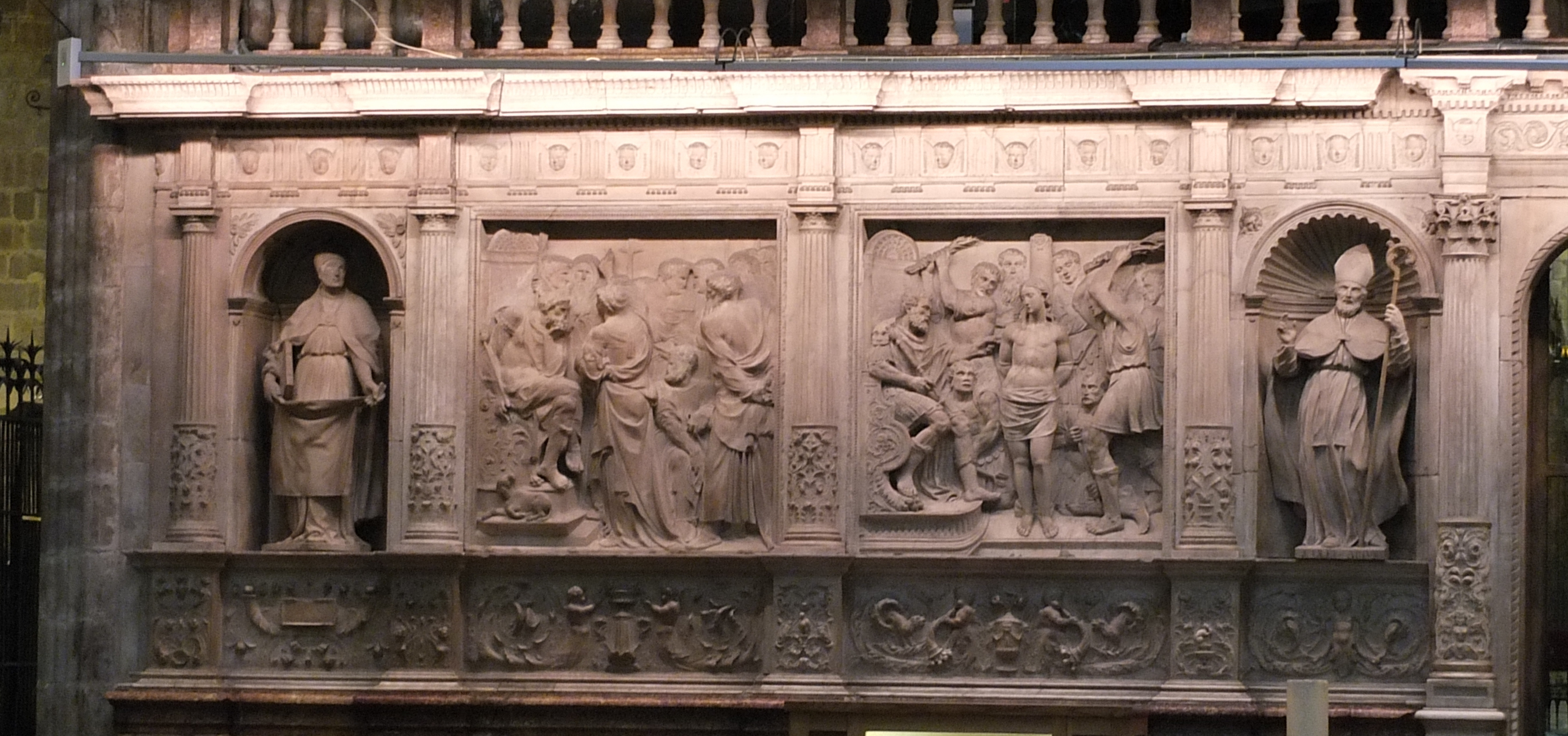
Linke Seite: Verteidigung der hl. Eulalia vor dem Statthalter und Geißelung

### Hochchor und Hochaltar
Der 1337 von Bischof Ferrer d’Abella geweihte Tisch des Hochaltars ruht auf zwei gewaltigen Kapitellen wahrscheinlich westgotischen Ursprungs aus dem 6. Jahrhundert, die aus der ersten Basilika stammen, die 995 so schwer beschädigt wurde. Seit Ende des 14. Jahrhunderts beherrschte ein mächtiger, rein gotischer Altaraufsatz den Hochchor, dessen Bauzeit mit 1357 bis 1377 angesetzt wird. Diese Struktur aus übereinanderliegenden Nischen, die Bögen und Maßwerke ohne weitere skulpturale Dekoration bildeten, war eine großzügige Spende König Pedro IV. von Aragón. Er ist eines der wenigen erhaltenen Beispiele dieser Art. Um den Hochchor den Vorschriften des Zweiten Vatikanischen Konzils anzupassen, wurde er 1970 abmontiert und in der nahen Pfarrkirche San Jaime wieder aufgebaut. Nun steht an seiner Stelle der aus Alabaster gearbeitete Bischofsthron aus dem zweiten Viertel des 14. Jahrhunderts. Darüber befindet sich ein Bronzeguss des Gekreuzigten Christus, umgeben von sechs Engeln, von Frederic Marès i Deulovol von 1976.

### Glasfenster

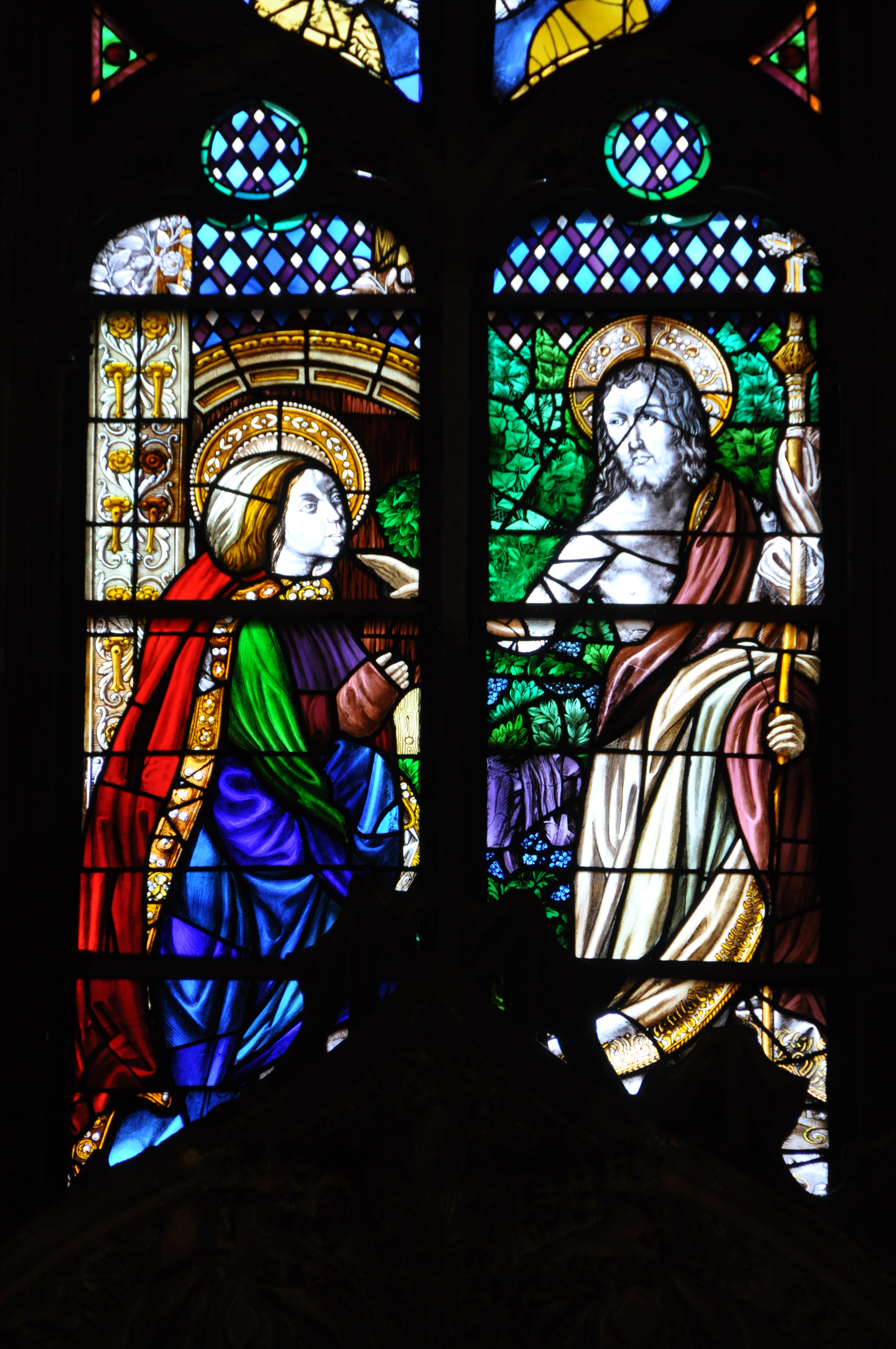
„Noli me tangere“, Fenster von Gil Fontanet nach Vorlage von Bartolomé Bermejo (1495)

Als eines der Merkmale der Gotik gilt die Öffnung des Mauerwerks für das Licht im Gegensatz zur Romanik, wo der Baustil dicke Mauern ohne oder mit nur schmalen Öffnungen vorsah, mit wenigen Ausnahmen wie der des Augsburger Doms im Jahr 1100 mit Vorläuferfiguren der Gotik. Die gotischen Glasfenster der Kathedrale von Barcelona sind alle nach dem Schema von drei Öffnungen gestaltet, die zentrale mit dem Bild des Titularheiligen und die beiden seitlichen mit geometrischen Dekorationen, die die Wappenschilde der Stadt, Engel und die dreilappige Bekrönung umrahmen. Die Glasfenster können zeitlich in drei Epochen unterteilt werden:
Die erste Epoche umfasst die Jahre 1317 bis 1334, charakterisiert durch das Bischofswappen von Ponç de Gualba († 17. Juli 1334). Es ist am Heilig-Kreuz-Fenster zu sehen, an dem der hl. Eulalia, an allen Fenstern des Chorhaupts und der Kapellen des Chorumgangs. Zusätzlich steht es auf den Fenstern des hl. Petrus und des hl. Papstes Silvester. Hier befinden sich an den Seiten Köpfe heiliger Bischöfe eines unbekannten Meisters von 1386.
Die zweite Epoche liegt um das Jahr 1400 und umfasst die Fenster des hl. Andreas mit dem Wappen von Bischof Joan Armengol (1398–1408) und des hl. Antonius Abbas, geschaffen vom Franzosen Nicolau de Maraya 1405 bis 1407.
Die dritte Epoche bilden diejenigen Fenster, die im 15. Jahrhundert hergestellt wurden, wie das Fenster des hl. Erzengels Michael und das Hauptfenster, das sich in der Taufkapelle befindet. Es stammt von Gil Fontanet aus dem Jahr 1495 und seine Kartonvorlagen wurden von Bartolomé Bermejo gezeichnet. Das Motiv ist das „Noli me tangere“ zwischen dem auferstandenen Jesus und Maria Magdalena.
Die Fenster in der Westfassade wurden im 20. Jahrhundert hergestellt wurde von der Diputació de Barcelona beauftragt. Es zeigt den hl. Jakobus, den hl. Antonius Abbas, den hl. Alexander und die hl. Joaquina de Vedruna i Vidal. Von der Stadtverwaltung Barcelonas wurde ein Fenster mit dem hl. Severus, dem hl. Josep Oriol, dem hl. Medir und dem hl. Vinzenz Ferrer. Bartolomé Barba Hernández, Zivilgouverneur von Barcelona (1945–1947) stiftete das Fenster Unserer Lieben Frau von den Engeln und des hl. Bartholomäus.

### Krypta

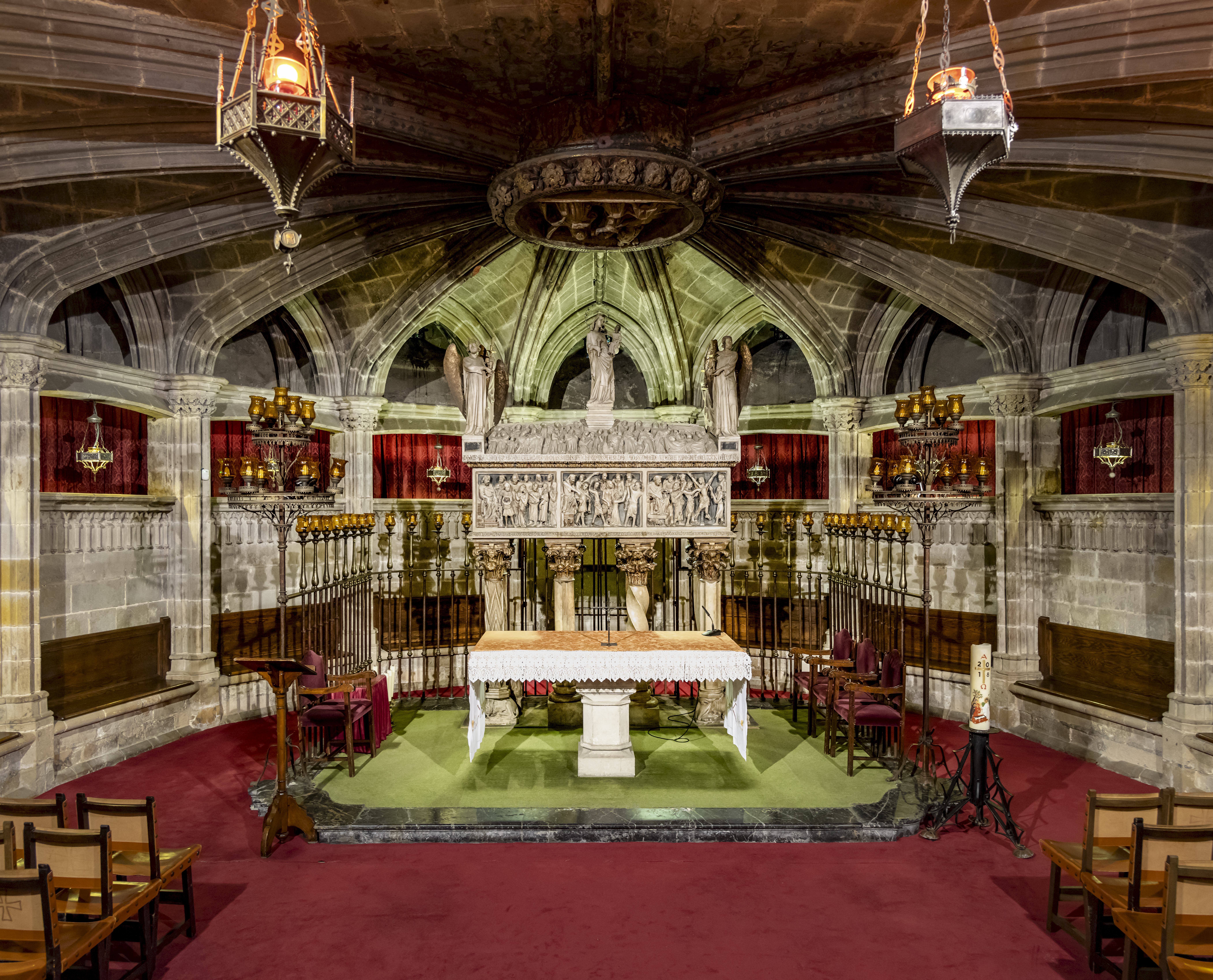
Krypta der hl. Eulalia (1326)

Die Krypta befindet sich unter dem Hochchor und ihr Bau ist Jaume Fabre zu verdanken. Ihr Zugang erfolgt über eine breite Treppe unter einem flachen Bogen, der in der Mitte mit dem Porträt eines Bischofs geziert ist, der Ponç de Gualba ähnelt, unter dessen Episkopat sie gebaut wurde. Daneben befinden sich Gruppen kleinerer Köpfe von Charakteren der Zeit. An den Seitenwänden der Treppe befinden sich zwei flache Bögen mit Skulpturen menschlicher Köpfe, die die Eingänge zu zwei Kapellen waren, die 1779 durch Umbauarbeiten verschlossen wurden, um die Treppe zum Hauptaltar weiter nach vorne zu verlegen.
Das abgeflachte Gewölbe ist in zwölf Bögen unterteilt, die alle in einem großen zentralen Schlussstein zusammenlaufen, der die Jungfrau Maria mit dem Jesuskind darstellt, das die Krone des Martyriums für die hl. Eulalia bereithält. Die Krypta wurde 1326 fertiggestellt, obwohl die Überführung der sterblichen Überreste der Heiligen erst im Juli 1339 erfolgte. Das Vorhandensein einer Krypta ist bei gotischen Kathedralen nicht ungewöhnlich, hier nimmt man aber an, dass dies in Barcelona geschah, um die Struktur der romanischen Kathedrale aufrechtzuerhalten, die an derselben Stelle auch eine Krypta um das Grab der hl. Eulalia besaß, die seit 405 als Märtyrerin verehrt wird. Ihre Märtyrerakten sind allerdings nicht eindeutig und weisen Ähnlichkeit mit denen der Heiligen Eulalia von Mérida auf († 10. Dezember 304 in Mérida). Die Reliquien befanden sich bis zum 14. Jahrhundert in der Kirche Santa Maria del Mar.
Der neue Sarkophag aus Alabaster wurde vom Pisaner Bildhauer Lupo di Francesco 1339 gestaltet. Er steht hinter dem Altartisch in der Mitte der Krypta, getragen von acht Säulen in verschiedenen Stilen mit vergoldeten korinthischen Kapitellen. Auf dem Deckel des Sarkophags und an seinen Seiten sind Szenen des Martyriums der hl. Eulalia eingraviert. An den vier Ecken des Deckels befinden sich Engelstatuen mit Kerzenleuchtern und in der Mitte steht die Jungfrau Maria mit dem Jesuskind. An der Wand im Hintergrund befindet sich das alte Grab der Heiligen aus dem 9. Jahrhundert zusammen mit der Inschrift aus dem Jahr 877, die an die Entdeckung der Reliquien erinnert.

### Der alte Kapitelsaal
Er wurde in den Jahren 1405 bis 1407 unter Leitung von Arnau Bargués begonnen. Sein viereckiger Grundriss geht auf halber Höhe mittels ovaler Trompen in ein Achteck über, das seinerseits ein sternförmiges Deckengewölbe mit acht Spitzen trägt. Der Schlussstein zeigt die Herabkunft des hl. Geistes und die acht Steine, die ihn umgeben, verschiedene Heilige. Sie sind wahrscheinlich Arbeiten von Joan Claperós und wurden 1454 angefertigt. Bis 1677 diente der Raum als Kapitelsaal, doch nach der Heiligsprechung von Bischof Oleguer Bonestruga sollte er das Mausoleum des neuen Heiligen werden.
Das Liegefigur des hl. Oleguer stammt von Pere Ça Anglada (1406). Der Bischof war Gesandter von Papst Paschalis II. und erster Erzbischof von Tarragona nach der Befreiung durch Ramon Berenguer III. Er starb 1137. Das Grabmal unter der Statue mit dem gläsernen Schrein auf der Rückseite stammt von den Barockbildhauern Francesc Grau und Domènec Rovira dem Jüngeren. Zu beiden Seiten des Altars befindet sich der Eingang zum Cambril aus dem ersten Drittel des 18. Jahrhunderts, von wo man den Schrein mit dem Leichnam des Heiligen im Bischofsornat sehen kann, v. a. an jedem 6. März. Er ist mit Marmor und Jaspis, geschnitzten Türen und einer hölzernen Kassettendecke mit Gemälden ausgeschmückt, die Antoni Viladomat i Manalt (1678–1755) oder Manuel Tramulles i Roig (1715–1791) zugeschrieben werden.
Über dem Grabmal befindet sich die Skulptur des Christus von Lepanto aus dem 16. Jahrhundert, die seit 1932 hier verehrt wird. Der Christus von Lepanto befand sich auf dem Admiralsschiff Don Juan de Austrias, das 1571 in der Seeschlacht von Lepanto gegen die Osmanen kämpfte. Der gekreuzigte Christus neigt sich nach rechts; die Legende besagt, dass sich die Figur auf diese Seite drehte, um einer Kanonenkugel auszuweichen.

### Seitenkapellen

#### Kapellen an der rechten Seite des Hauptschiffs
Die Kapellen werden vom Chor her in Richtung auf das Hauptportal beschrieben.

##### Kapelle des hl. Pacianus und des hl. Franz Xaver
Pacianus war ein früher Bischof von Barcelona und starb 390. Der Barockaltar in der Kapelle stammt von Joan Roig dem Älteren (1688). An den Seiten des Altars befinden sich Szenen aus dem Leben des hl. Pacianus und Medaillons mit Szenen aus dem Leben Jesu sowie in der Predella ein schönes Relief des Letzten Abendmahls (nach einem Holzschnitt von Albrecht Dürer). Oberhalb der Altarstufen befindet sich die Liegefigur des heiliggesprochenen Missionars Franz Xaver aus dem Jahr 1687, signiert von Andreu Sala.

##### Kapelle Nuestra Señora del Pilar
Sie enthält einen barocken Altar aus dem 18. Jahrhundert von geringem künstlerischem Wert. In seiner Mittelnische steht Nuestra Señora del Pilar, deren Gedenktag am 12. Oktober den Spanischen Nationalfeiertag darstellt. Links von ihr steht die hl. Barbara und rechts die hl. Thekla.

##### Kapelle des hl. Paulus
In ihr steht ein spätbarocker Altar, dessen Gemälde der hl. Cäcilia und der hl. Martha von Francesc Tramulles i Roig (1722–1773) stammt. Die drei Skulpturen des hl. Paulus in der Mitte, des hl. Dominikus links und des hl. Petrus Martyr rechts stammen von Carles Grau, die polychrome Fassung von Francesc Petit (1769/70). Vor der Predella steht eine Statue des hl. Kajetan vom Ende des 19. Jahrhunderts.

##### Kapelle des hl. Raimund von Penyafort
Das Grabmal des 1601 heiliggesprochenen Dominikaners und Mitbegründer der Mercedarier aus weißem, bemaltem Marmor ruht auf vier Säulen mit vergoldeten Kapitellen und stammt aus dem 14. Jahrhundert. Darunter befindet sich die Skulptur des Heiligen als Relief auf einer Platte. Beide Stücke stammen aus dem alten, heute zerstörten Dominikanerkloster Santa Caterina in Barcelona.

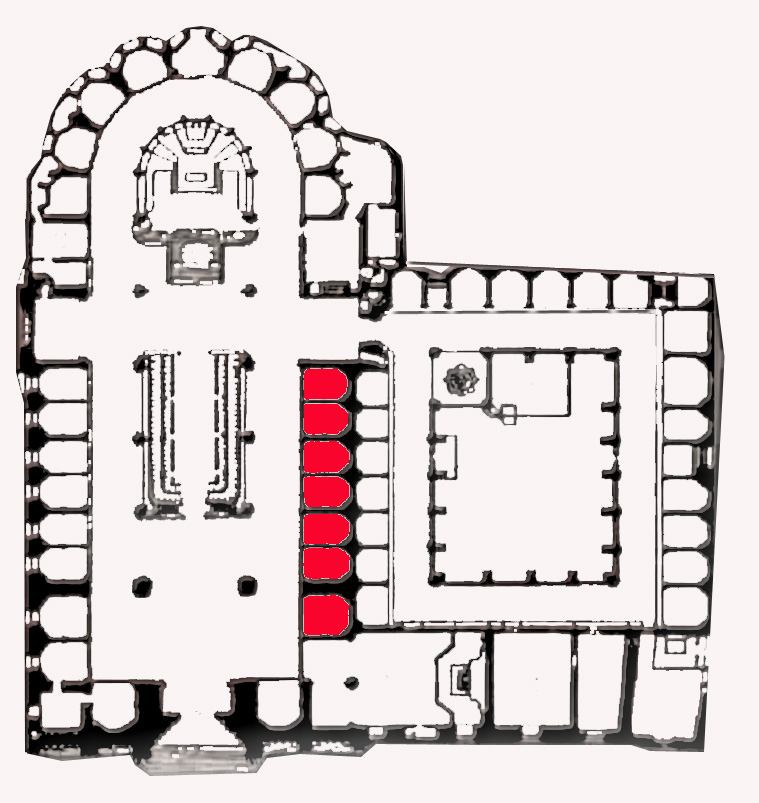
Lage der Kapellen auf der Südseite des Kirchenschiffs
Altar des hl. Pacianus und des hl. Franz Xaver (1688)
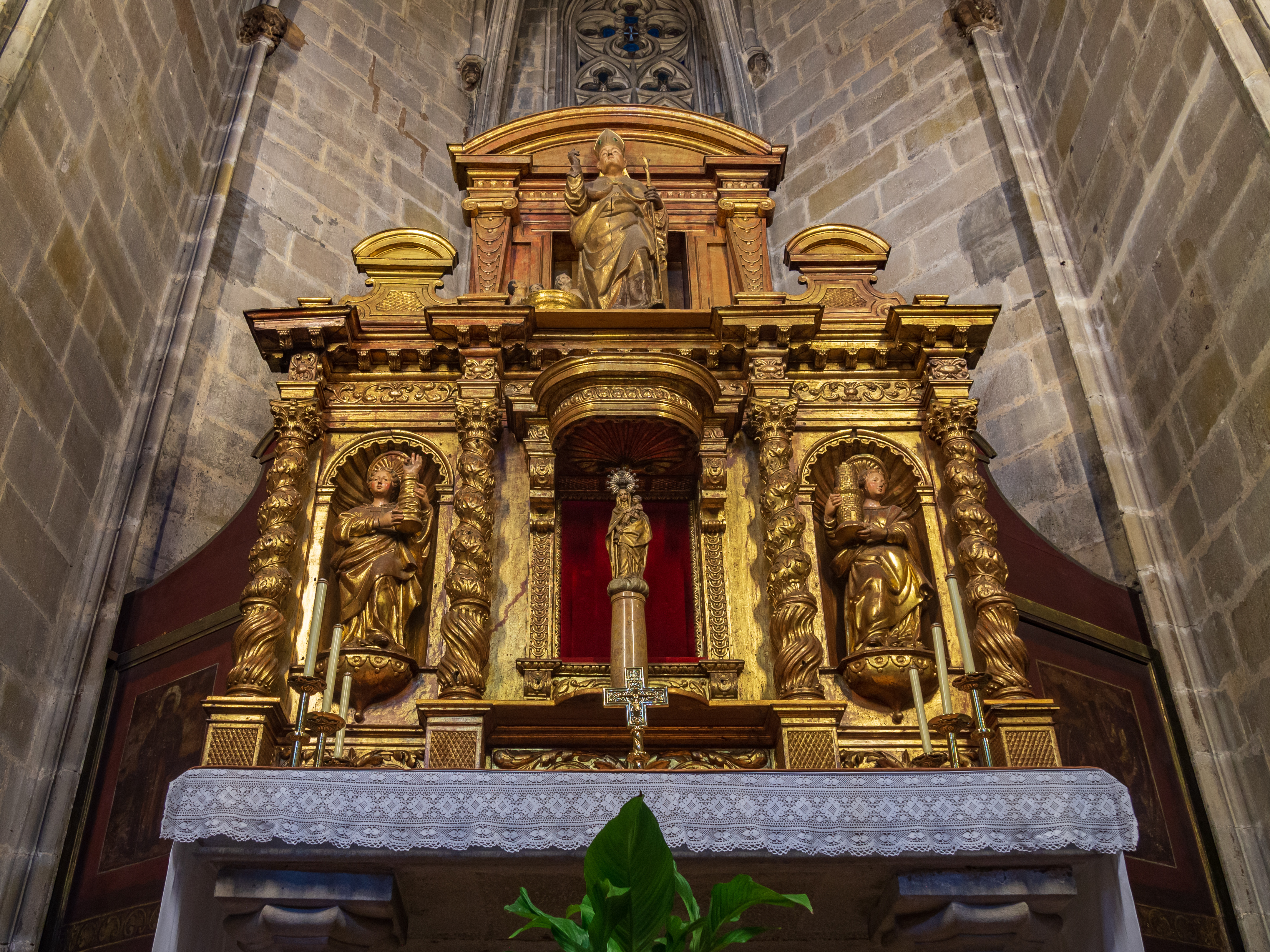
Altar Unserer Lieben Frau del Pilar (18. Jahrhundert)
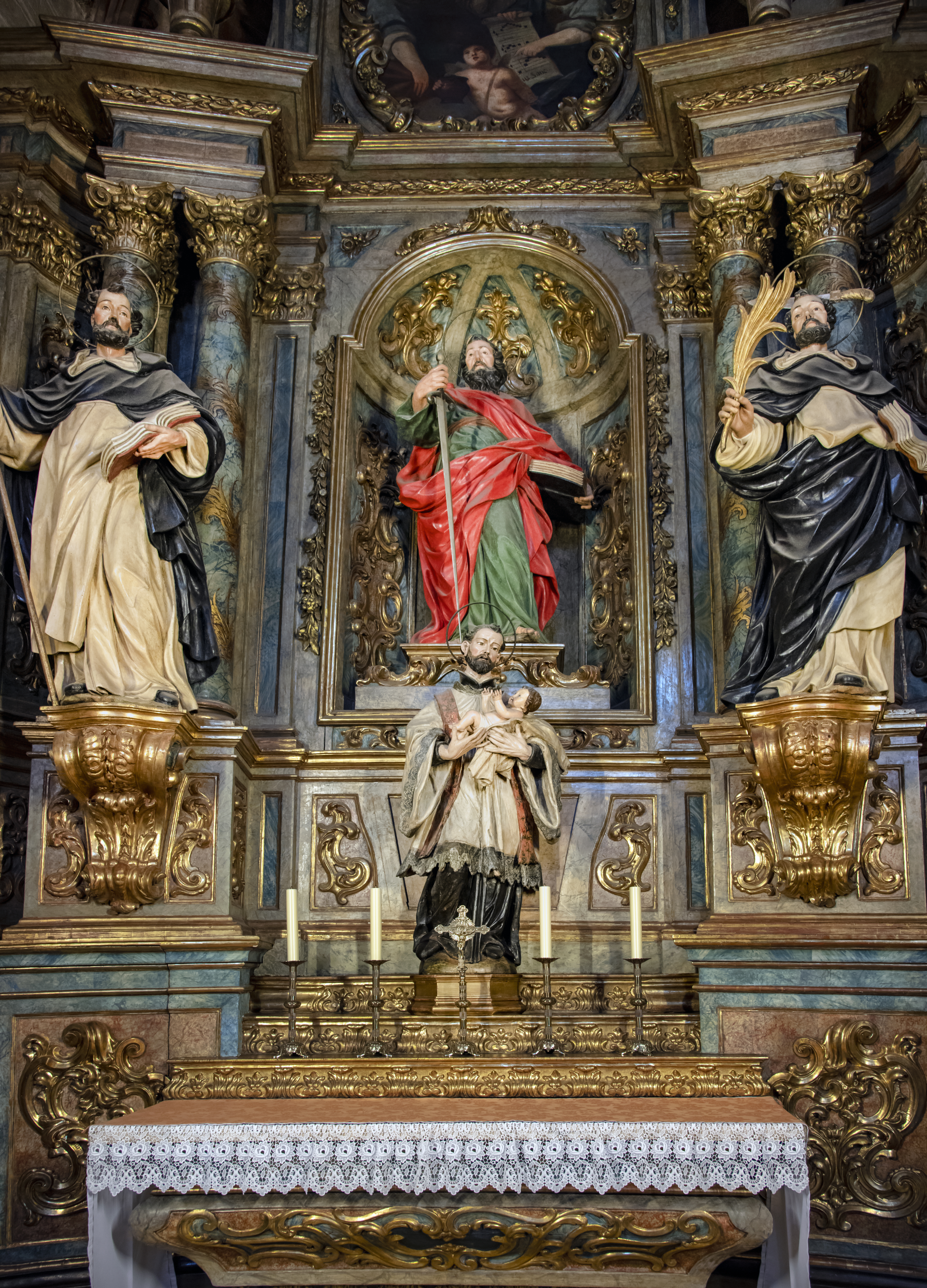
Skulpturen der hll. Dominikus, Paulus und Petrus Martyr von Carles Grau und Francesc Petit (1769/70)
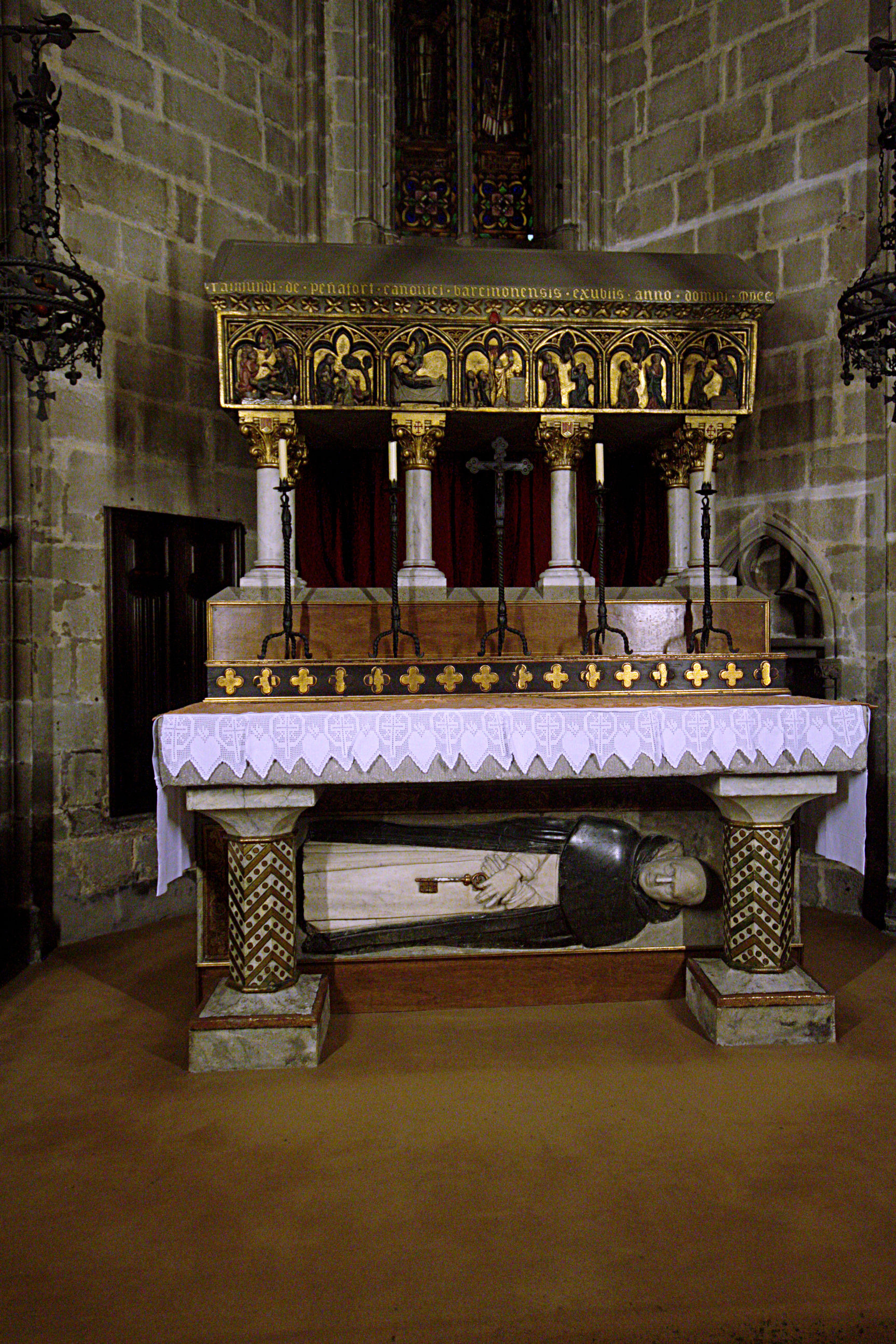
Grabmal des hl. Raimund von Penyafort (14. Jahrhundert)
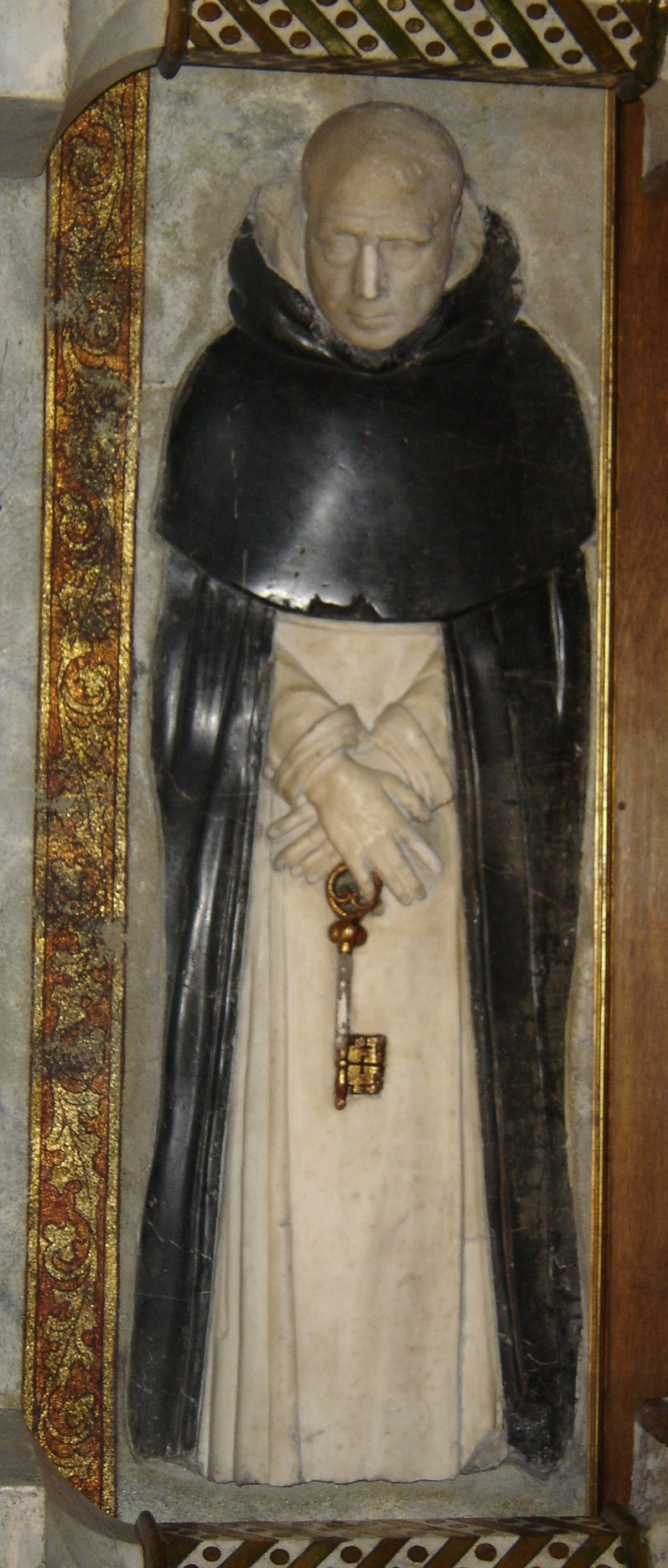
Liegefigur des Heiligen

##### Kapelle der hll. Pankratius und Rochus
Sie besitzt einen polychromen Barockaltar des 18. Jahrhunderts mit den Statuen des hl. Rochus von Montpellier und des hl. Pankratius von geringem künstlerischem Wert.

##### Kapelle des hl. Josep Oriol
Der Altar dieser Kapelle stammt aus dem Modernismus und wurde kurz nach der Heiligsprechung des Priesters im Jahre 1909 aufgestellt. Davor befindet sich das Grabmal des Kardinals Salvador Casañas i Pagès (†1908), des hauptsächlichen Fürsprechers für die Heiligsprechung Josep Oriols, das vom Bildhauer Josep Llimona i Bruguera gestaltet wurde.

##### Kapelle der hll. Cosmas und Damian
Diese Kapelle wurde 1436 vom Baumeister Bartomeu Gual fertiggestellt und von Sança Ximenis de Cabrera, Gattin von Archimbau de Foix y de Bearn, bezahlt, um ihr Grabmal aufzunehmen, dessen Realisierung in Alabaster von Pere Oller durchgeführt wurde, einem Bildhauer, der auch am Chor der Kathedrale mitarbeitete. Damals war die Kapelle der hl. Klara gewidmet. Das Grabmal befindet sich in einem prächtigen Arkosolium, wobei am Fuß der liegenden Figur zwei kleine Hunde auffallen. An der Vorderseite des Grabmals sind Figuren männlicher Trauernder in zwei seitlichen Gruppen dargestellt. Diese flankieren eine weibliche Figur mit einem Buch in der Hand, welche von weiteren betenden Frauen umgeben ist. An der Rückwand der Grabnische befindet sich ein Fresko von Lluís Dalmau (†1460), das die Aufnahme einer Seele in den Himmel durch Gott Vater mit Maria und dem Erzengel Michael als Fürsprecher zeigt.
Das Altarbild der heiligen Brüder und Ärzte Cosmas und Damian wurde von Bernat Martorell begonnen und nach dessen Tod 1452 von seinem Schüler Miquel Nadal bis 1455 vollendet.

#### Kapellen an der Westfassade

##### Kapelle der Unbefleckten Empfängnis
Diese Kapelle rechts des Hauptportals wurde 1848 von der Bruderschaft von der Unbefleckten Empfängnis übernommen. Die Marienstatue von 1603, ein Werk Joan Massats, verbrannte im Bürgerkrieg 1936. An der linken Wand befindet sich das Grabmal für Bischof Francesc Climent Sapera (†1430), des großen Förderers der Bauarbeiten der gotischen Kathedrale.

##### Taufkapelle
In ihrer Mitte dieser Kapelle links des Hauptportals steht der mächtige Block des Taufbeckens von 1433 aus Carraramarmor, geschaffen von Onofre Julià aus Florenz. Es hat die Form eines spiralig gewundenen Kelchs. Die Verzierungen der Türe stammen vom Bildhauer Antoni Canet aus dem Jahr 1405. Ein Gedenkstein erinnert daran, dass in dieser Kapelle die ersten sechs Indianer getauft wurden, die im April 1493 mit Christoph Kolumbus aus Amerika hierher kamen, als er von den Katholischen Königen in Barcelona empfangen wurde. In dieser Kapelle befindet sich das schon oben erwähnte Glasfenster Noli me tangere von 1485.

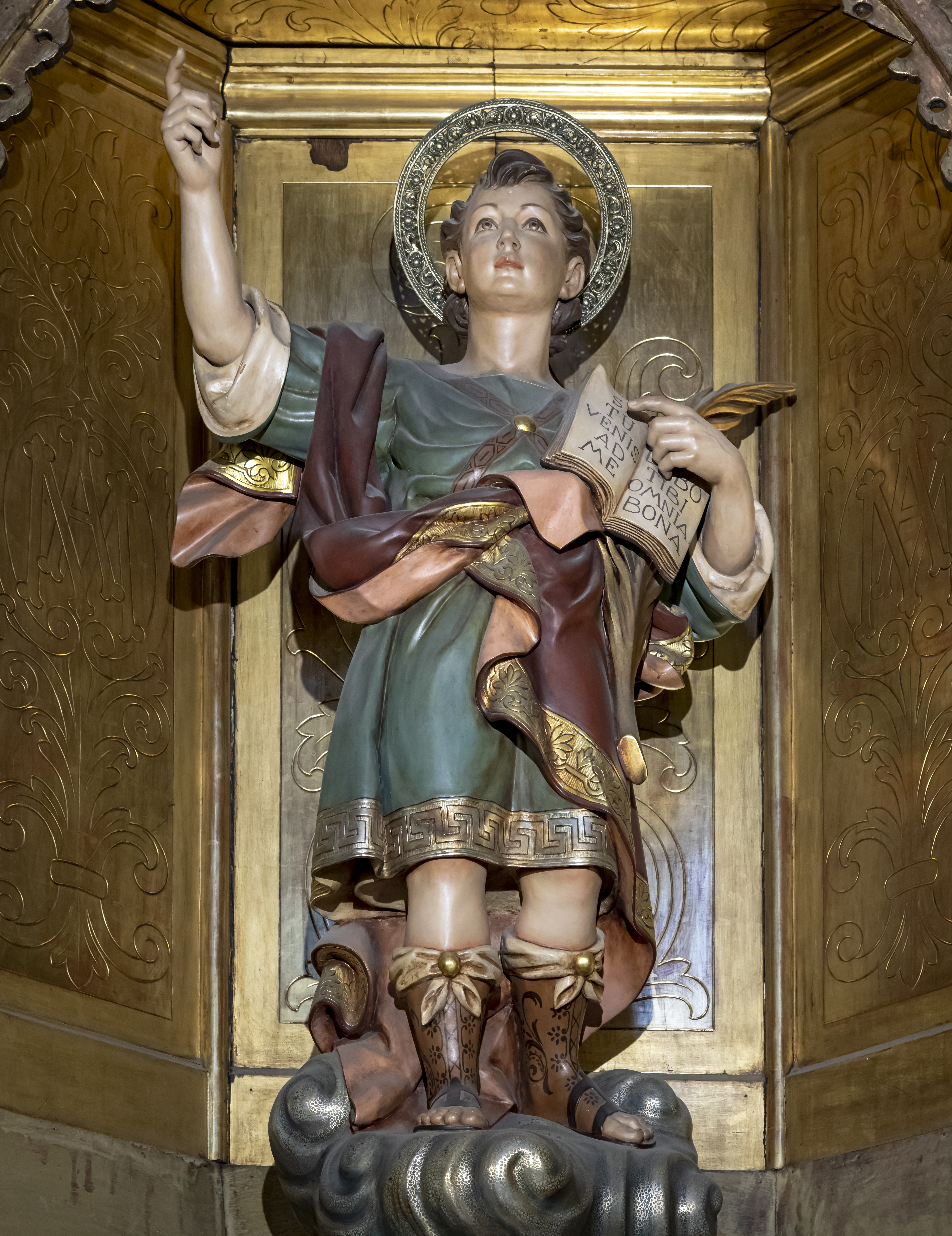
Statue des hl. Pankratius (18. Jahrhundert)
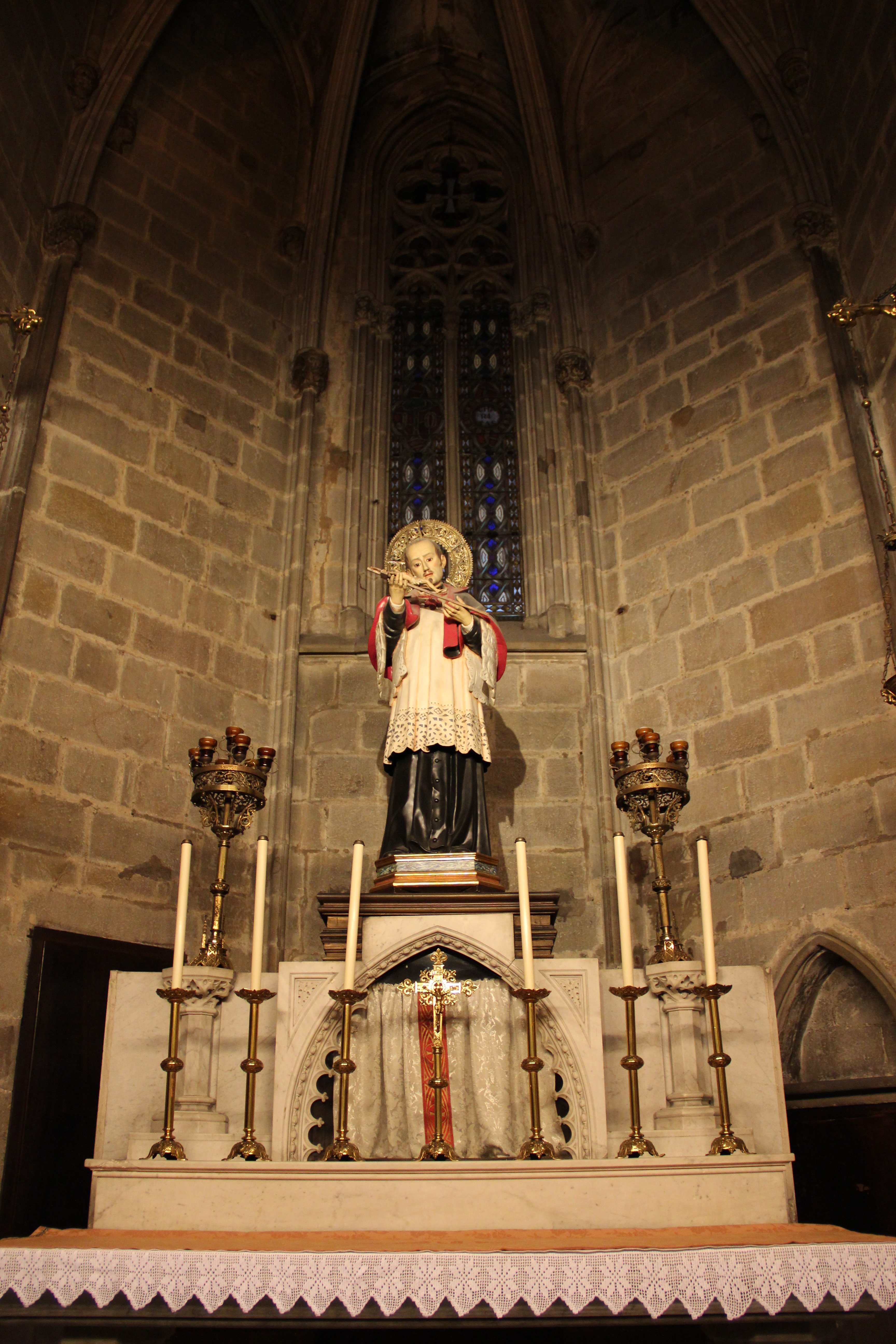
Altar des hl. Josep Oriol (1909)
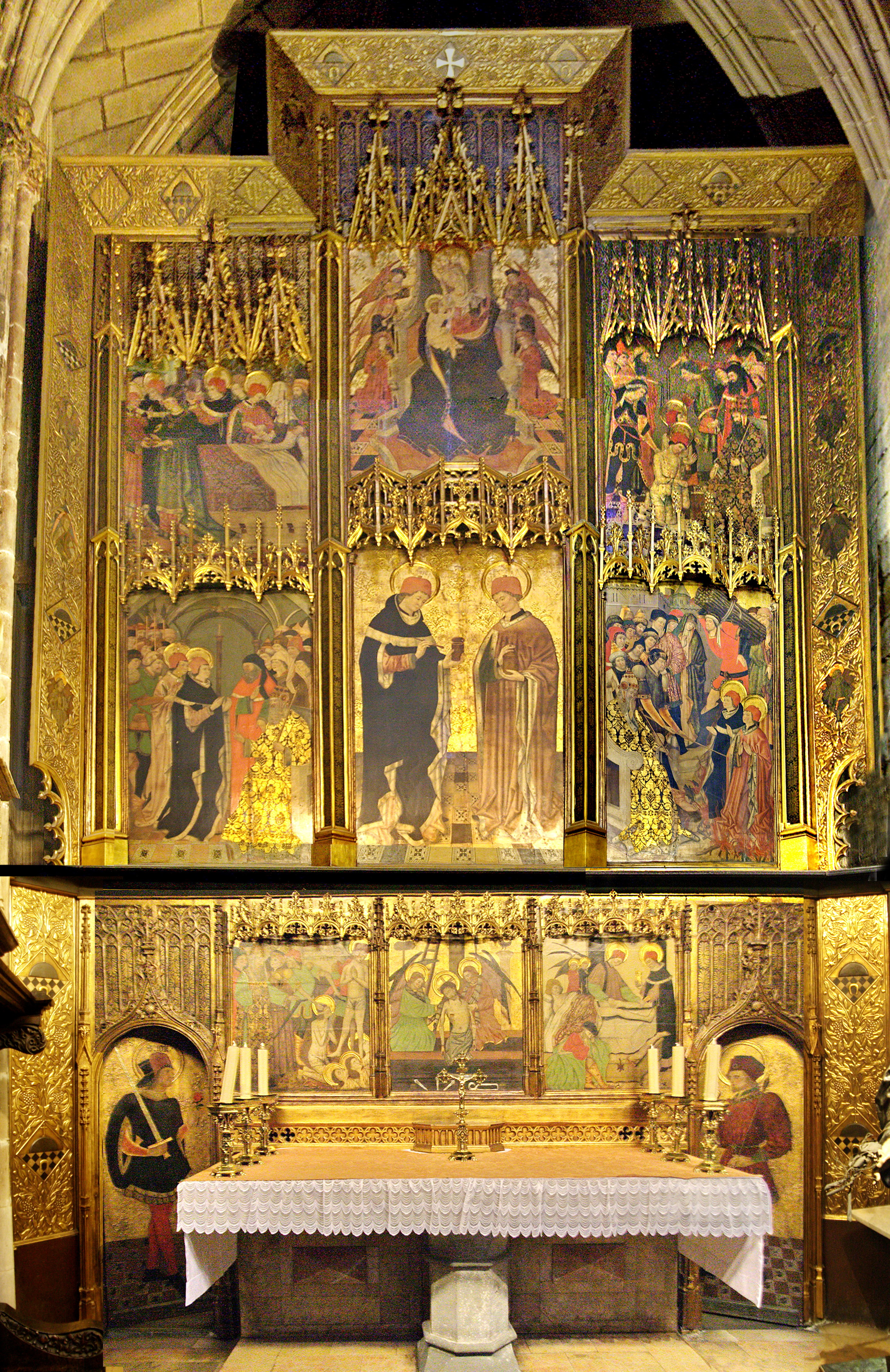
Altar der hl. Cosmas und Damian von Bernat Martorell und Miquel Nadal (1452)
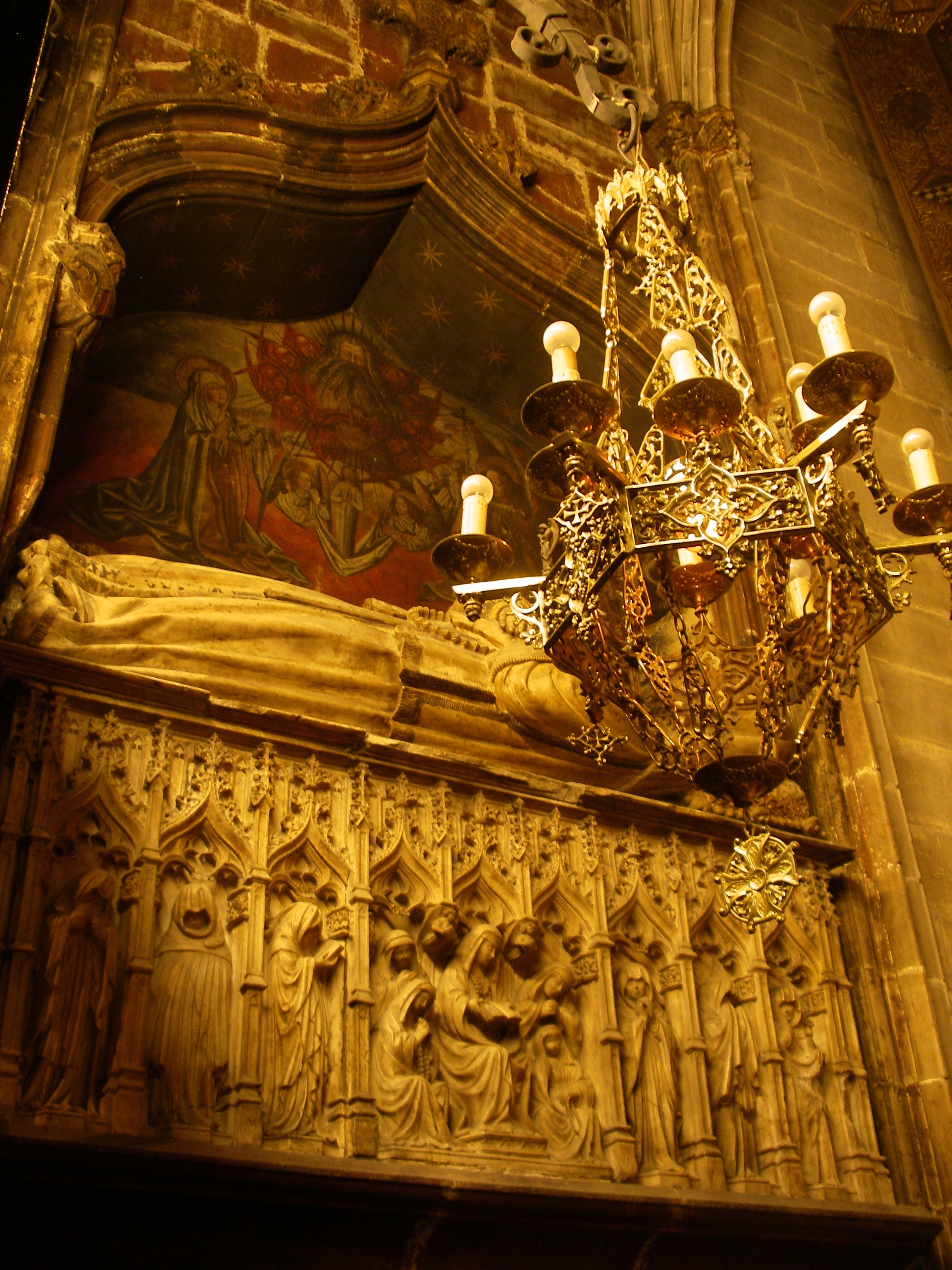
Grabmal der Stifterin Sança Ximenis de Cabrera von Pere Oller (1436)
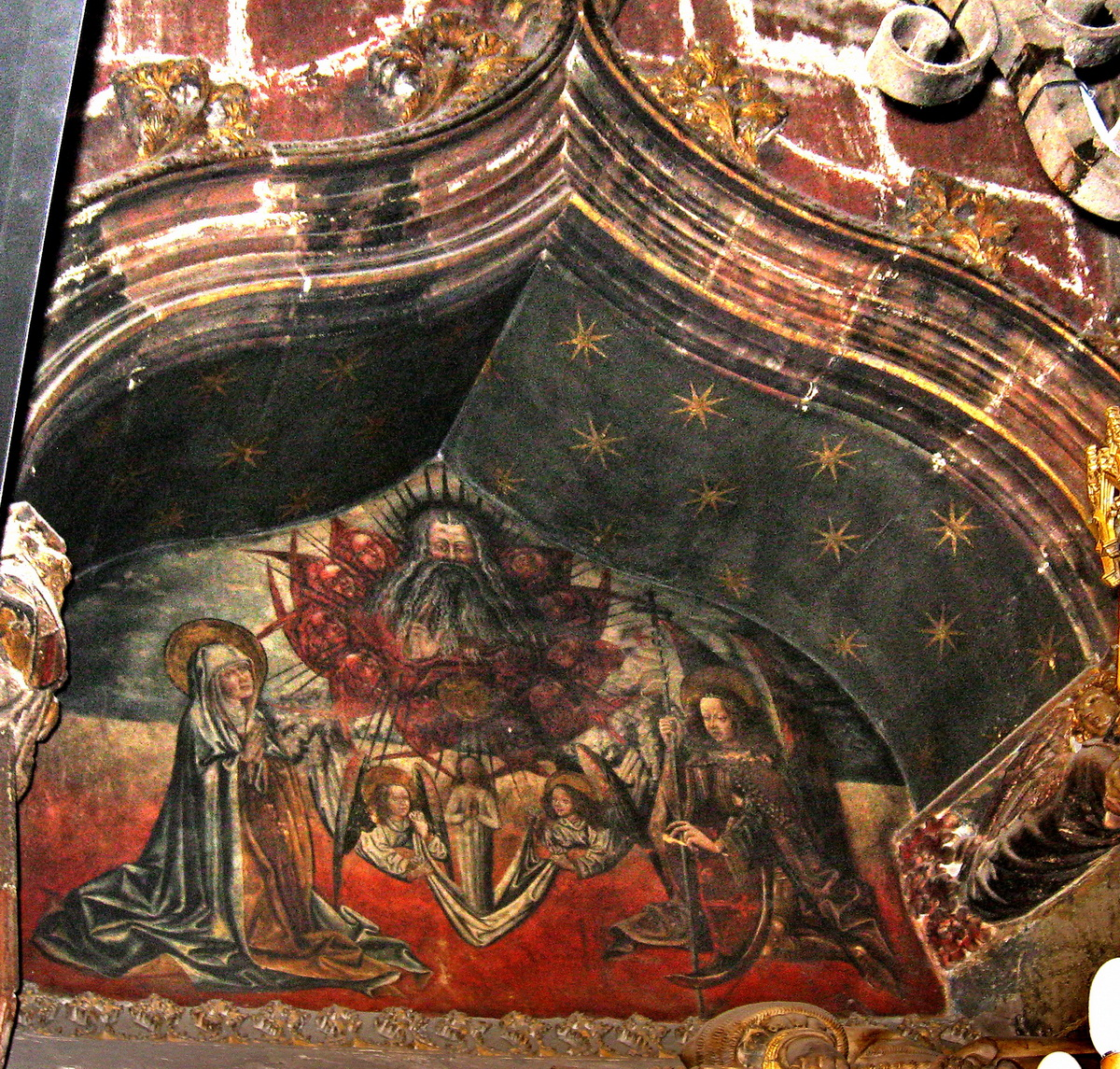
Bemalung des Arkosoliums von Sança Ximenis (Lluís Dalmau)
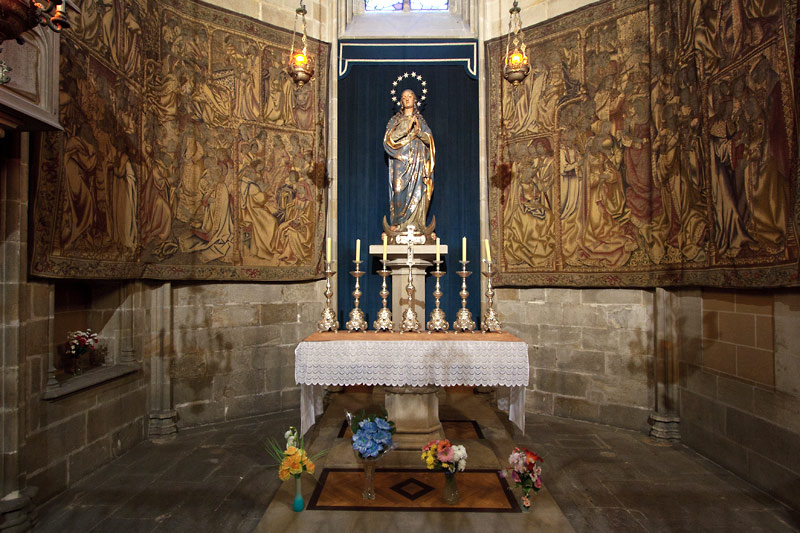
Kapelle der Unbefleckten Empfängnis
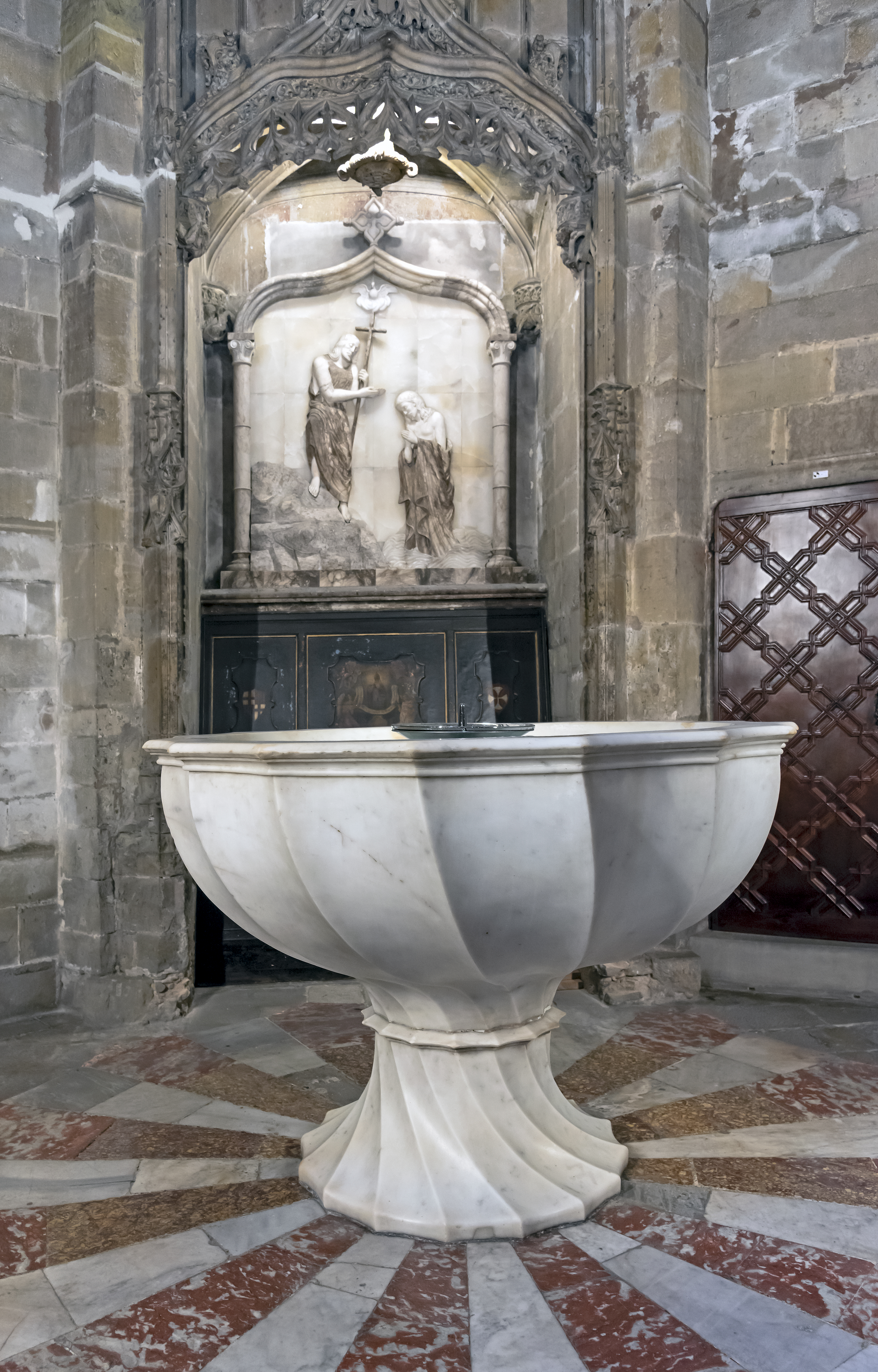
Taufbecken von Onofre Julià aus Florenz

#### Kapellen an der linken Seite des Hauptschiffs
Die Kapellen werden vom Hauptportal in Richtung zum Chor beschrieben.

##### Kapelle des hl. Severus von Barcelona
Der Barockaltar ist das Werk des Bildhauers Francesc de Santacreu i Artigas von 1683. In der Nische steht der Märtyrerbischof von Barcelona, der unter Kaiser Diokletian 302 starb. Zu beiden Seiten und über der Statue sieht man Szenen aus dem Leben des Bischofs, darunter ein Relief, das die Überführung seiner Gebeine von Sant Cugat del Vallès nach Barcelona unter König Martin dem Humanen zeigt.

##### Kapelle des Evangelisten Markus
Das erste, frühgotische Altarbild dieser Kapelle wurde 1346 von Arnau Bassa gemalt. Es befindet sich heute in der Stiftsbasilika Santa Maria de Manresa. Das heutige barocke Altarbild des Bildhauers Bernat Vilar wurde 1683 gemalt und der Altar mit Medaillons auf beiden Seiten von Josep und Francesc Vinyals zwischen 1691 und 1692 vergoldet, wie es in einem Medaillon über dem Altarbild steht. Auf beiden Seiten der Kapelle befinden sich zwei ausgezeichnete Ölgemälde von Francesc Tramullas Roig aus dem Jahr 1763: Der hl. Markus beim Schreiben des Evangeliums und das Martyrium des hl. Markus. Das Gewölbe und die obere Einfriedung der Kapelle zeigen interessante Wandmalereien auf Leinwand mit Szenen des Heiligen Abendmahls und dem Abendessen im Haus in Emmaus sowie ein reiches Repertoire an Engeln und Blumen mit Szenen, die auf die Eucharistie anspielen. Diese Gemälde werden Francesc Tramullas und seinem Schüler Francesc Pla zugeschrieben.

##### Kapelle des hl. Bernardin von Siena
Die Kapelle wurde bereits 1349 fertiggestellt und bis 1431 von der Zunft der Schuhmacher benutzt. Als diese in die Markuskapelle zog, blieb sie einige Zeit ungenutzt und wurde dann 1459 von der Zunft der Flechter und Glasmacher übernommen und dem hl. Bernhardin von Siena gewidmet. Am Altar aus dem Jahr 1705 sind Statuen des hl. Bernhardin, des Erzengels Michael und des hl. Antonius von Padua zu sehen. Das Altarbild, das sich zuvor in einer Kapelle am Kreuzgang befand, ist eine Stiftung von Hieronymus de Magarola i Grau, Graf von Quadrells, weshalb sich an der Spitze des Altars eine Statue des hl. Hieronymus von Stridon befindet. In der Predella befindet sich eine Darstellung der Verzückung der Heiligen Teresa.

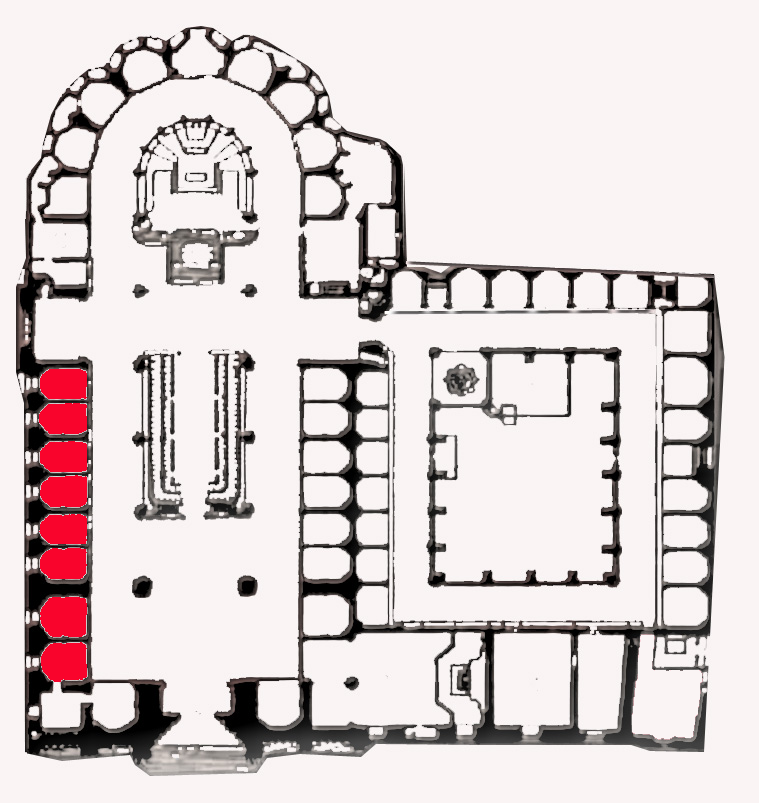
Lage der Kapellen auf der Nordseite des Kirchenschiffs
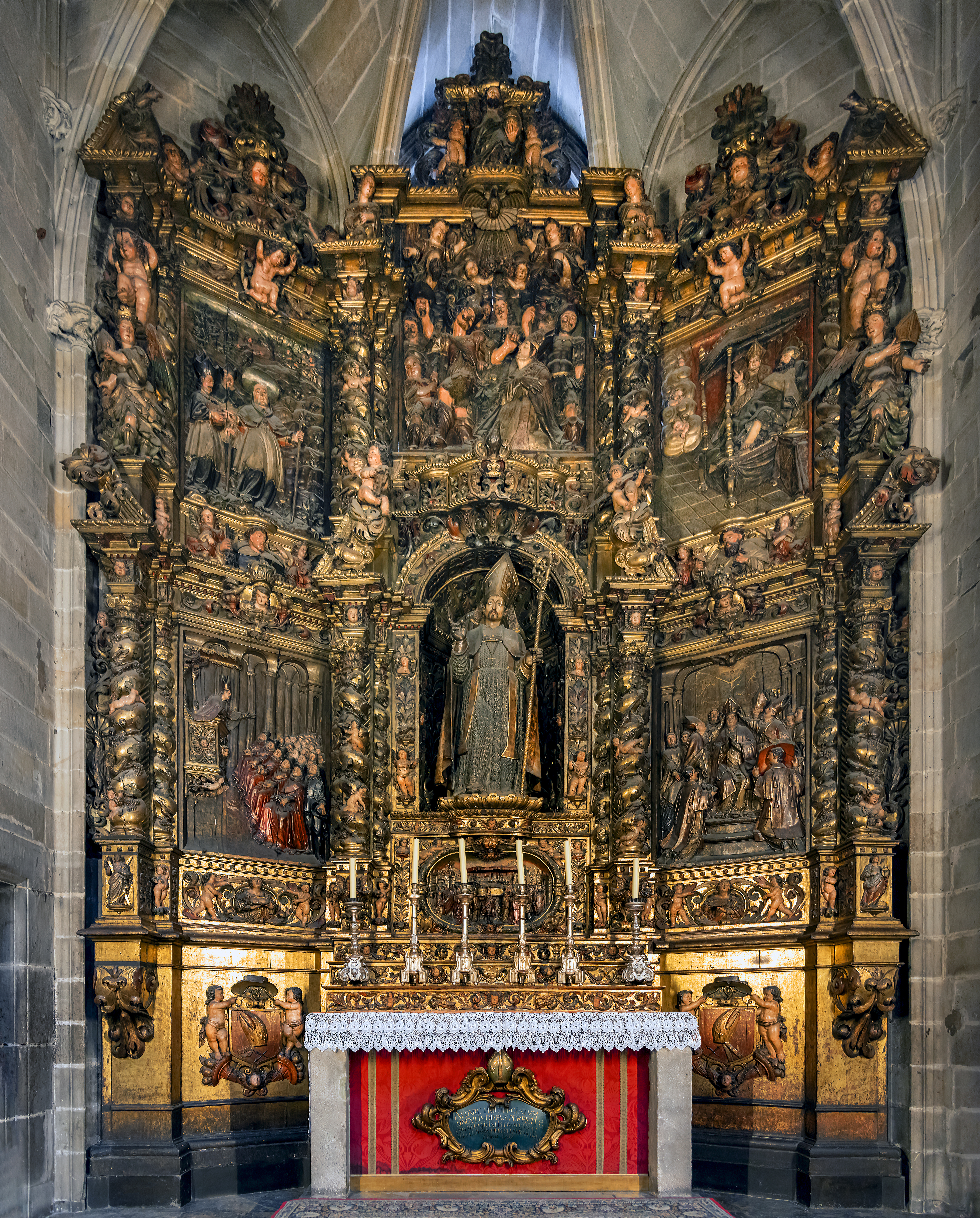
Altar des hl. Severus von Francesc Santacreu (1683)
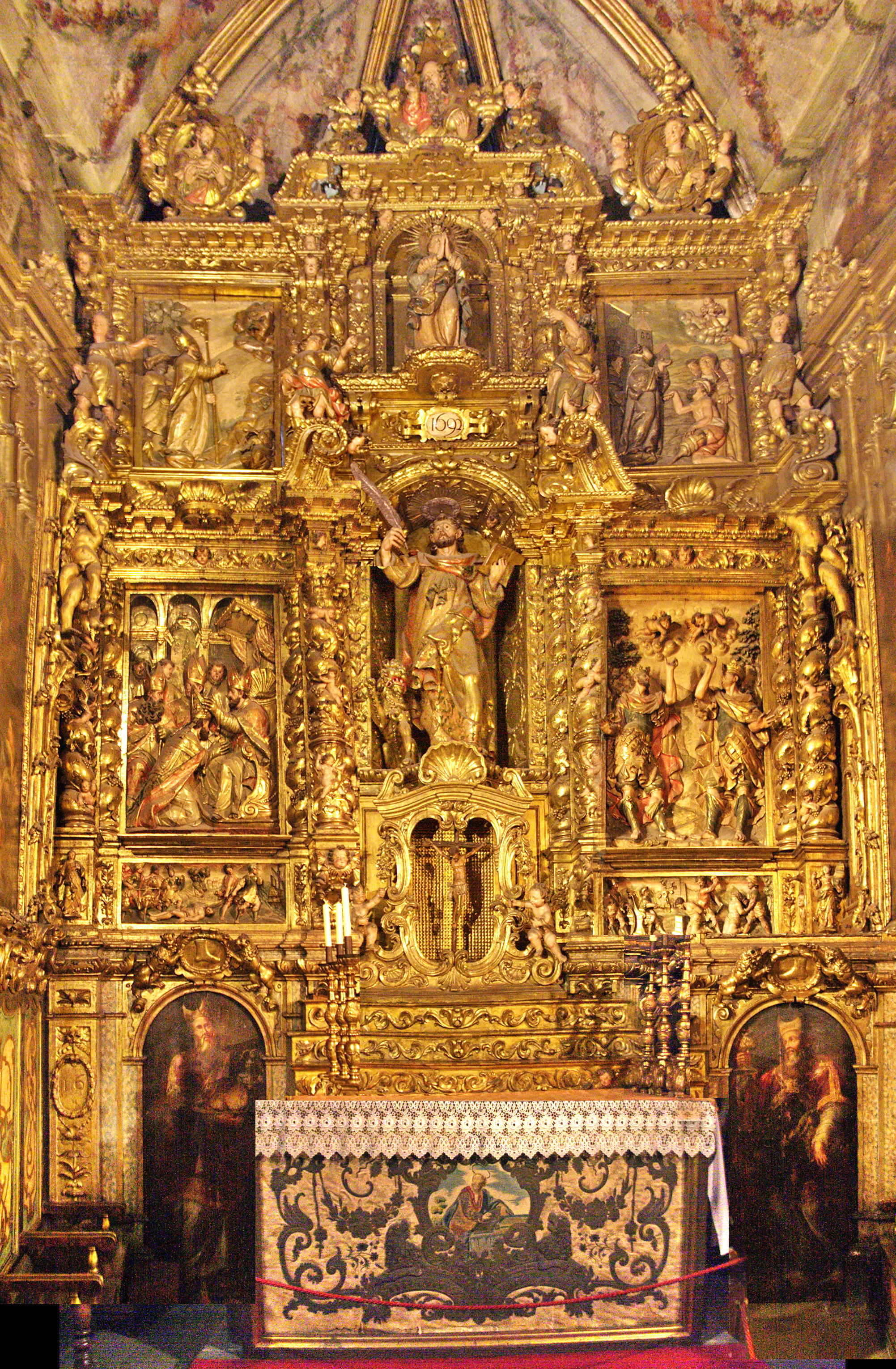
Altar des hl. Evangelisten Markus von Bernat Villar (1683) mit Medaillons der Gebrüder Vinyals (1691/92)
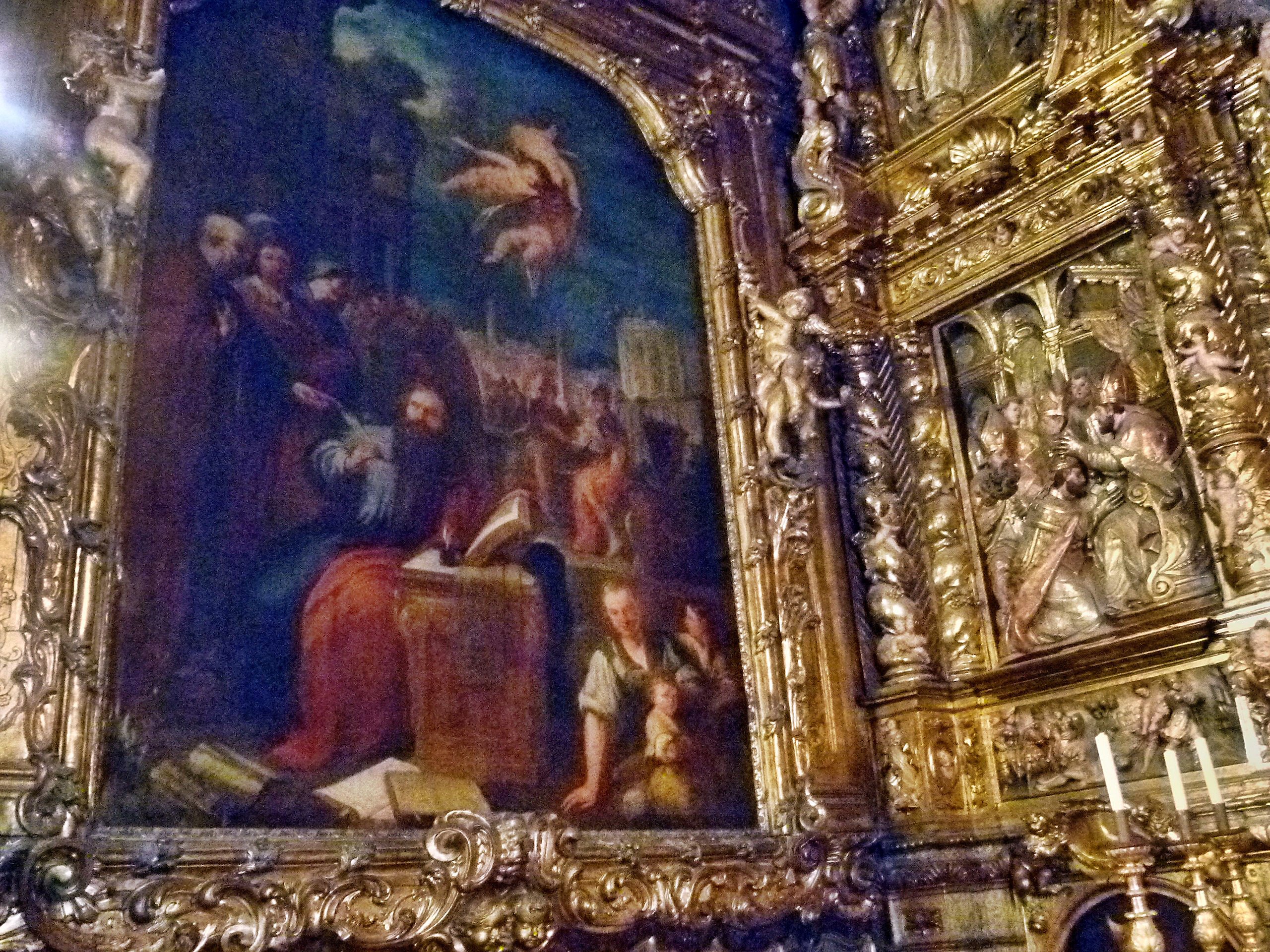
Der hl. Markus beim Schreiben des Evangeliums (Francesc Tramulles i Roig, 1763)
Altar des hl. Bernhardin von Siena (1783-1785)

##### Kapelle Unserer Lieben Frau vom Rosenkranz
Hier ist ein Altar der späten Renaissance des aus Terrassa stammenden Bildhauers Agustí Pujol aus dem Jahr 1619 zu sehen. Er besteht aus zwei Reihen von je drei skulpturalen Reliefs übereinander, die durch Giebel strukturiert sind. In der Mitte steht ganz oben der hl. Laurentius auf dem Giebel, darunter folgt die Krönung Mariens, dann Mariä Himmelfahrt und unten die Statue Unserer Lieben Frau vom Rosenkranz. Die linke Seite wird gekrönt vom hl. Erzengel Michael, darunter gefolgt von der Geißelung Christi und darunter die Verkündigung an Maria. Und auf der rechten Seite steht der hl. Hieronymus an der Spitze, darunter die Auferstehung Jesu und darunter die Geburt Christi. Der Altar ist eines der herausragendsten Werke der Kathedrale aus dieser Epoche.

##### Kapelle der Heiligen Maria Magdalena, Bartholomäus und Elisabeth
Vom Maler Guerau Gener, der in der Werkstatt des Lluís Borrassà in die Lehre ging, wurde im Jahr 1401 das Altarbild dieser Kapelle geschaffen. Er ist in drei senkrechte Abteilungen gegliedert. In der Mitte ist oben die Durchbohrung der Seite des toten Christus am Kreuz dargestellt, darunter die Titularheiligen der Kapelle St. Bartholomäus und St. Elisabeth von Thüringen. Auf der linken Seite ist oben der Exorzismus der Tochter des armenischen Königs Polymios dargestellt, darunter das Martyrium des hl. Bartholomäus und schließlich die Predigt des lebendig gehäuteten Apostels. Auf der rechten Seite ist das nächtliche Gebet der hl. Elisabeth zu sehen, darunter ein Besuch bei einem Kranken zur Nachtzeit und schließlich posthume Wunder, die sich an ihrem Grab ereigneten. In der Predella sind, von links nach rechts, die Verkündigung, die Geburt Jesu, die Jungfrau mit dem Jesuskind, umgeben links von Petrus und Paulus und rechts von den hll. Philomena und Katharina, die Anbetung der hl. Drei Könige und die Darstellung Jesu im Tempel dargestellt.

##### Kapelle der Heiligen Sebastian und Thekla
Die Kapelle besitzt einen Altar aus den Jahren 1486 bis 1498, der am 14. April 1486 vom Domherren Joan Andreu Sors bei Jaume Huguet in Auftrag gegeben wurde. Obwohl er ihn nicht selbst anfertigte, führte seine Werkstatt den Auftrag aus, insbesondere Rafael Vergós, Francesc Mestre und Pere Alemany. Auch er ist in Abteilungen gegliedert, wobei in der Mitte oben der Knabe Jesus unter den Schriftgelehrten im Tempel zu sehen ist und darunter die Titularheiligen Sebastian und Thekla mit dem betenden Stifter rechts vorne. Auf der linken Seite sind, von oben nach unten, die hl. Thekla in der Löwengrube, die Heilige auf dem Scheiterhaufen und der hl. Nicasius zu sehen. Auf der rechten Seite verleugnet der hl. Sebastian vor Kaiser Diokletian die Symbole des römischen Kults, darunter ist das Martyrium des Heiligen abgebildet und zuunterst der hl. Rochus. In der Predella sieht man, von links nach rechts, den Erzengel Michael, Maria Magdalena, Jesus als Ecce Homo, Johannes den Evangelisten und die hl. Barbara. Die Seitentüren neben dem Altartisch zeigen links Johannes den Täufer und rechts den hl. Andreas. Oben auf dem Altarumbau ist eine Verkündigungsszene zu sehen, seitlich ist zweimal der Wappenschild der Gilde der Baumeister abgebildet.

##### Kapelle Unserer Lieben Frau der Freude und des hl. Pius X.
Sie besitzt einen neogotischen Altar aus Kalkstein, geschaffen 1945 vom Bildhauer Jose Maria Camps i Arnau. An der rechten Seitenwand befindet sich eine Statue des 1954 heiliggesprochenen Papstes Pius X.

##### Kapelle unserer Lieben Frau von Montserrat
Der Altar dieser Kapelle stammt aus dem Jahr 1940 und zeigt vier Ordensgründer und große Verehrer des Gnadenbilds von Montserrat, nämlich links den hl. Ignatius von Loyola, Gründer der Jesuiten, und den hl. Antonius Maria Claret, Gründer der Claretiner, sowie rechts den hl. Joseph von Calasanza, Gründer der Piaristen, und den hl. Pedro Nolasco, Gründer der Mercedarier. Das Bildnis aus Alabaster ist eine Kopie der Schwarzen Madonna von Montserrat aus dem Jahr 1945.

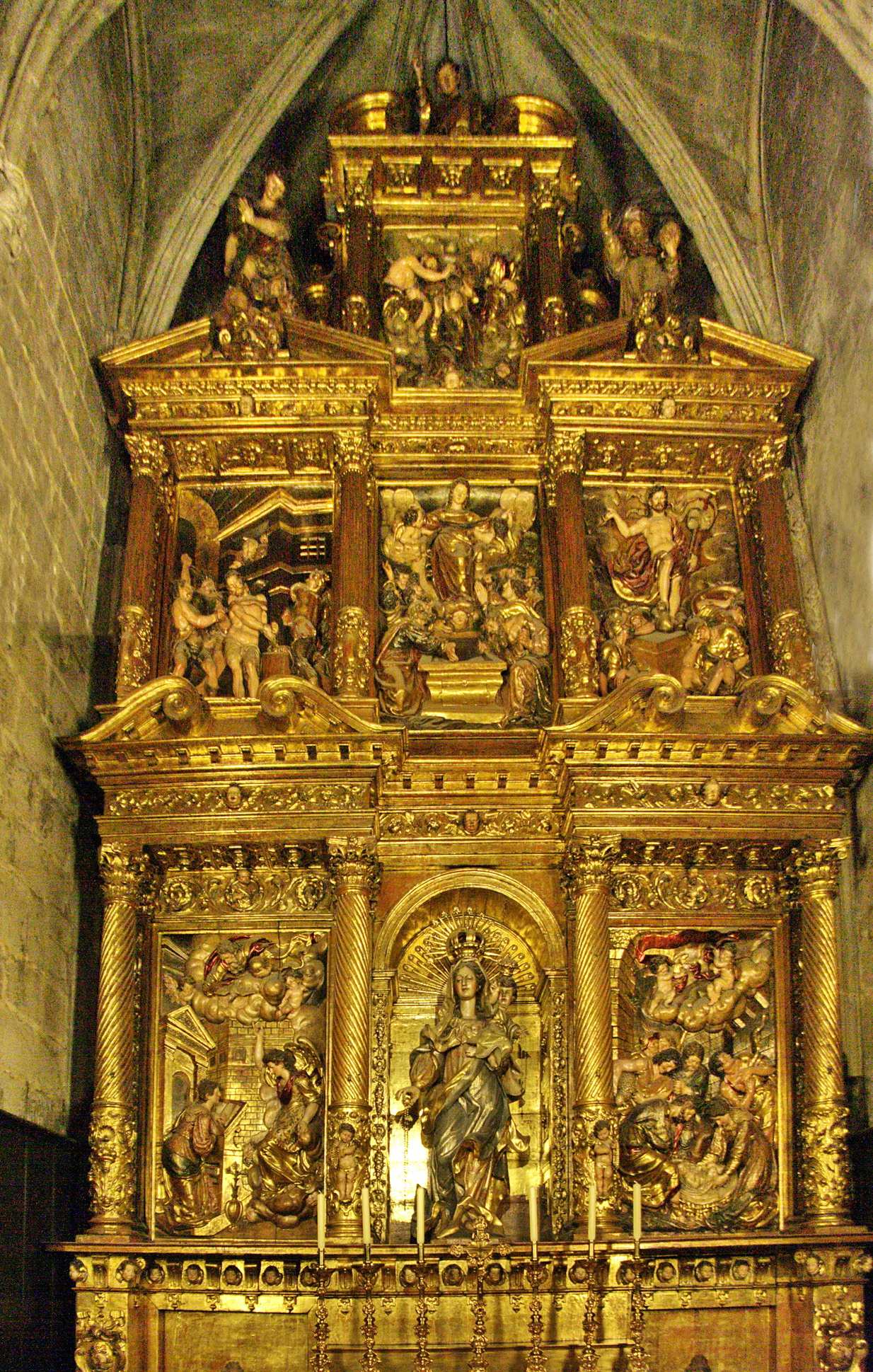
Altar Unserer Lieben Frau vom Rosenkranz von Agustí Pujol (1619)
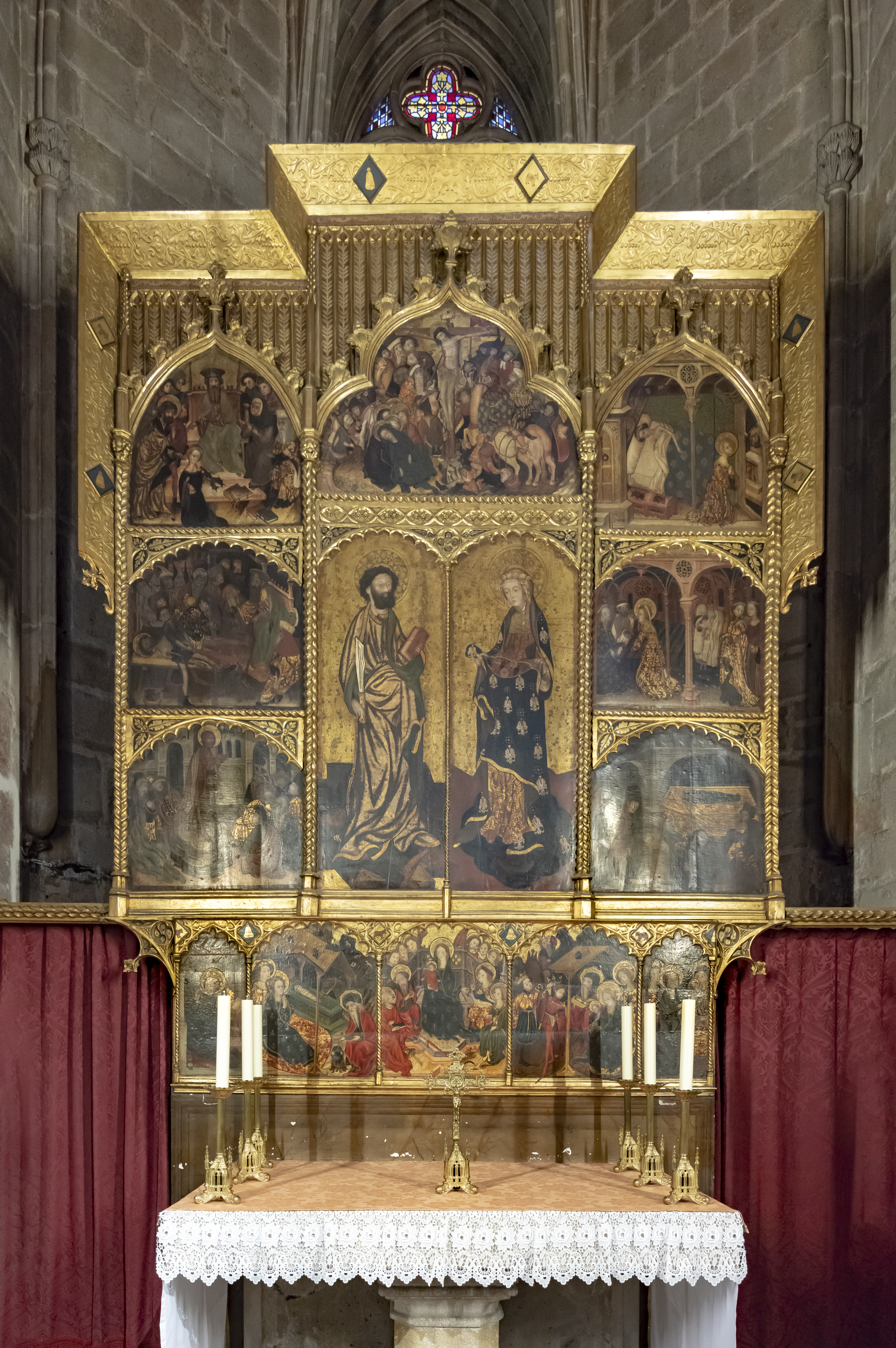
Alter der hll. Bartholomäus und Elisabeth von Guerau Gener (1401)
Altar der hll. Thekla und Sebastian (Werkstatt von Jaume Huguet, 1486-1498)
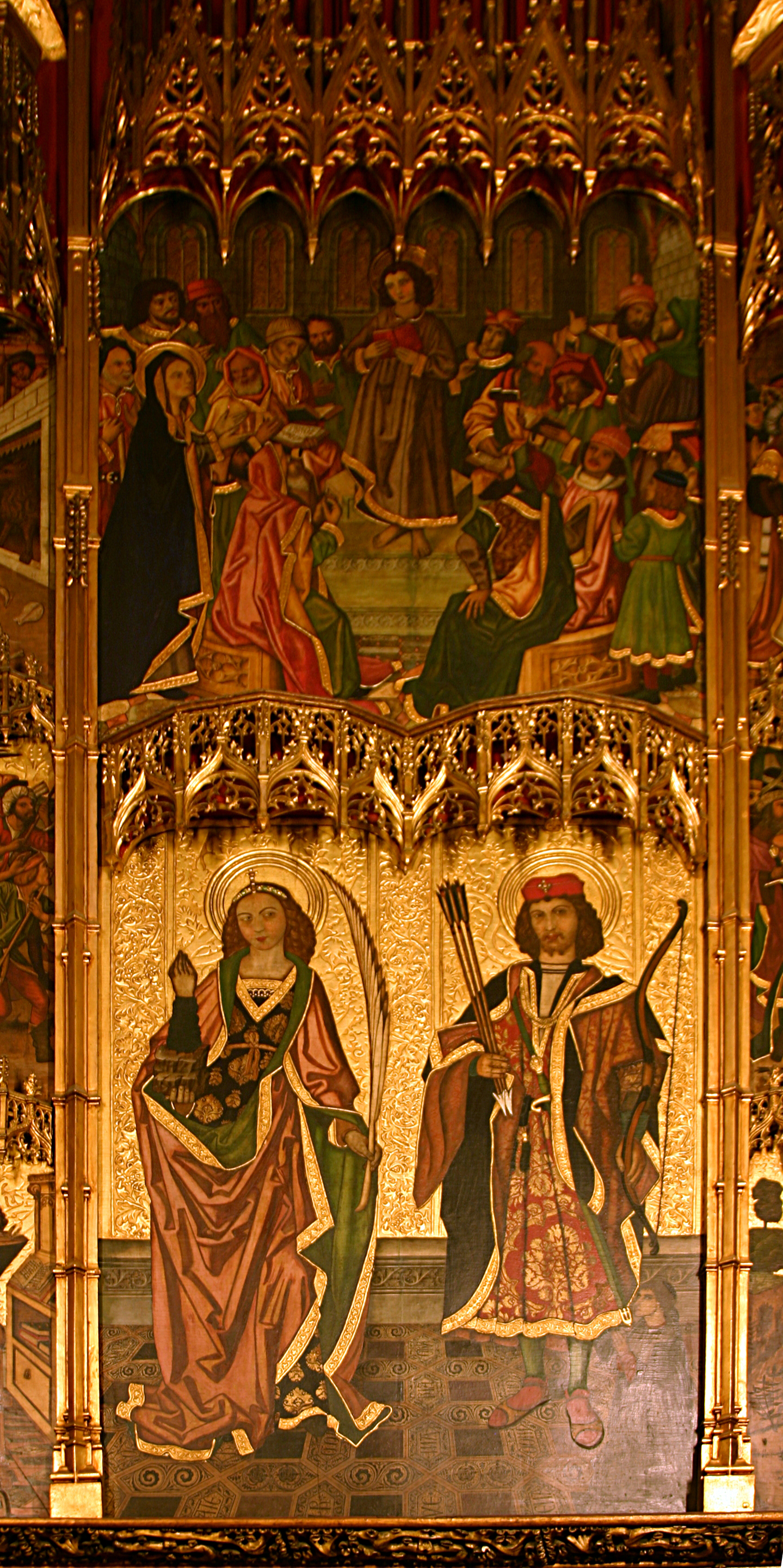
Detail der hll. Thekla und Sebastian, darüber der 12-jährige Jesus unter den Schriftgelehrten
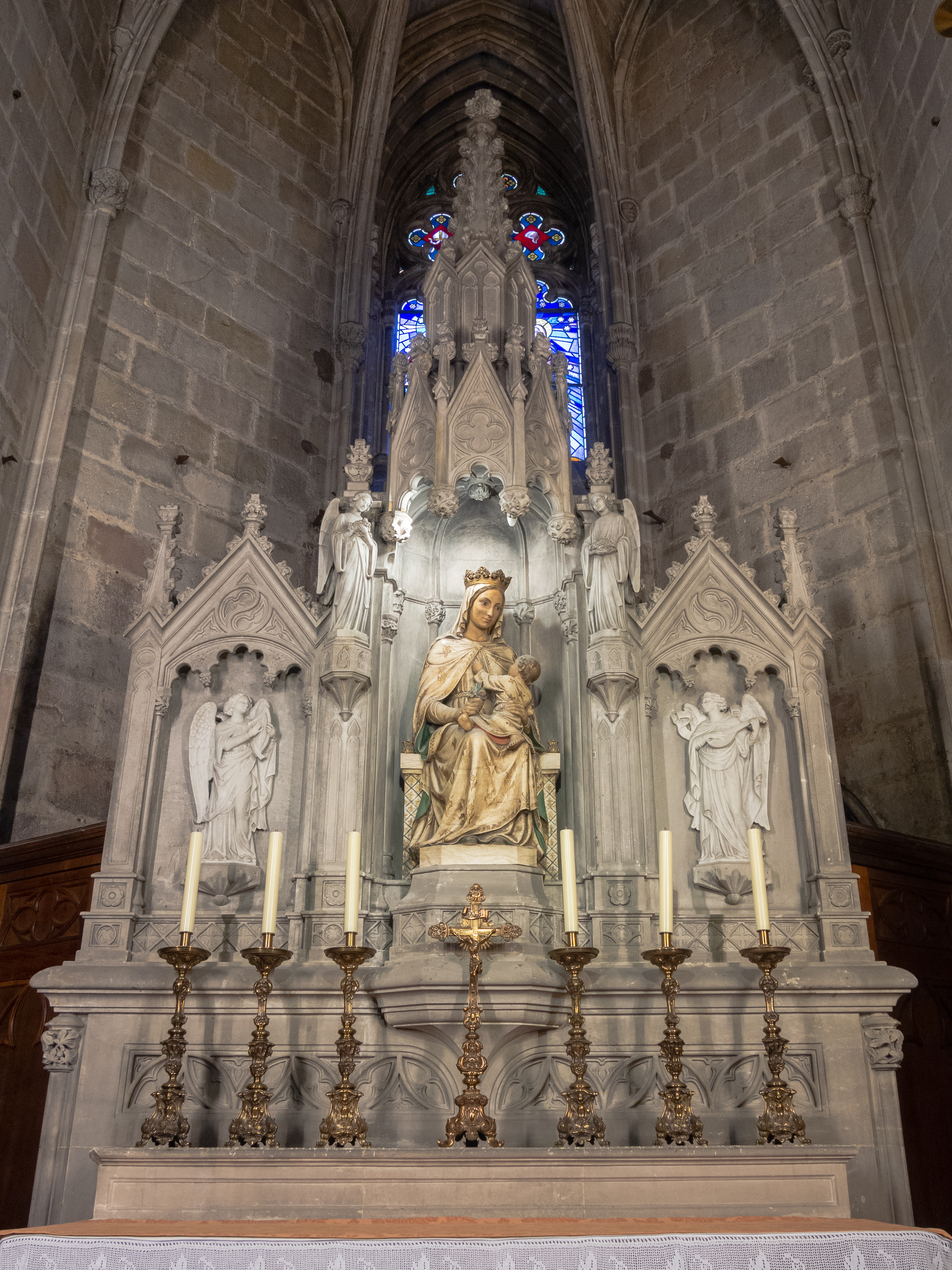
Altar Unserer Lieben Frau von der Freude von Jose Maria Camps i Arnau (1945)
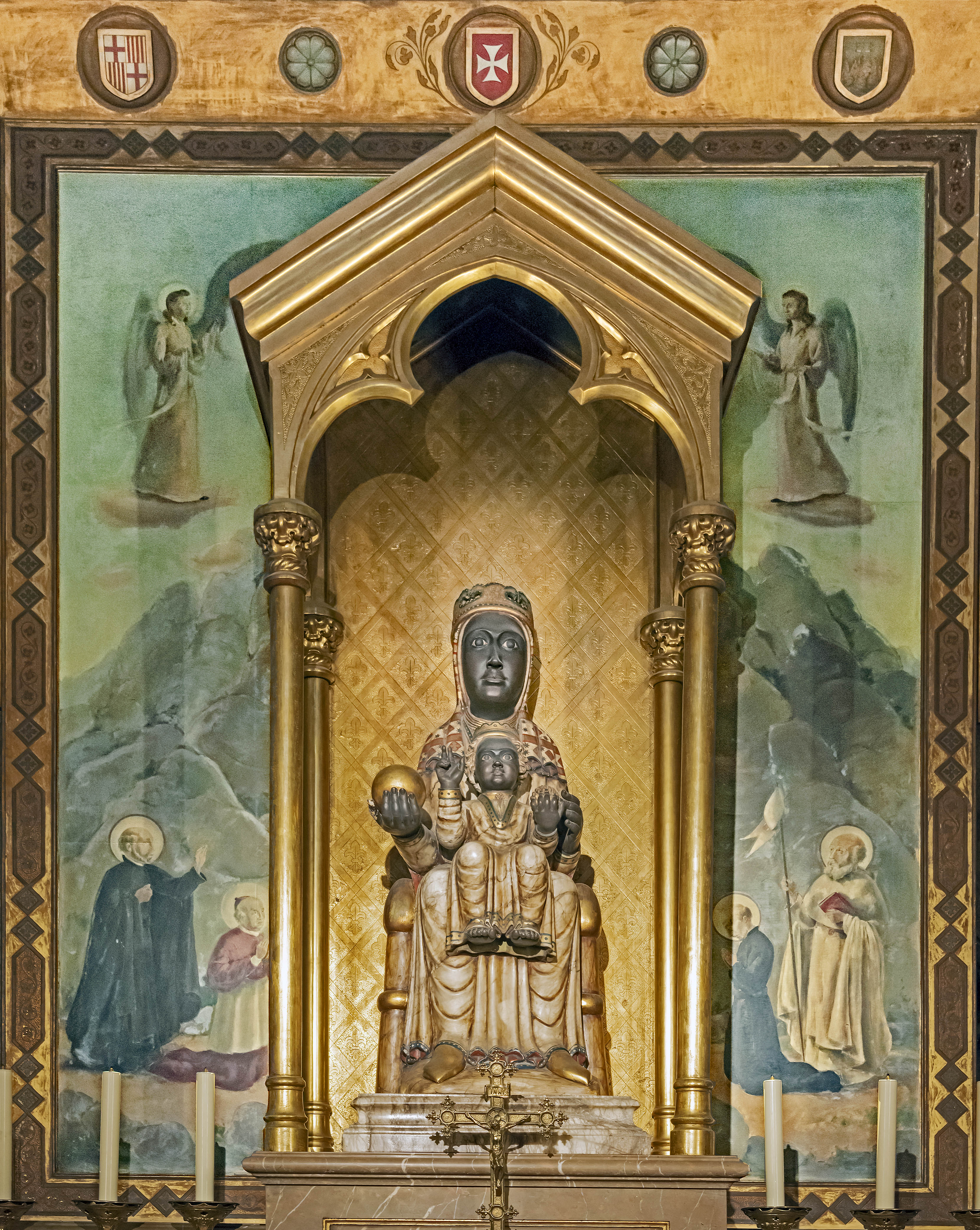
Altar Unserer Lieben Frau von Montserrat (1940)

### Die Umgangskapellen des Hochchors
Die Kapellen werden im Uhrzeigersinn beschrieben.

#### Kapelle der Unschuldigen Kinder
Sie befindet sich rechts neben dem Portal des hl. Ivó. Auf dem Altar steht ein silberner Schrein aus dem 16. Jahrhundert, der die Reliquien enthält, die angeblich der damalige Doge von Venedig Johann dem Großen, König von Aragón, Mallorca, Sizilien, Sardinien und Navarra mit der Maßgabe übergeben hat, dass sie in der Kathedrale von Barcelona aufbewahrt werden. 1374 waren die vorgeblichen Reliquien der durch Herodes ermordeten Kinder Bethlehems nach Venedig gelangt.
An der Wand befindet sich ein Arkosolium mit dem Sarkophag des Bischofs Ramon d'Escales (1386-1398), einem Werk des Bildhauers Antoni Canet aus dem Jahr 1409, einer exquisiten gotischen Skulptur, sowohl was die prächtig gearbeitete Liegefigur des Bischofs als auch die Trauernden unter gotischen Bögen an der Vorderseite des Grabmals betrifft. Das Altarbild in der Kapelle, das um 1709 entstand, zeigt die Krönung Mariens und wurde von Joan Gallart (ca. 1670-1714) gemalt.

#### Kapelle des Heiligsten Herzens Jesu
Auf einem Altarsockel aus dem Jahr 1907 wurde 1940 die Statue des Heiligsten Herzens Jesu aufgestellt, geschaffen vom Bildhauer Vincenç Vilarrubias i Valls.

#### Kapelle der Mercedarier
Diese Kapelle ist auch dem hl. Pedro Nolasco, dem Ordensgründer, gewidmet. Sie besitzt einen barocken Altar des Bildhauers Joan Roig des Älteren aus dem Jahr 1688. Das große Zentralrelief zeigt die Gründung des Ordens der Mercedarier am 10. August 1218. Der kniende Pedro Nolasco empfängt das Gewand des neuen Ritterordens aus der Hand Raimund von Penyaforts in Anwesenheit von König Jakob I. von Aragón (links) und Bischof Berenguer II. de Palou (1212-1241; rechts). Darüber wohnt Unsere Liebe Frau von der Barmherzigkeit symbolisch der Zeremonie bei. Die Seitenreliefs zeigen links den hl. Petrus als ersten Papst und links den hl. Papst Silvester. In derselben Kapelle wurden 1688 vom Maler Pasqual Bailon Savall vier Gemälde angefertigt: Der Apostel Petrus, der hl. Silvester, der Kaiser Konstantin die Taufe spendet, die Vision des hl. Pedro Nolasco und die Predigt des hl. Raimund von Penyafort in dieser Kathedrale vor Jakob I., die heute aber nicht in der Kapelle zu sehen sind. Diese Arbeiten wurden von dem Kathedralpriester und Doktor der Rechte, Theologie und Philosophie, Pere Roig i Morell, bezahlt.

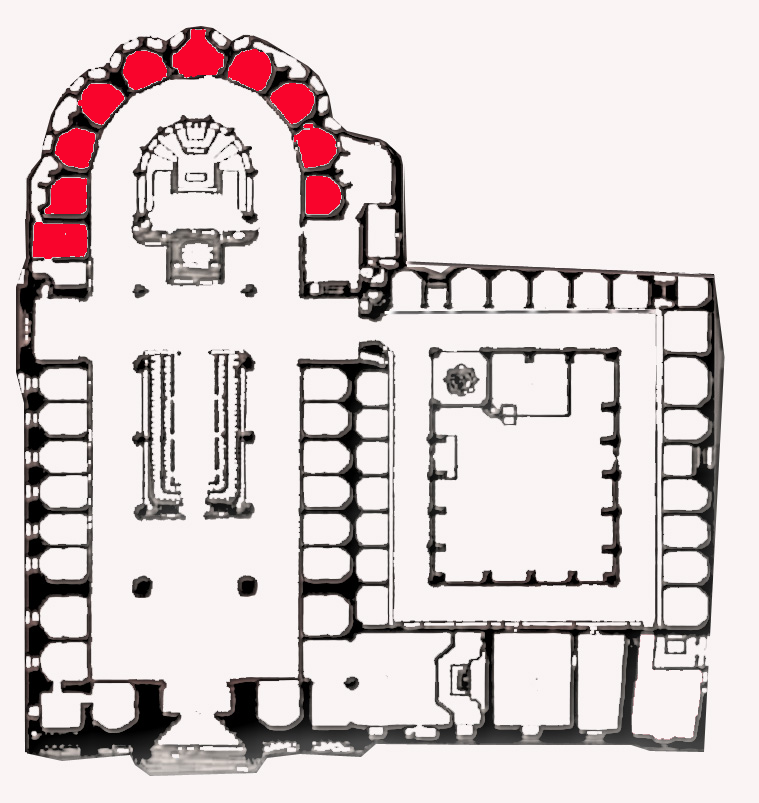
Lage der Umgangskapellen des Hochchors
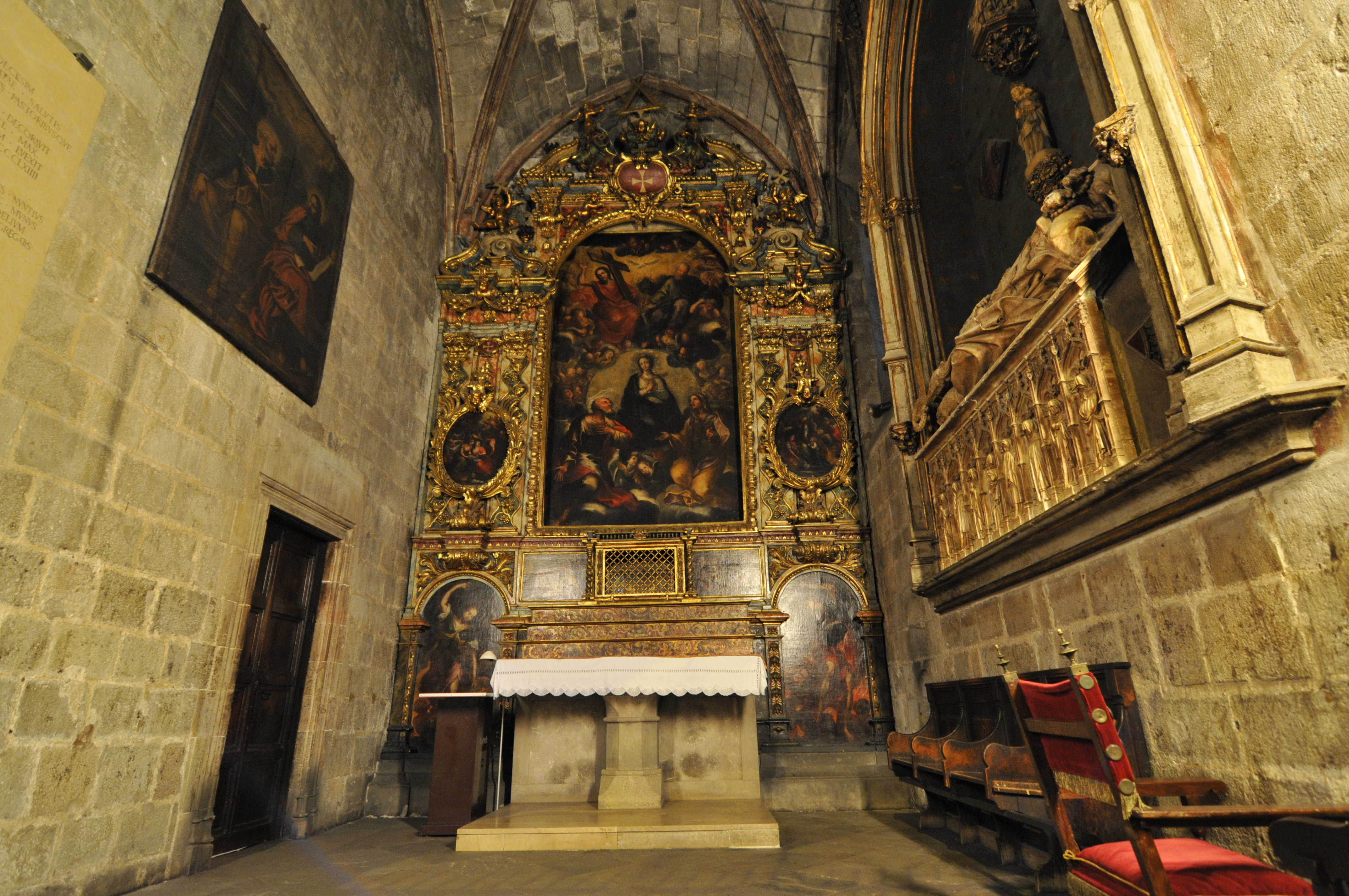
Kapelle der Unschuldigen Kinder
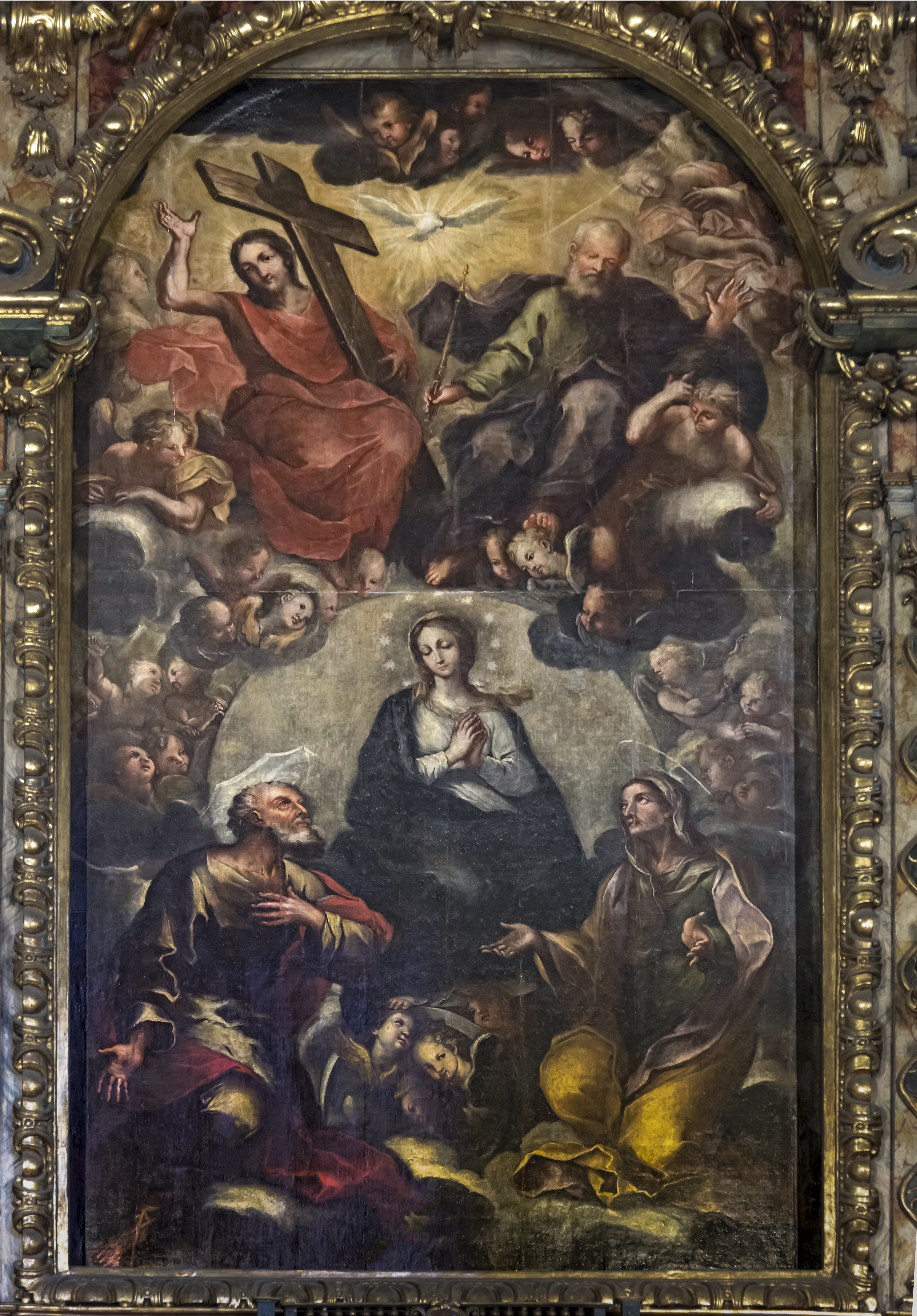
Altarbild der Krönung Mariens von Joan Gallart (1709)
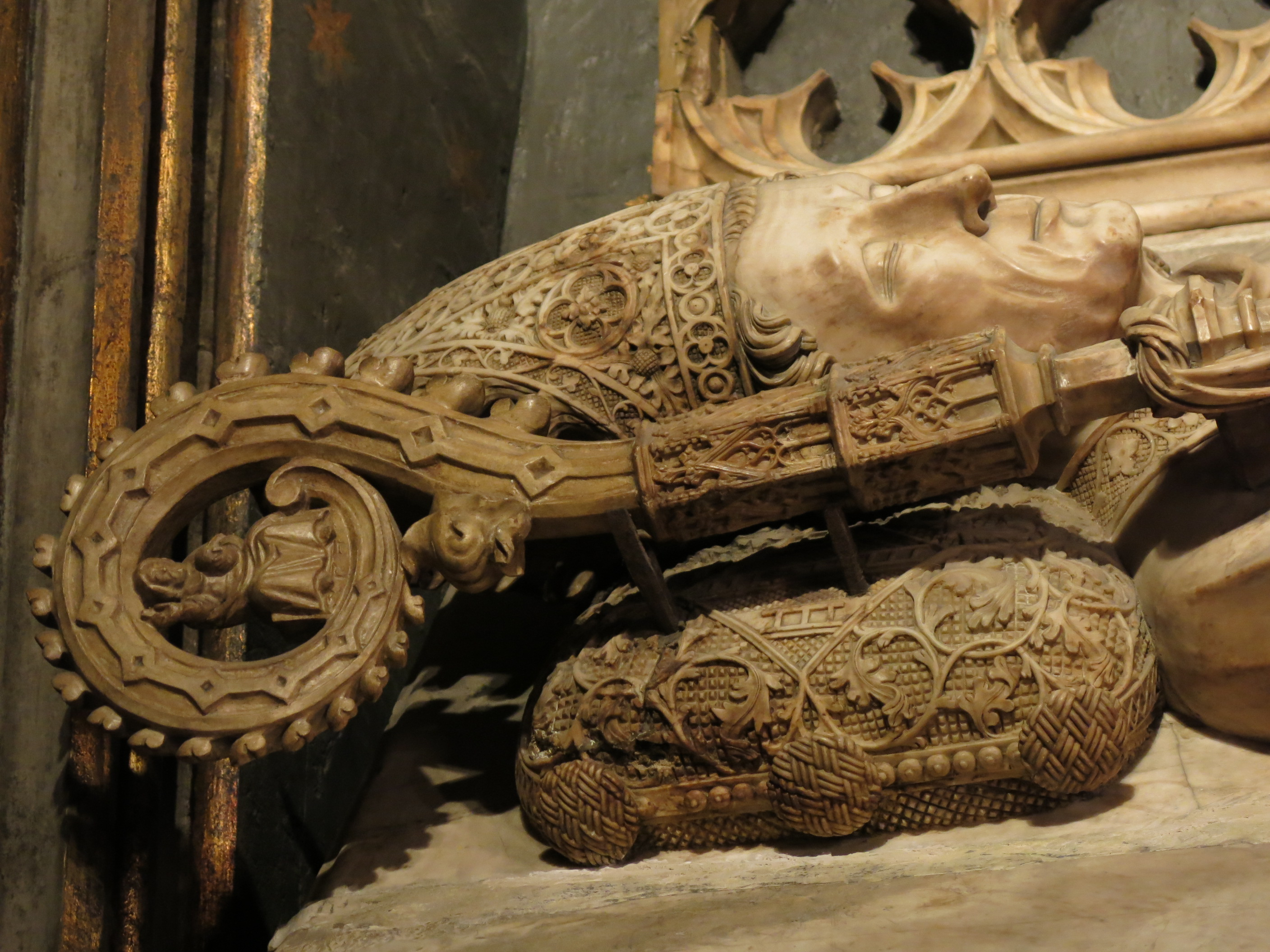
Detail des Grabmals des Bischofs Ramon d´Escales (Antoni Canet, 1409)
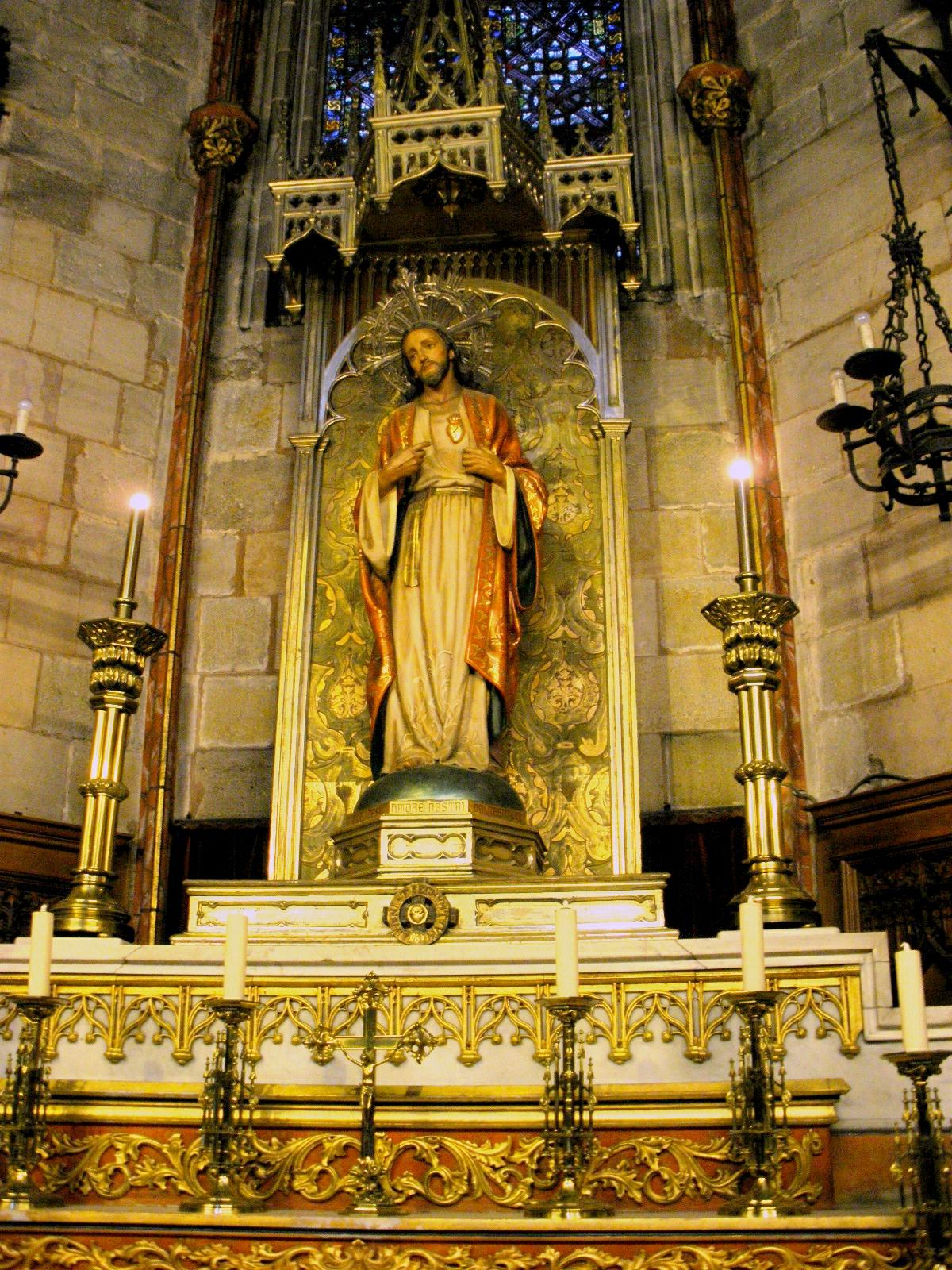
Altar des Heiligsten Herzens Jesu (1907/1940)
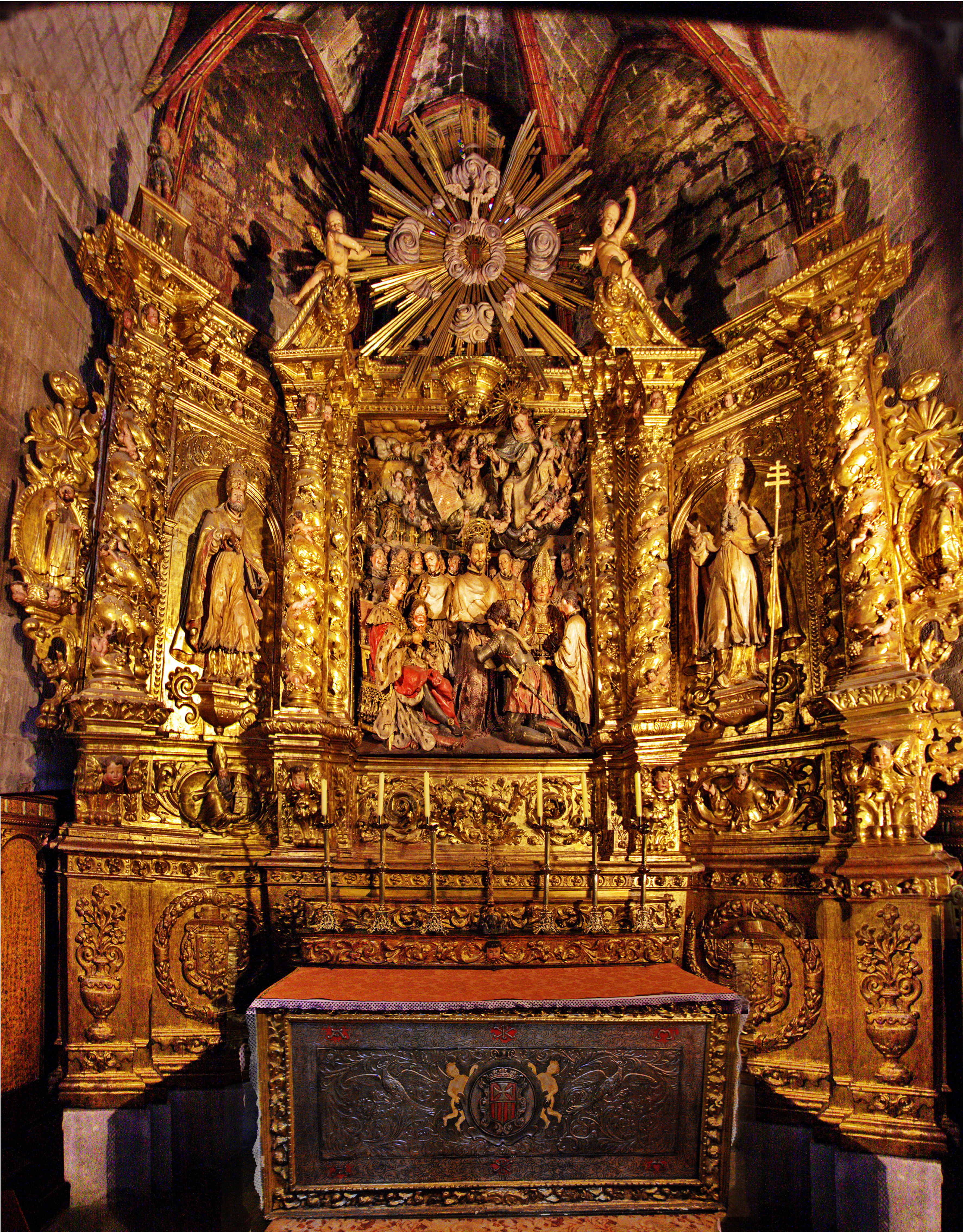
Altar der Kapelle der Mercedarier von Joan Roig d. Ä. (1688)
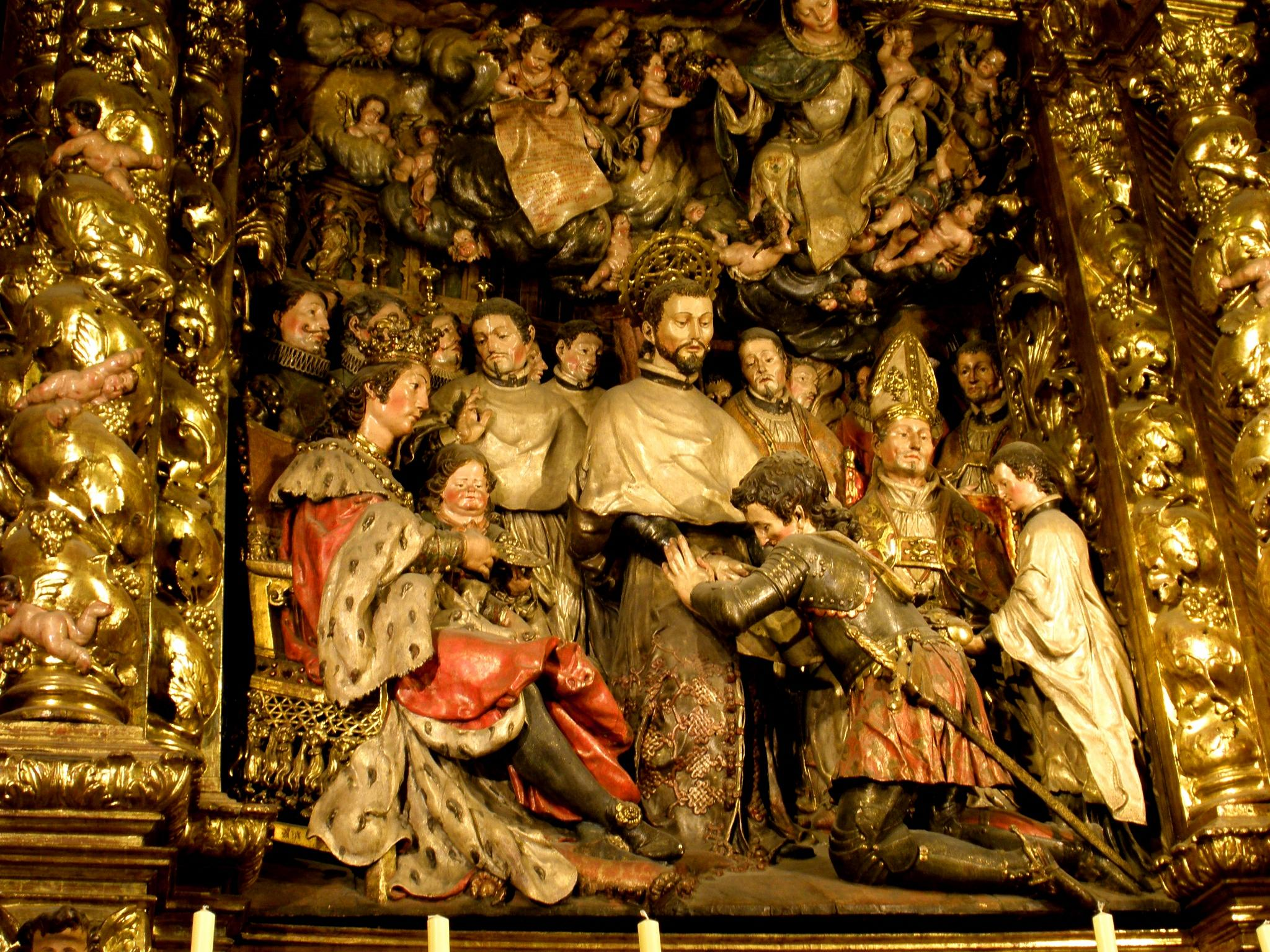
Detail der Gründungsszene des Mercedarierordens

#### Kapelle der Heiligen Klara und Katharina
Der Altar dieser Kapelle wurde von Miquel Nadal begonnen (von ihm stammt die Predella) und dann durch Pere García de Benabarre 1456 vollendet. Er wurde von Sança Ximenis de Cabrera bezahlt und war zunächst für die heutige Kapelle der hll. Cosmas und Damian bestimmt, wo Sanças Grabmal errichtet wurde. Auf der Predella ist u. a. die Beweinung Christi abgebildet, auf dem Hauptaltar sind über den Bildern der beiden Titularheiligen die Kreuzigung Christi und seitlich Szenen aus dem Leben der beiden Heiligen zu sehen. An den Seitenwänden sind zwei schöne Gemälde von Francesc Tramulles Roig zu sehen: das Martyrium des hl. Stephanus und die wunderbare Befreiung von Galceran II. von Pinós, Admiral der katalanischen Flotte, 1147 aus sarazenischer Haft durch den hl. Stephanus. Dem hl. Stephan war die Kapelle, die im Besitz der Zunft der Riemer war, früher gewidmet.

#### Kapelle der Heiligen Petrus, Martin und Ambrosius
An den Seitenwänden dieser Kapelle befinden sich zwei Gemälde mit Szenen aus dem Leben des hl. Petrus. Der Altar ist jedoch den beiden heiligen Bischöfen Martin von Tours und Ambrosius von Mailand gewidmet. Er wurde 1415 von Joan Mates aus Girona in einem ausgeprägt fränkisch-flämischen Charakter angefertigt. Er präsentiert acht Gemälde auf Holztafeln in Temperamalerei mit folgenden Motiven im Uhrzeigersinn: oben die Kreuzigung auf Kalvaria; die Mantelteilung des hl. Martin vor den Toren von Amiens; die Bischofsweihe des hl. Martin; den wundersamen Traum des hl. Martin; die Weihe des hl. Ambrosius zum Bischof von Mailand 374; die Predigt des hl. Ambrosius; die Geburt des heiligen Ambrosius und das Wunder des Bienenschwarms und zentral die beiden Titularheiligen.
In der Predella sind von links nach rechts der hl. Petrus, die Mater Dolorosa, ein Ecce Homo, der hl. Johannes Evangelist und der hl. Paulus dargestellt.

#### Kapelle des Erzengels Gabriel und der Hl. Helena

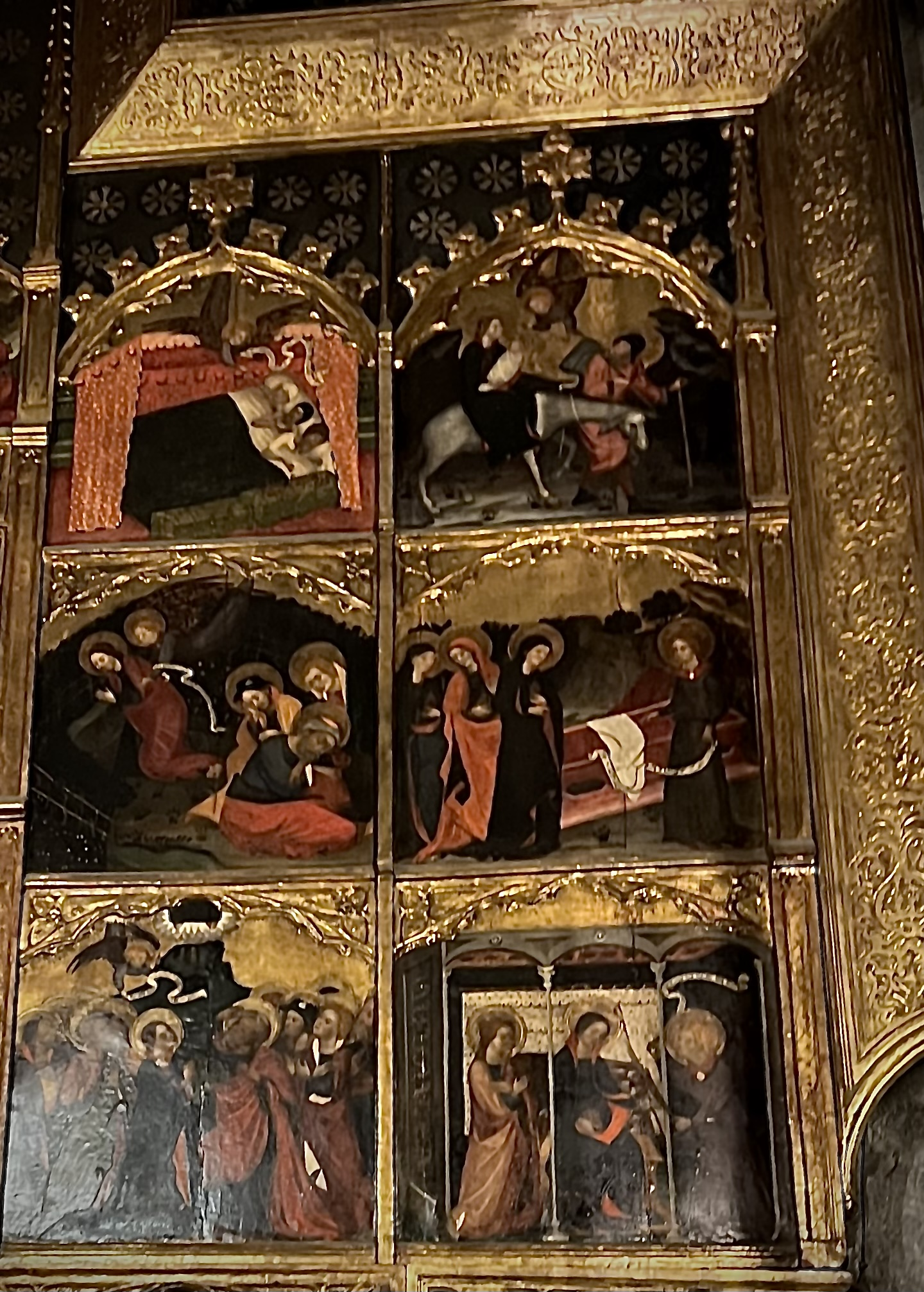
Teil des Gabrielretabels mit den Heiligen Drei Königen

Hier befindet sich das Retabel des Erzengels Gabriel, das um 1400 von Lluís Borrassa geschaffen wurde. In der Mitte die Verkündigung mit Maria und dem Erzengel. Im Seitenflügel die Heiligen Drei Könige, liegend in einem Bett, die drei Altersstufen des Mannes darstellend.

#### Kapelle des Hl. Johannes des Täufers und des Hl. Josef
Dies ist die Kapelle der Bruderschaft der Schreiner, deren Patron der hl. Josef ist, und zusätzlich dem hl. Johannes dem Täufer gewidmet. Er ist die Hauptfigur des Renaissancealtars von 1577 eines anonymen Meisters. Die Altarflügel stammen von Joan Mates und stellen die vier Evangelisten dar. Der gesamte Altar hat vier Ebenen in fünf Kolumnen, die folgende Szenen darstellen (von links oben nach rechts unten):
- links außen: die Ankündigung der Geburt des Johannes an Zacharias, die Gefangennahme Johannes des Täufers, das Gebet Jesu am Ölberg

- links innen: die Geburt Johannes des Täufers, Jesus wird mitgeteilt, dass Johannes ins Gefängnis geworfen wurde, die Geißelung Christi

- zentral: Die Taufe Jesu durch Johannes, die Statue des Johannes, die Statue des hl. Josef mit dem Jesuskind

- rechts innen: der Besuch Marias bei Elisabeth, das Gastmahl des Herodes Agrippa, die Dornenkrönung Christi

- rechts außen: die Predigt des Johannes am Jordan, Salome wird das Haupt des getöteten Johannes gereicht, Jesus fällt unter dem Kreuz

#### Kapelle der Verklärung Christi
Das Altarbild der Verklärung Christi, ein Werk in Temperamalerei von Bernat Martorell, ist eines der wichtigsten Werke in der Kathedrale und der gesamten katalanischen gotischen Malerei. Es wurde in den Jahren 1445-1452 im testamentarischen Auftrag des Bischofs Simó Salvador (†1445) angefertigt. Er zeigt von links oben nach rechts unten die bei der Verklärung schlafenden Jünger, die Vermehrung von Brot und Fischen, die Kreuzigung, den verklärten Jesus mit Mose und Elija, dazu Petrus, Jakobus und Johannes, die Ermahnung Jesu an die Apostel, von der Verklärung zu schweigen, und die Verwandlung von Wasser in Wein bei der Hochzeit zu Kana. In der Predella sieht man von links nach rechts das Gespräch Jesu mit der Samariterin am Jakobsbrunnen, die Kreuzabnahme Jesu, die Austreibung eines Dämons und die Heilung der Blutflüssigen. An der linken Wand befindet sich ein Arkosolium mit dem Grabmal von Ponç de Gualba, der von 1303-1334 Bischof von Barcelona war, mit einer Liegefigur, die einmal vergoldet war. In der Nische befindet sich ein Kreuzigungsrelief von Jaume Cascalls. Die freistehende Skulptur des hl. Benedikt von Nursia von 1932 stammt von Josep Maria Camps i Arnau.

#### Kapelle der Heimsuchung Mariens
Der Altar dieser Kapelle wurde von einem unbekannten Künstler im Auftrag des Chorherrn Nadal Garcés zwischen 1466 und 1475 gemalt. Die Anordnung der drei Tafeln erfolgte willkürlich in späterer Zeit. Das Zentralbild zeigt Maria und Elisabeth und rechts vorne den Stifter in betender Haltung. Seitlich sind links der Evangelist Lukas und rechts der hl. Sebastian zu sehen.

#### Kapelle des Hl. Antonius Abbas
Diese Kapelle war diejenige der Zunft der Fuhrleute und ihr Barockaltar stammt aus der Zeit von 1690 bis 1712. Die Skulpturen werden Joan Roig dem Älteren und seinem Sohn zugeschrieben, die Vergoldung Joan Moixi. Die Schnitzarbeiten umfassen die folgenden Statuen: in der obersten Nische der hl. Dominikus, in der Mittelnische der hl. Antonius Abbas, links der hl. Antonius von Padua und rechts der hl. Franziskus von Assisi. Hinzu kommen in der unteren Reihe die folgenden Reliefs: das Eselwunder des hl. Antonius von Padua, die Versuchung des hl. Antonius Abbas und ein Wunder des hl. Franziskus. Die Wandmalereien in der Kapelle zeigen Szenen aus dem Leben des hl. Antonius Abbas eines anonymen Malers des 18. Jahrhunderts.

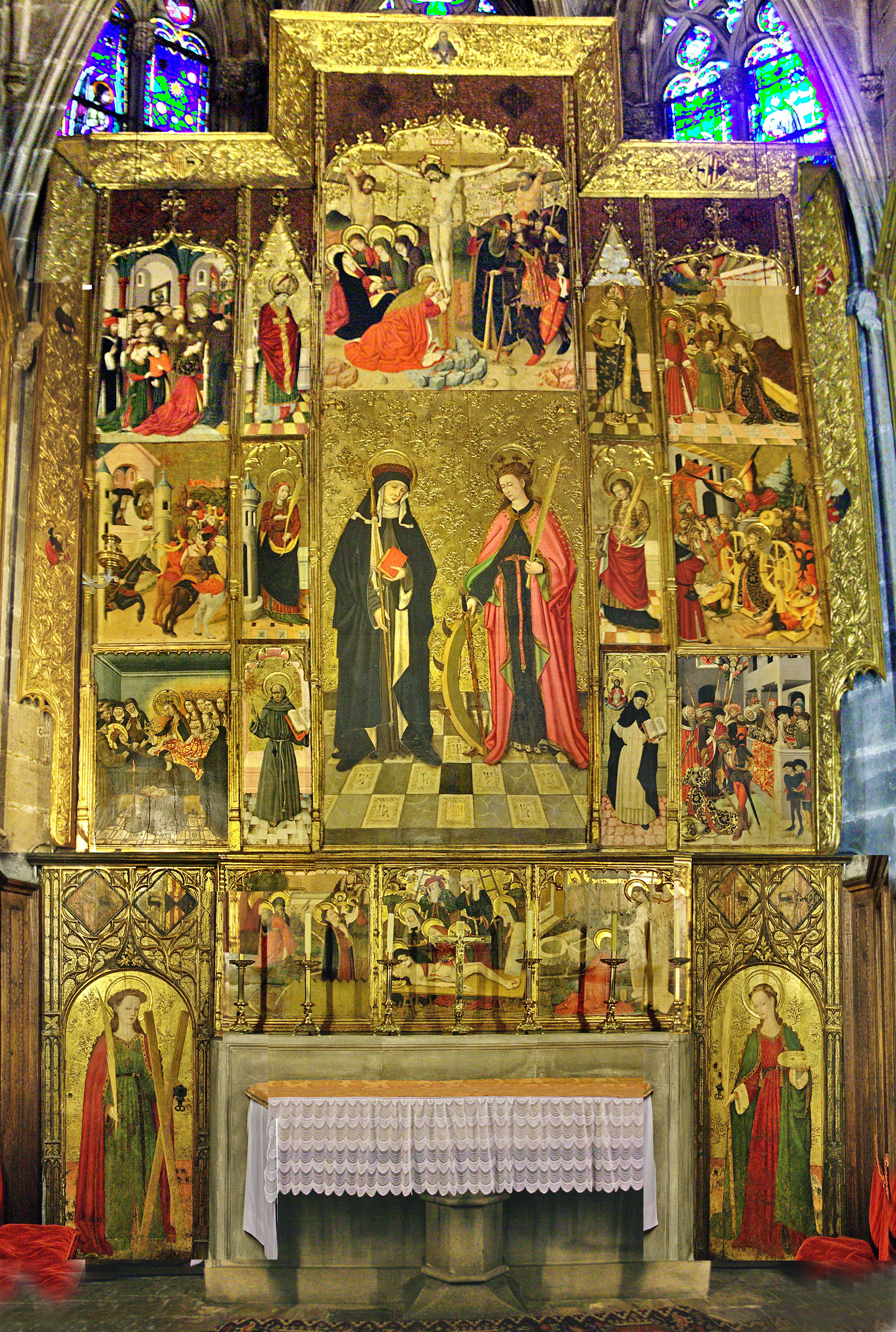
Altar der hll. Klara und Katharina von Miquel Nadal und Pere Garcia de Benavarri (1454-56)
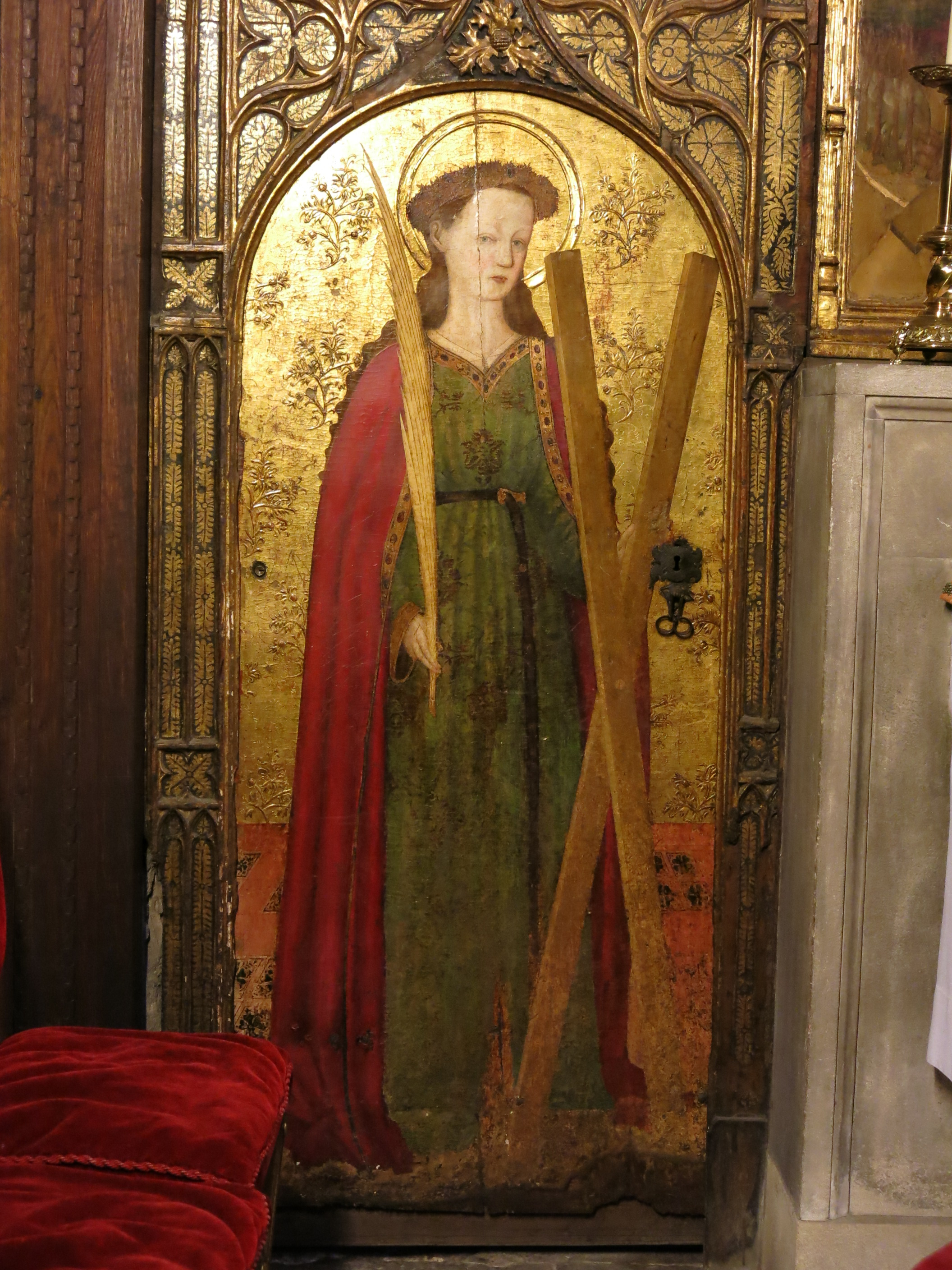
Die hl. Eulalia von Pere Garcia de Benavarri (1456)
Altar der hll. Martin und Ambrosius von Joan Mates (1415)
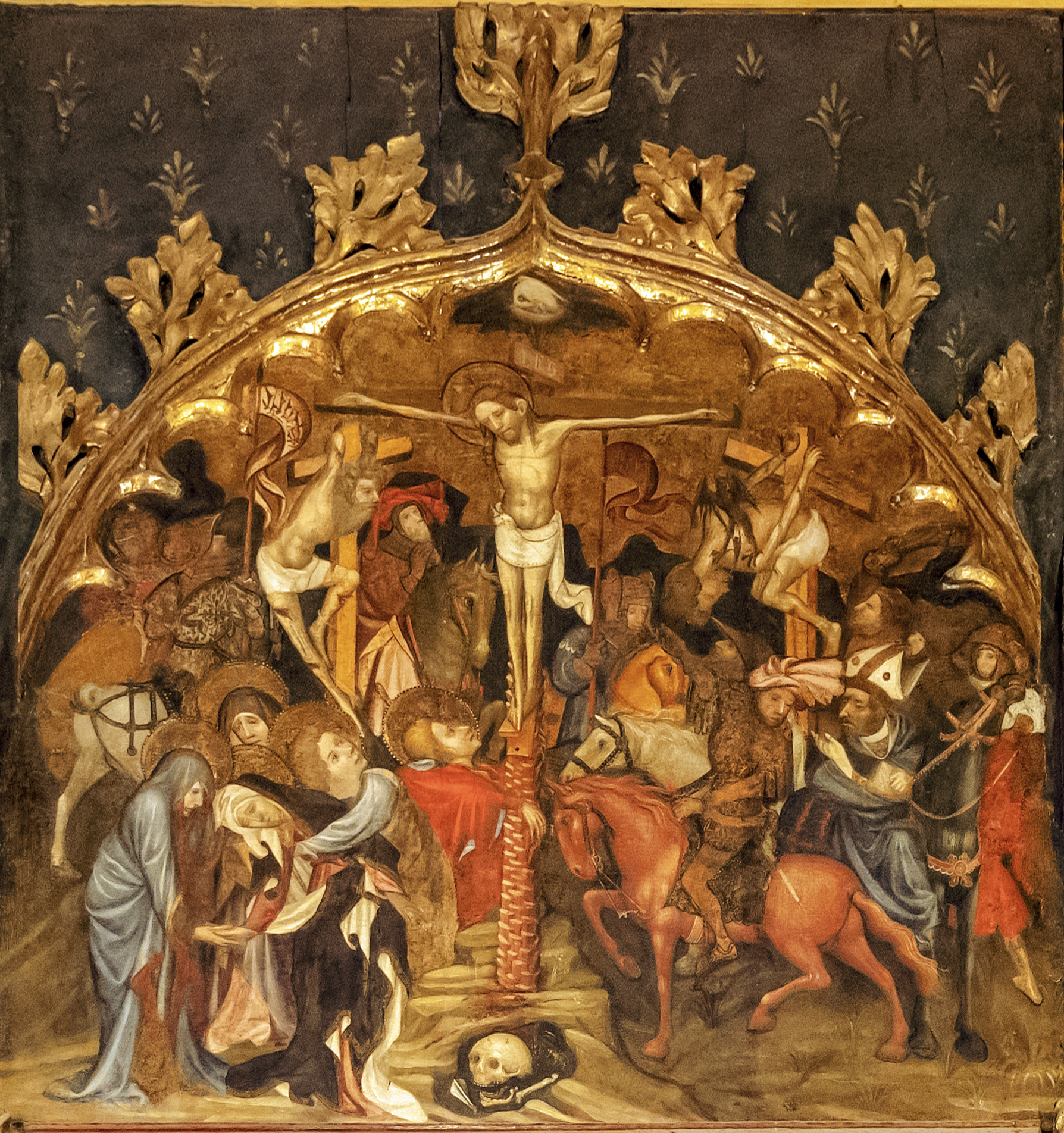
Detail der Kreuzigung von Joan Mates
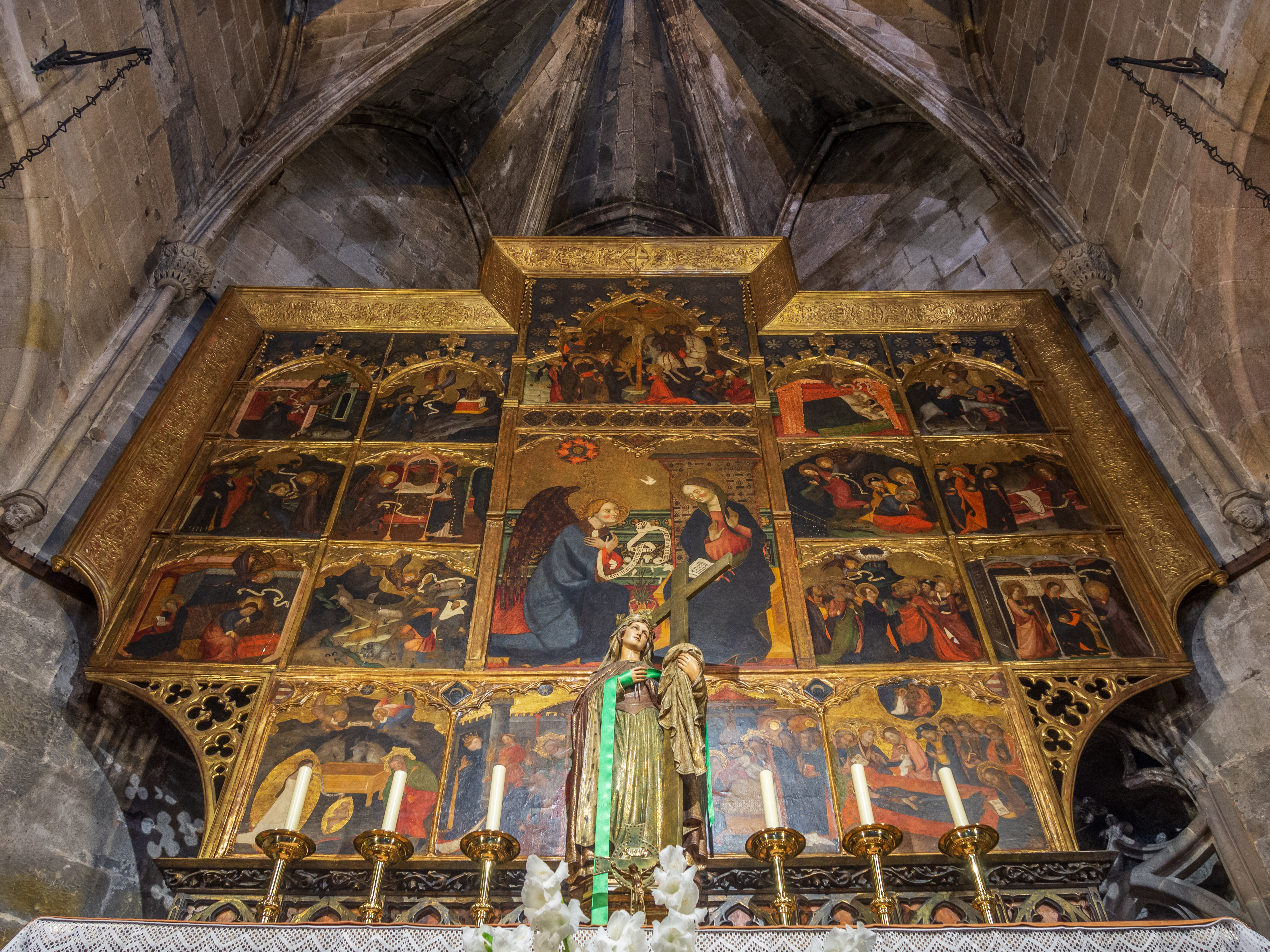
Altar der hll. Gabriel und Helena (unbekannter Meister, 1381-90)
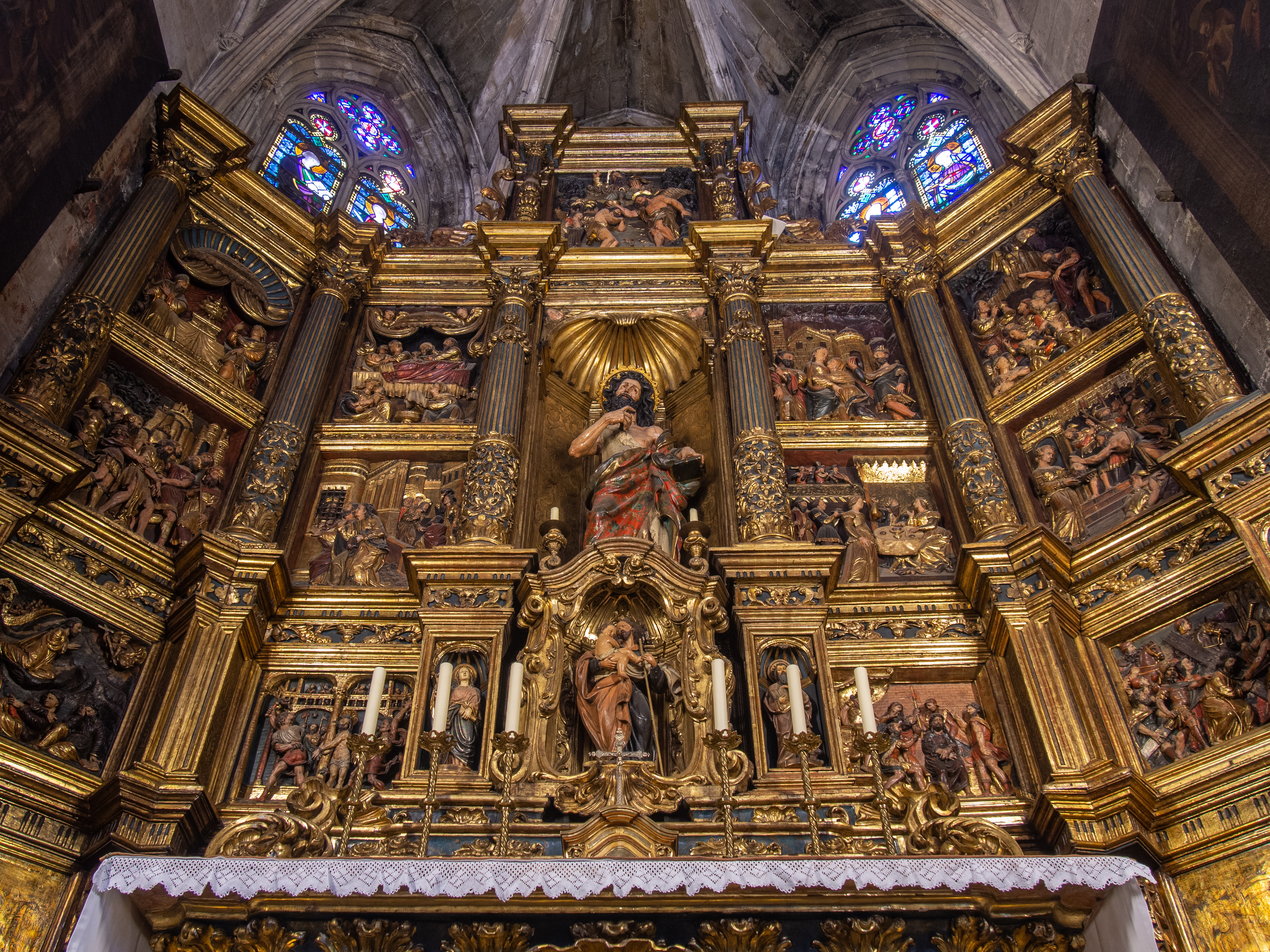
Altar der hll. Johannes des Täufers und Josef (anonym, 1577)
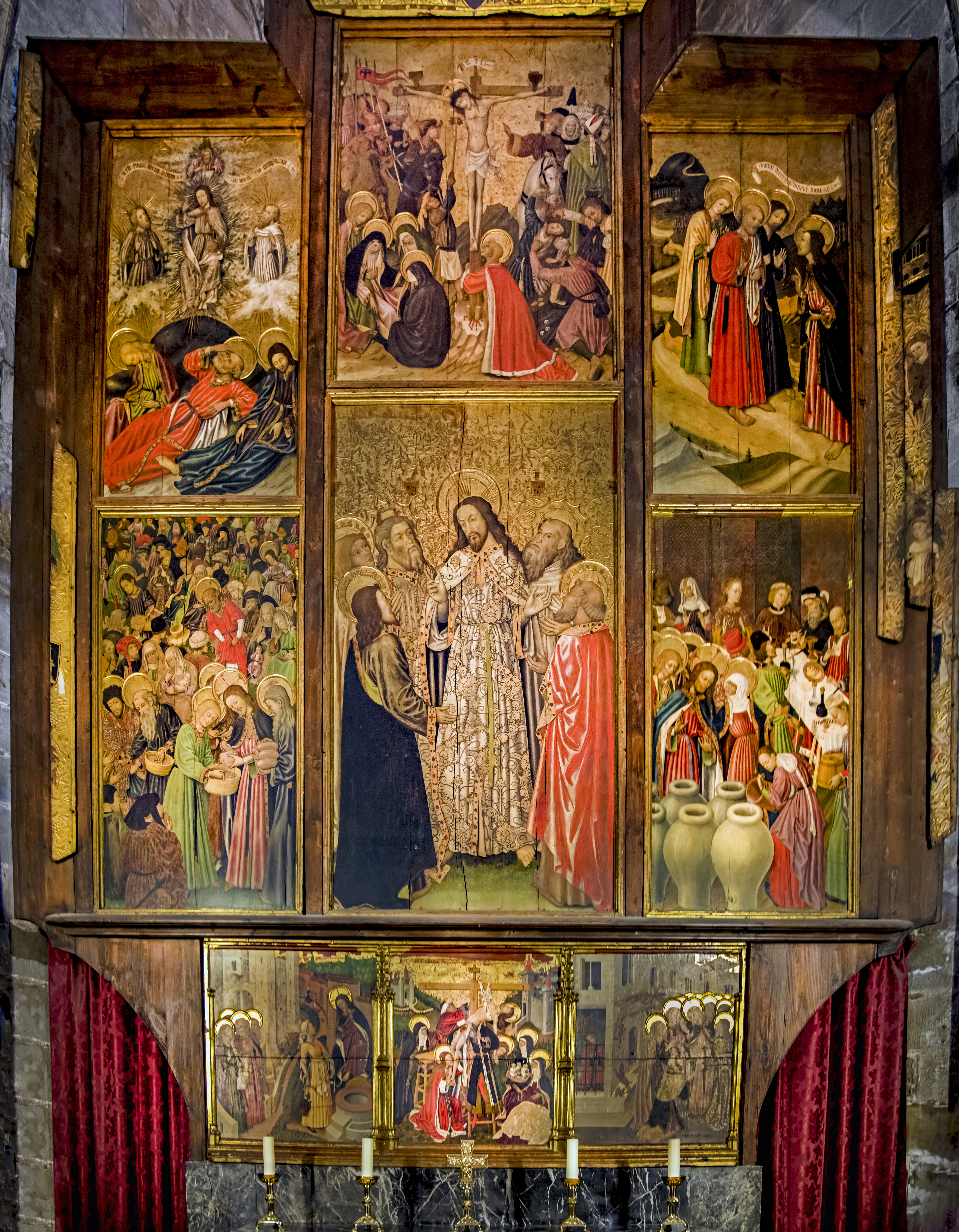
Altar in gleichnamigen Kapelle der Verklärung von Bernat Martorell (1445-1452)
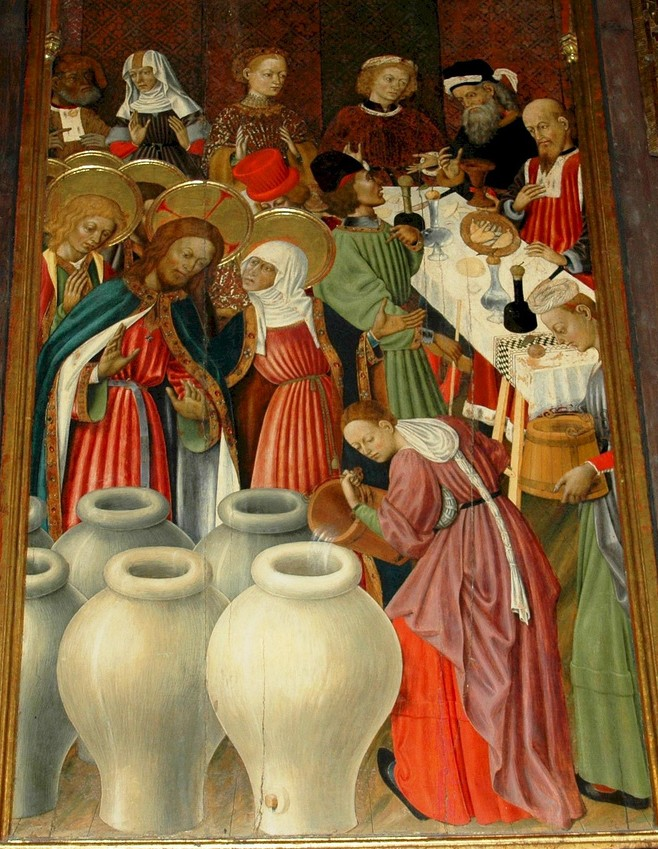
Detail des Wunders bei der Hochzeit zu Kana
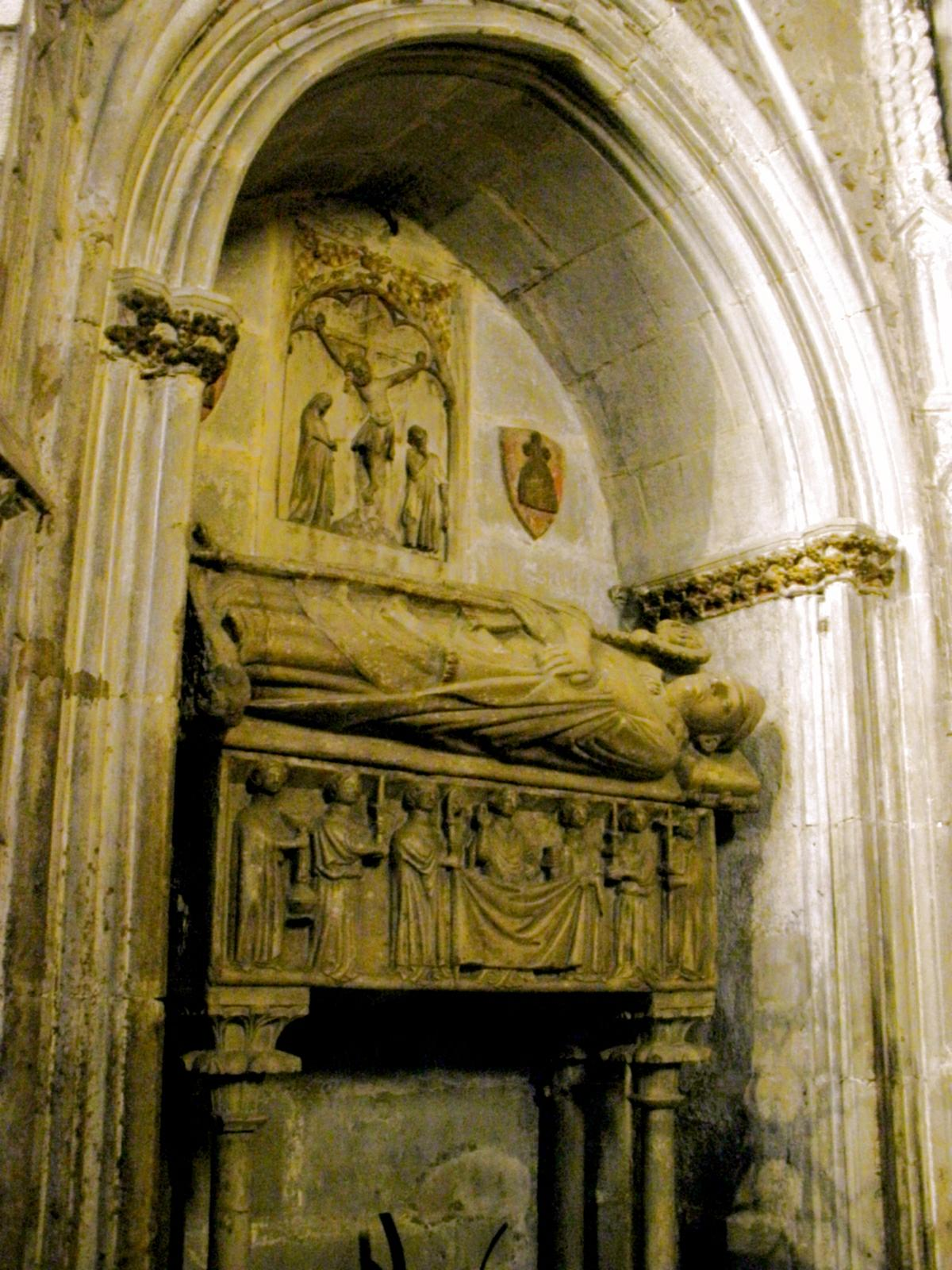
Grabmal von Bischof Ponç de Gualba
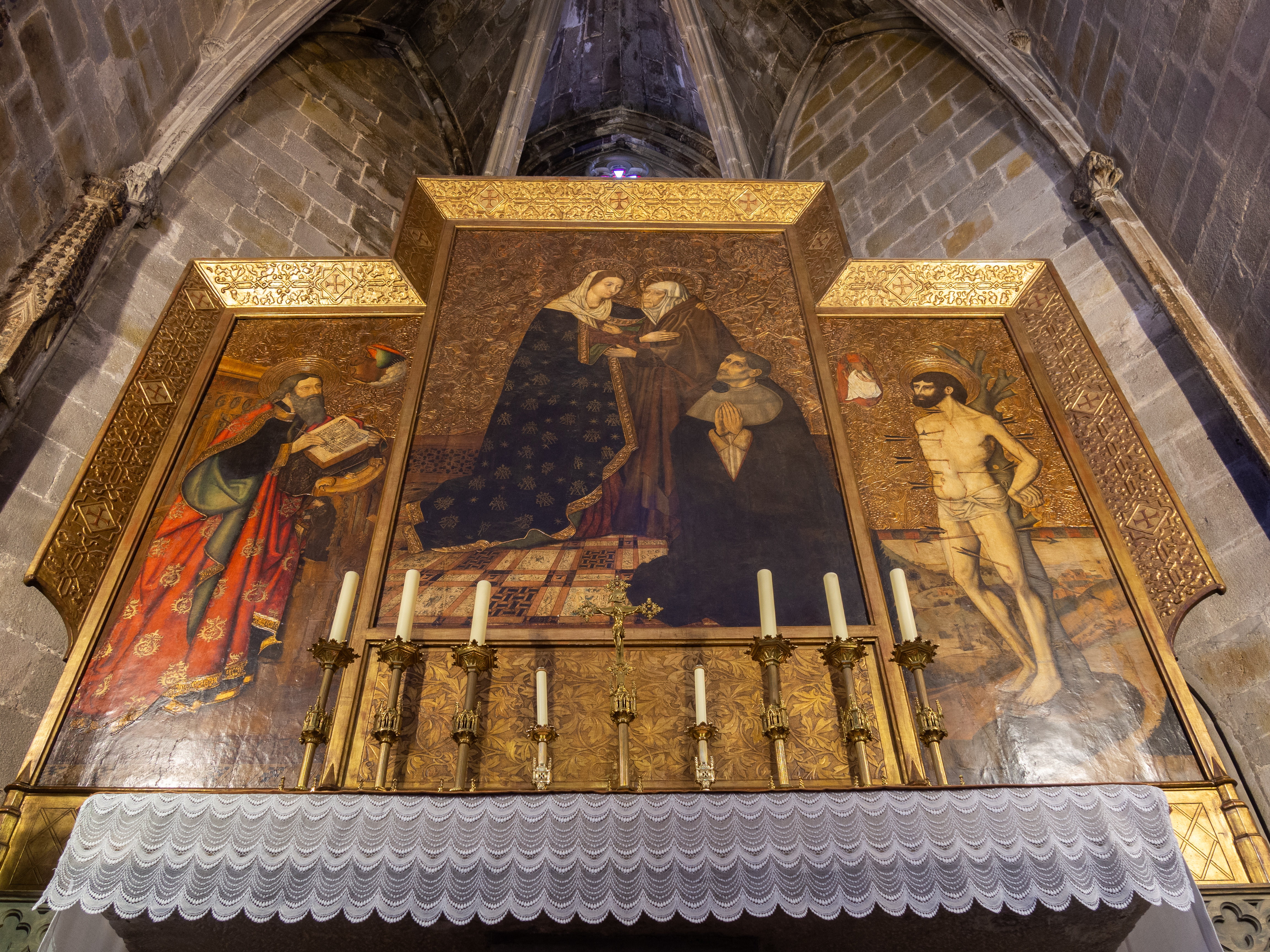
Altar in der Kapelle Mariä Heimsuchung (anonym 1466-1475)
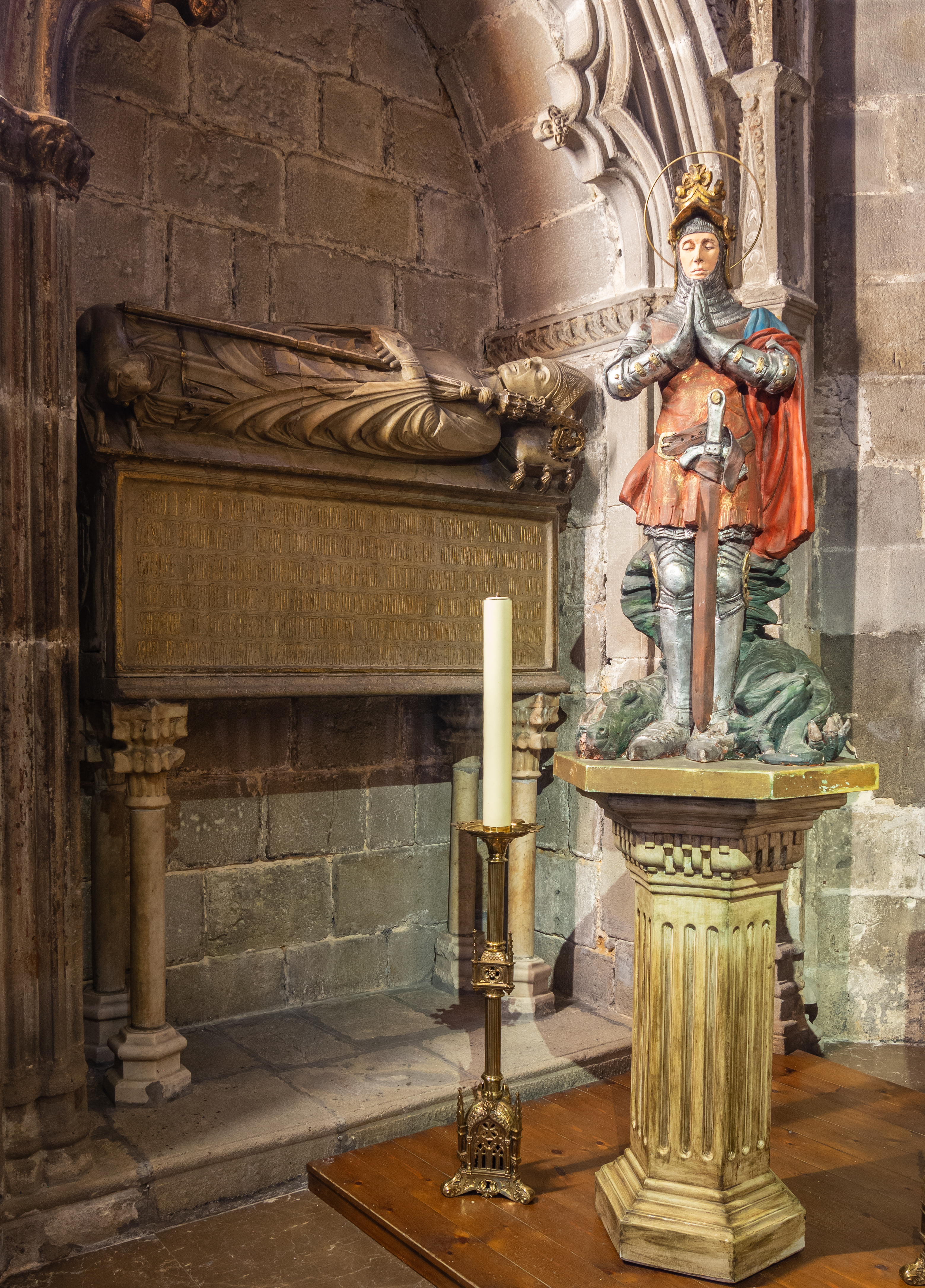
Grabmal des Bischofs Berenguer II. de Palou
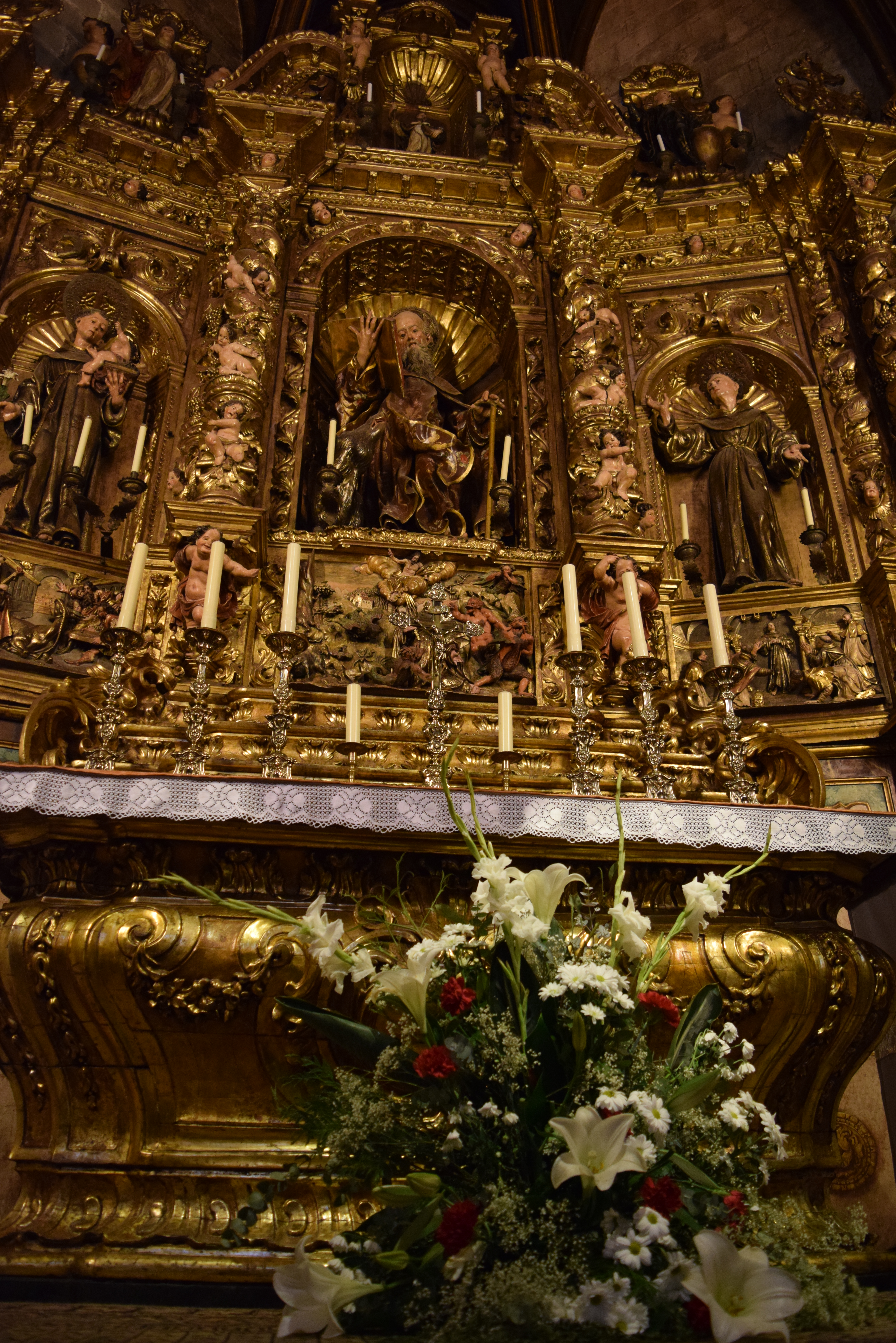
Altar des hl. Antonius Abbas von Joan Roig d.Ä. und d.J. (1690-1712)

### Sakristei und Schatzkammer
Die Sakristei befindet sich zwischen der Kapelle des hl. Antonius Abbas und dem Zugangsportal zum Kreuzgang. Sie besteht aus einem rechtwinkligen Raum mit einem Rippengewölbe, in dessen Außenmauer man die Reste zweier romanischer Fenster der früheren Kathedrale findet. Man betritt ihn durch eine kleine, spitzbogige Pforte mit gotischen Verzierungen, die in einem hohen Steinkreuz enden. 1408 wurde dieser Raum um die Schatzkammer erweitert und 1502 nochmals um einen weiteren Raum, der heute dem Ankleiden der Priester dient.
Unter den Schmuckstücken, die in der Schatzkammer aufbewahrt werden, befinden sich:

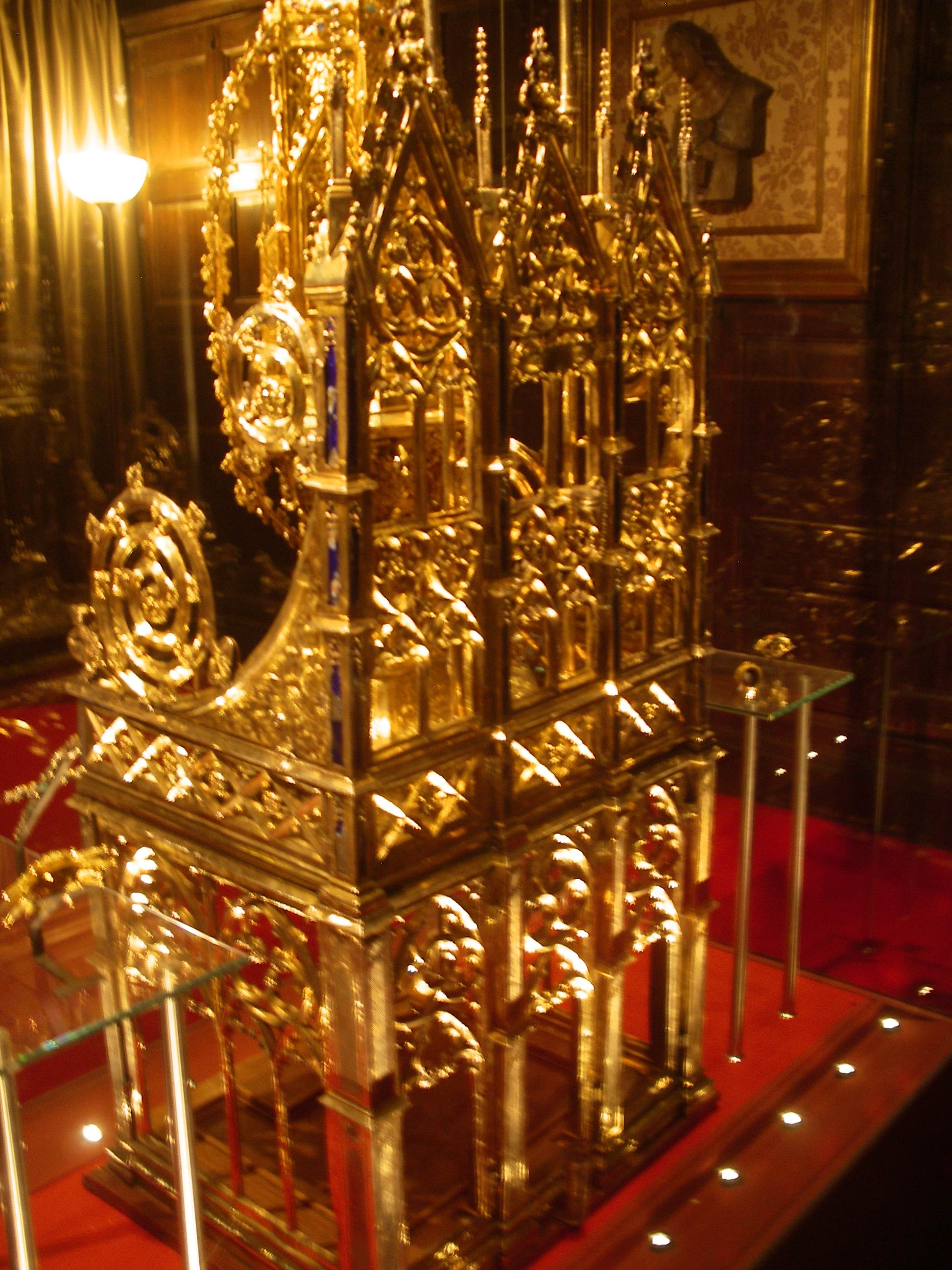
Thron König Martins des Humanen mit der Prozessionsmonstranzdas

- Thron König Martins des Humanen mit der Prozessionsmonstranzdas Prozessionskreuz des Barceloneser Goldschmieds Francesc Vilardell aus dem Jahr 1383 aus vergoldetem Silber mit Abbildungen des Gekreuzigten auf der Vorder- und der hl. Eulalia auf der Rückseite, verziert mit Emaillen der vier Evangelisten auf den Armen des Kreuzes,

- zwei rechteckige Reliquienschreine, Lipsanotheken genannt, aus dem 11. Jahrhundert,

- das Kreuz von König Martin dem Humanen aus dem Jahr 1398 mit einem angeblichen Dorn aus der Dornenkrone Christi und einem Holzpartikel des heiligen Kreuzes.

Alles überragt aber die große Prozessionsmonstranz aus dem letzten Viertel des 14. Jahrhunderts, die mit Ständer beachtliche 126 cm misst. Aus Silber und Gold mit Perlenapplikationen gefertigt, stellt sie die Architektur einer gotischen Kathedrale mit drei Türmen dar, weist aber auch erste Renaissanceelemente auf. Der perlenbesetzte, hexagonale Hostienbehälter besitzt Kristallscheiben und in seinem Inneren bildet ein achteckiger Schlussstein den Scheitelpunkt einer goldenen Kuppel. Bereits im 15. Jahrhundert wurden weitere Stiftungen zur Monstranz hinzugefügt, v. a. der goldene Thron, der nach einem aus dem Jahr 1492 stammenden Verzeichnis aus dem Besitz König Martins des Humanen stammte. Dieser Thron im Stil der Flamboyantgotik ist aus Holz und mit vergoldetem Silber überzogen. Die Holzschnitzerei ist dabei so fein, dass das Ganze wie eine Goldschmiedearbeit wirkt. Der merkwürdige Gürtel aus Seide mit Zellenschmelzemail, Edelsteinen und Korallen soll auch von König Martin gestiftet worden sein. Über der Monstranz sind zwei diademartige Kronen befestigt, die von Königin Violante von Bar, der dritten Frau König Johanns I. stammen sollen. Auf ihnen erscheint die Inschrift SYRA, die bisher nicht gedeutet werden konnte.

## Orgel

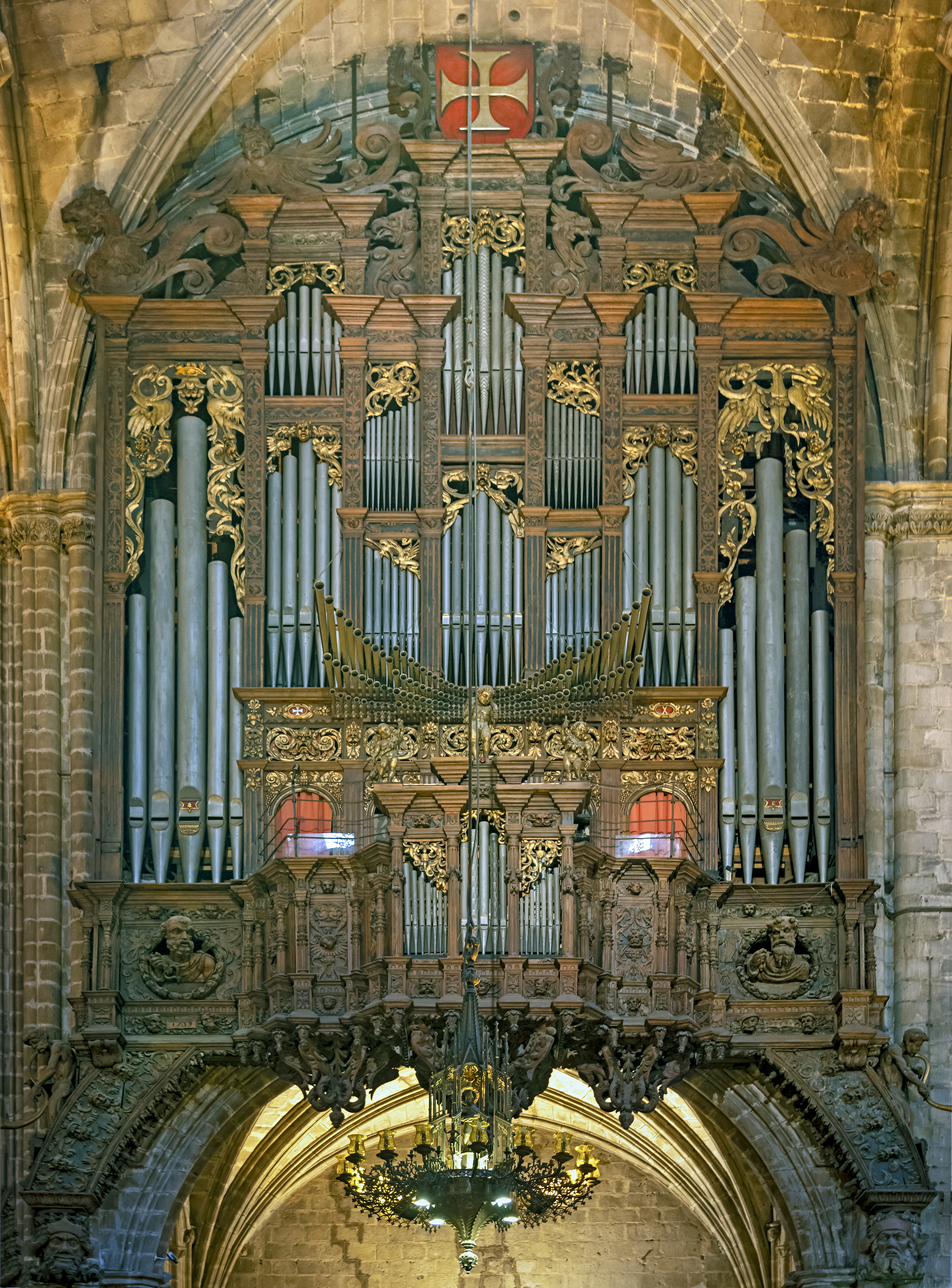
Blick auf den Orgelprospekt

Die Orgel wurde 1994 von der Orgelbaufirma Orgues Blancafort (Montserrat) errichtet. Das Instrument befindet sich in einem historischen Orgelgehäuse mit historischen Orgelprospekt aus dem Jahre 1538. Das Orgelwerk hat 58 Register (4.013 Pfeifen) auf vier Manualen (Cadireta = Rückpositiv, Organo Mayor = Hauptwerk, Expressiu = Schwellwerk, Eco = Echowerk, Batalla = Trompeteria) und Pedal.
| I Cadireta C–g3 |                |       |
| 1.              | Bordó          | 8′    |
| 2.              | Octava         | 4′    |
| 3.              | Tapadet        | 4′    |
| 4.              | Quinzena       | 2′    |
| 5.              | Dinovena       | 1 ⁄3′ |
| 6.              | Cimbalet III 0 | 2⁄3′  |
| 7.              | Regalies       | 8′    |

| II Orgue Mayor C–g3 |                    |       |
| 8.                  | Flautat Major      | 16′   |
| 9.                  | Flautat 1          | 8′    |
| 10.                 | Flautat 2on        | 8′    |
| 11.                 | Espigueta          | 8′    |
| 12.                 | Octava             | 4′    |
| 13.                 | Dotzena            | 2 ⁄3′ |
| 14.                 | Quinzena           | 2′    |
| 15.                 | Fornitura IV       | 2′    |
| 16.                 | Alemanya IV        | 1′    |
| 17.                 | Címbala III        | 2⁄3′  |
| 18.                 | Corneta Magna V    | 8′    |
| 19.                 | Flauta Travessera0 | 8′    |
| 20.                 | Trompeta Real      | 8′    |
| 21.                 | Cromorn            | 8′    |

| III Expressiu C–g3 |                 |        |
| 22.                | Bordó major     | 16′    |
| 23.                | Flautat         | 8′     |
| 24.                | Bordó           | 8′     |
| 25.                | Octava          | 4′     |
| 26.                | Quinzena        | 2′     |
| 27.                | Vint-i-dosena   | 1′     |
| 28.                | Corona IV-V     | 1 ⁄3′  |
| 29.                | Flauta Cònica 0 | 4′     |
| 30.                | Nasard 10a      | 3 1⁄5′ |
| 31.                | Nasard 12a      | 2 ⁄3′  |
| 32.                | Flabiolets      | 2′     |
| 33.                | Nasard 17a      | 1 3⁄5′ |
| 34.                | Dolcaina        | 16′    |
| 35.                | Trompeta        | 8′     |
| 36.                | Xeremies        | 4′     |
|                    | Trémol          |        |

| IV Ecos C–g3 |               |       |
| 37.          | Flautat d’Eco | 8′    |
| 38.          | Veu Ondulant0 | 8′    |
| 39.          | Bordonet      | 4′    |
| 40.          | Tolosana III  | 2 ⁄3′ |
| 41.          | Fagot-Oboè    | 8′    |
| 42.          | Violins       | 8′    |
|              | Trèmol        |       |

| IV Batalla C–c1/cis1-g3 |                      |     |
| 43.                     | Trompeta Real (B)    | 8′  |
| 43b.                    | Trompeta Real (D)    | 8′  |
| 44.                     | Baixons (B)          | 4′  |
| 44b.                    | Clarins Alts (D)     | 4′  |
| 45.                     | Violetes (B)         | 2′  |
| 45b.                    | Trompeta Magna (D) 0 | 16′ |
| 46.                     | Clarin Clars (D)     | 8′  |

| Pedal C–f1 |                 |       |
| 47.        | Contrabaix      | 16′   |
| 48.        | Subbaix         | 16′   |
| 49.        | Contres         | 8′    |
| 50.        | Baix            | 8′    |
| 51.        | Coral Baix      | 4′    |
| 52.        | Flauti          | 2′    |
| 53.        | Fornitura III 0 | 2′    |
| 54.        | Plens IV-V      | 1 ⁄3′ |
| 55.        | Bombarda        | 16′   |
| 56.        | Trompeta        | 8′    |
| 57.        | Clarí           | 4′    |
| 58.        | Tiorba          | 16′   |

- Anmerkungen:

(B) = Bass-Seite
(D) = Diskant-Seite

## Königsgräber
In der Kathedrale befinden sich die sterblichen Überreste einiger Personen aus dem Herrscherhaus der Grafen von Barcelona und des Königreichs Aragón. Im oberen Bereich der Wand zwischen dem Eingang
zur Sakristei und dem Portal zum Kreuzgang befinden sich die Sarkophage von Raimund Berengar I., Graf von Barcelona 1035-1076, und seiner Frau Almodis de la Marche, den Begründern der romanischen Kathedrale. Die Särge sind umgeben von illusionistischer Architekturmalerei des Portugiesen Enrique Fernandes aus dem Jahr 1545. Möglicherweise enthalten sie auch Überreste von Ramon Borrell, Graf von Barcelona 993-1017, und von Petronella von Aragón, Königin von 1137-1164. Beide waren in der romanischen Kathedrale in Holzsärgen beigesetzt, von denen sich keine Überreste erhalten haben.
An der gegenüberliegenden Wand, links neben der Kapelle der Unschuldigen Kinder, befinden sich zwei weitere Sarkophage. Sie wurden 1998 aus einer Kapelle des Kreuzgangs hierher versetzt, nachdem sie 1852 aus ihrer ursprünglichen Bestattung im Kloster Sant Francesc in Barcelona in die Kathedrale überführt worden waren. Die Skulpturen der Sarkophage stammen von Frederic Marès i Deleuvol. Im einen Sarkophag ruhen Alfons III., König von Aragón und von Mallorca 1285-1291, Jakob I., Graf von Urgell, und Frederic von Aragón, vierter Sohn von König Alfons IV. Der andere Sarkophag enthält die Überreste von:
- Konstanze von Sizilien, Gemahlin König Peters III. von Aragón[58]. Sie wurde um 1249 in Catania als Tochter König Manfreds von Sizilien und Enkelin Kaiser Friedrichs II. von Hohenstaufen geboren und heiratete Peter 1262 in Montpellier.

- Maria de Lusignan, Prinzessin von Zypern, der dritten Frau von Jakob II. von Aragón

- Sibila de Fortià, der vierten Frau Peters IV. von Aragón

- Eleonore von Aragón, Regentin von Zypern von 1369-1379, verstorben 1416.

## Kreuzgang
In der Zeit von Bischof Frodoí (861-890) wurde die Gruppe der Kanoniker an der Kathedrale begründet, die mit der Existenz eines Kreuzgangs in Verbindung gebracht wird. Der heutige gotische Kreuzgang befindet sich auf der gleichen Seite der Kirche, auf der sich auch der romanische, kleinere Kreuzgang befand. An seinem Bau im 14. und 15. Jahrhundert waren große Architekten wie Andreu Escuder und Bildhauer wie Vater und Sohn Claperós beteiligt. Der Bau vollzog sich in zwei Abschnitten, zunächst wurden die Flügel entlang der Basilika und am Portal de la Pietat errichtet. Erst nach dem großzügigen

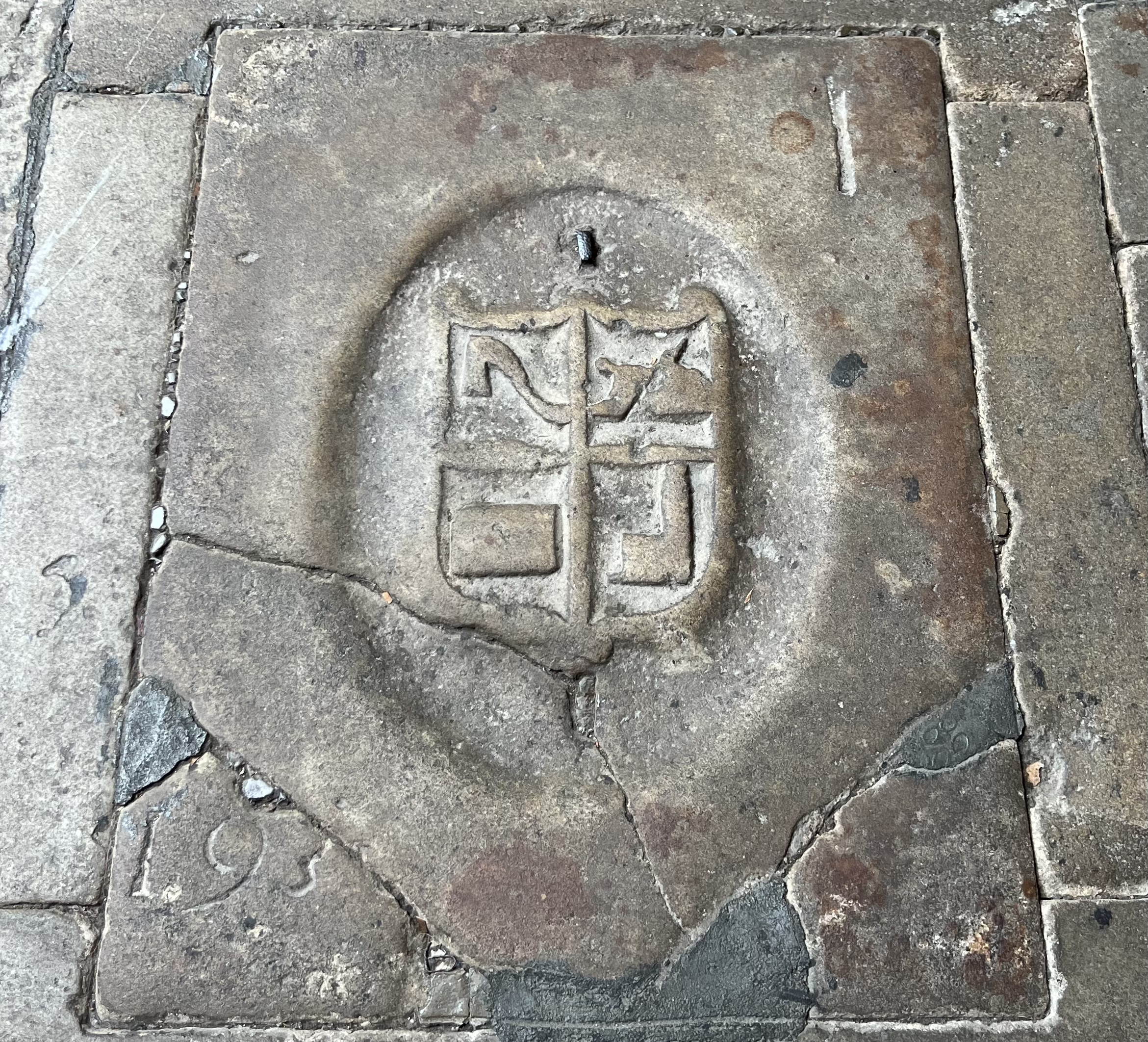
Bodenplatte mit Symbolen der Schuhmacherguilde

Testament von Bischof Francesc Climent Sapera konnten etwa 100 Jahre später die beiden anderen Flügel erbaut und 1448 der Kreuzgang vollendet werden. Er ist durch die Portale de la Pietat und Santa Eulalia von außen zugänglich sowie aus dem Inneren der Kathedrale durch ein Portal, das sich im rechten Querschiff befindet. Es wurde aus weißem italienischem Marmor erbaut und stammt wahrscheinlich bereits aus der romanischen Kathedrale. Später wurde es durch ein gotisches Tympanon ergänzt, das dazu beiträgt, das Portal in den gotischen Bau zu integrieren. Es besitzt Archivolten, die mit geometrischen Motiven verziert sind, und auf den Kapitellen, Pfosten und Deckplatten sind gemeißelte Themen des Alten und Neuen Testaments und des Kampfes des Menschen mit den Tieren zu entdecken. Die Schlusssteine der Gewölbe des Kreuzgangs zeigen Szenen des Neuen Testaments z. B. die Kreuzabnahme Christi.
Gegenüber des Portals de la Pietat gibt es ein kleines Tempelchen zur Überdachung eines Brunnens. Der Entwurf stammt von Andreu Escuder, die Ausführung des mit kleinen Schlusssteinen geschmückten Rippengewölbes und des prachtvollen zentralen Schlusssteins mit der Szene des Drachenkampfs des hl. Georg übertrug man Antoni und Joan Claperós 1448/49. Die kleine Zentralfigur des hl. Georg zu Pferd in der Mitte des Springbrunnens stammt vom zeitgenössischen Bildhauer Emili Colom von 1970.
An drei Seiten des Kreuzgangs befinden sich Kapellen, die jeweils einem Schutzpatron einer Institution oder Zunft gewidmet oder einer Familie zugeordnet waren. Alle Kapellen sind mit Kreuzrippengewölben mit Schlusssteinen versehen. In zwei der Kapellen finden sich modernistische Grabmäler: diejenigen der Familie Sanllehy, in der u. a. Carles Sanllehy beigesetzt ist, wurden vom Künstler Josep Llimona i Bruguera 1920 geschaffen und diejenigen der Familie Girona schmückte der Bildhauer Manel Fuxà i Leal mit einem Standbild der drei theologischen Tugenden (Glaube, Hoffnung und Liebe). Dazu kommt noch ein Kruzifix von Eduard Alentorn aus dem Jahr 1910.
In der Mitte des Kreuzgangs befindet sich ein 1877 neu angelegter Garten mit Magnolien und großen Palmen; bis dahin war er mit Orangenbäumen bepflanzt (auch die Casa de la Ciutat de Barcelona, die Llotja de Mar und der Palau de la Generalitat hatten Orangengärten in den Innenhöfen, nunmehr blieb davon nur der Letztere). Orangenbäume, Zitronenbäume und Zypressen standen nach den Aufzeichnungen des deutschen Geografen und Reisenden Hieronymus Münzer (*1437/37 ; †27.8.1508) bereits 1494 im Kreuzgang. Deshalb wurde als Erinnerung 1974 wieder ein Orangenbaum gepflanzt.
In diversen Bodenplatten findet man Symbole der lokalen Guilden, unter anderem der Schuhmacher, Scheider, Schmiede und Gärtner.

## Neuer Kapitelsaal und Museum der Kathedrale
Der neue Kapitelsaal befindet sich im Südwesten des Kreuzgangs neben der Kapelle der hl. Lucia. Er stammt aus dem 17. Jahrhundert, besitzt einen rechteckigen Grundriss und ein stuckiertes Tonnengewölbe, bemalt von J. Juncosa. Zwischen 1703 und 1705 schuf Pau Priu das Gemälde der Verherrlichung der hl. Eulalia und des hl. Oleguer im Gewölbe des Saals. Es wurde mit exquisiter Technik und enormer Kraft zu einer Zeit ausgeführt, als in Spanien eine Periode des malerischen Niedergangs begann. In der Mitte des Saals befindet sich die prachtvolle Grabplatte des Archidiakons Lluís Desplà (*1444; †6.2.1524) aus der ersten Hälfte des 16. Jahrhunderts.
Wichtige Stücke des Kathedralmuseums sind die von Lluís Desplà gestiftete und auf 1490 datierte Pietà, gemalt von Bartolomé Bermejo aus Córdoba, ein Altarbild des hl. Bernardin von Jaume Huguet (1465-70) und das Missale der hl. Eulalia mit Miniaturen von Rafael Destorrents (nach 1403).

## Kapelle der hl. Lucia
Die Kapelle der Heiligen Lucia oder der Elftausend Jungfrauen befindet sich an der Südwestecke des Kreuzgangs und besitzt einen Zugang von außen. Sie wurde zwischen 1257 und 1268 im spätromanischen Stil im Auftrag des Bischofs Arnau de Gurb (1252-1284) als Kapelle des Bischofspalastes erbaut. Zunächst war sie mit diesem verbunden und nicht mit der Kathedrale, die zu dieser Zeit noch deutlich kleiner war (die Kapelle wurde dreißig Jahre vor Beginn der gotischen Kathedrale fertiggestellt). Über der Mitte der Fassade befindet sich ein kleiner, 1681 hinzugefügter Glockengiebel mit zwei Öffnungen.
Sie besitzt einen quadratischen Grundriss und ein Gewölbe in Form einer Spitztonne, die mit sehr regelmäßigen Keilsteinen ausgeführt ist. Im Inneren befinden sich zwei Grabmäler. Das auf der rechten Seite ist das des Auftraggebers Arnau de Gurb im gotischen Stil. Es war lange Zeit verdeckt und wurde erst 1891 wiederentdeckt und restauriert. Auf der linke Seite befindet sich das Grabmal des Kanonikers Francesc de Santa Coloma aus dem 14. Jahrhundert. Über dem Sarkophag, der mit zwei Wappenschilden des Toten verziert ist, befindet sich ein Kreuzigungsrelief vor einem Hintergrund aus blauer Glasschmelze. Der Stifter erscheint als kniende Figur unter dem Kreuz.

## Dachfirst
Das Dach ist begehbar und über einen Aufzug bei der Porta de Sant Ivó bequem zu erreichen. Es bietet eine Aussicht auf Stadt, Hinterland und Meer.